# 1908
Portal Geschichte | Portal Biografien | Aktuelle Ereignisse | Jahreskalender | Tagesartikel

◄ |
19. Jahrhundert |
20. Jahrhundert
| 21. Jahrhundert

◄ |
1870er |
1880er |
1890er |
1900er
| 1910er | 1920er | 1930er | ►

◄◄ |
◄ |
1904 |
1905 |
1906 |
1907 |
1908
| 1909 | 1910 | 1911 | 1912 | ► | ►►
Staatsoberhäupter · Wahlen · Nekrolog  · Literaturjahr · Musikjahr · Filmjahr  · Sportjahr
| Januar | Januar | Januar | Januar | Januar | Januar | Januar | Januar |
| Kw     | Mo     | Di     | Mi     | Do     | Fr     | Sa     | So     |
| ------ | ------ | ------ | ------ | ------ | ------ | ------ | ------ |
| 1      |        |        | 1      | 2      | 3      | 4      | 5      |
| 2      | 6      | 7      | 8      | 9      | 10     | 11     | 12     |
| 3      | 13     | 14     | 15     | 16     | 17     | 18     | 19     |
| 4      | 20     | 21     | 22     | 23     | 24     | 25     | 26     |
| 5      | 27     | 28     | 29     | 30     | 31     |        |        |

| Februar | Februar | Februar | Februar | Februar | Februar | Februar | Februar |
| Kw      | Mo      | Di      | Mi      | Do      | Fr      | Sa      | So      |
| ------- | ------- | ------- | ------- | ------- | ------- | ------- | ------- |
| 5       |         |         |         |         |         | 1       | 2       |
| 6       | 3       | 4       | 5       | 6       | 7       | 8       | 9       |
| 7       | 10      | 11      | 12      | 13      | 14      | 15      | 16      |
| 8       | 17      | 18      | 19      | 20      | 21      | 22      | 23      |
| 9       | 24      | 25      | 26      | 27      | 28      | 29      |         |

| März | März | März | März | März | März | März | März |
| Kw   | Mo   | Di   | Mi   | Do   | Fr   | Sa   | So   |
| ---- | ---- | ---- | ---- | ---- | ---- | ---- | ---- |
| 9    |      |      |      |      |      |      | 1    |
| 10   | 2    | 3    | 4    | 5    | 6    | 7    | 8    |
| 11   | 9    | 10   | 11   | 12   | 13   | 14   | 15   |
| 12   | 16   | 17   | 18   | 19   | 20   | 21   | 22   |
| 13   | 23   | 24   | 25   | 26   | 27   | 28   | 29   |
| 14   | 30   | 31   |      |      |      |      |      |

| April | April | April | April | April | April | April | April |
| Kw    | Mo    | Di    | Mi    | Do    | Fr    | Sa    | So    |
| ----- | ----- | ----- | ----- | ----- | ----- | ----- | ----- |
| 14    |       |       | 1     | 2     | 3     | 4     | 5     |
| 15    | 6     | 7     | 8     | 9     | 10    | 11    | 12    |
| 16    | 13    | 14    | 15    | 16    | 17    | 18    | 19    |
| 17    | 20    | 21    | 22    | 23    | 24    | 25    | 26    |
| 18    | 27    | 28    | 29    | 30    |       |       |       |

| Mai | Mai | Mai | Mai | Mai | Mai | Mai | Mai |
| Kw  | Mo  | Di  | Mi  | Do  | Fr  | Sa  | So  |
| --- | --- | --- | --- | --- | --- | --- | --- |
| 18  |     |     |     |     | 1   | 2   | 3   |
| 19  | 4   | 5   | 6   | 7   | 8   | 9   | 10  |
| 20  | 11  | 12  | 13  | 14  | 15  | 16  | 17  |
| 21  | 18  | 19  | 20  | 21  | 22  | 23  | 24  |
| 22  | 25  | 26  | 27  | 28  | 29  | 30  | 31  |

| Juni | Juni | Juni | Juni | Juni | Juni | Juni | Juni |
| Kw   | Mo   | Di   | Mi   | Do   | Fr   | Sa   | So   |
| ---- | ---- | ---- | ---- | ---- | ---- | ---- | ---- |
| 23   | 1    | 2    | 3    | 4    | 5    | 6    | 7    |
| 24   | 8    | 9    | 10   | 11   | 12   | 13   | 14   |
| 25   | 15   | 16   | 17   | 18   | 19   | 20   | 21   |
| 26   | 22   | 23   | 24   | 25   | 26   | 27   | 28   |
| 27   | 29   | 30   |      |      |      |      |      |

| Juli | Juli | Juli | Juli | Juli | Juli | Juli | Juli |
| Kw   | Mo   | Di   | Mi   | Do   | Fr   | Sa   | So   |
| ---- | ---- | ---- | ---- | ---- | ---- | ---- | ---- |
| 27   |      |      | 1    | 2    | 3    | 4    | 5    |
| 28   | 6    | 7    | 8    | 9    | 10   | 11   | 12   |
| 29   | 13   | 14   | 15   | 16   | 17   | 18   | 19   |
| 30   | 20   | 21   | 22   | 23   | 24   | 25   | 26   |
| 31   | 27   | 28   | 29   | 30   | 31   |      |      |

| August | August | August | August | August | August | August | August |
| Kw     | Mo     | Di     | Mi     | Do     | Fr     | Sa     | So     |
| ------ | ------ | ------ | ------ | ------ | ------ | ------ | ------ |
| 31     |        |        |        |        |        | 1      | 2      |
| 32     | 3      | 4      | 5      | 6      | 7      | 8      | 9      |
| 33     | 10     | 11     | 12     | 13     | 14     | 15     | 16     |
| 34     | 17     | 18     | 19     | 20     | 21     | 22     | 23     |
| 35     | 24     | 25     | 26     | 27     | 28     | 29     | 30     |
| 36     | 31     |        |        |        |        |        |        |

| September | September | September | September | September | September | September | September |
| Kw        | Mo        | Di        | Mi        | Do        | Fr        | Sa        | So        |
| --------- | --------- | --------- | --------- | --------- | --------- | --------- | --------- |
| 36        |           | 1         | 2         | 3         | 4         | 5         | 6         |
| 37        | 7         | 8         | 9         | 10        | 11        | 12        | 13        |
| 38        | 14        | 15        | 16        | 17        | 18        | 19        | 20        |
| 39        | 21        | 22        | 23        | 24        | 25        | 26        | 27        |
| 40        | 28        | 29        | 30        |           |           |           |           |

| Oktober | Oktober | Oktober | Oktober | Oktober | Oktober | Oktober | Oktober |
| Kw      | Mo      | Di      | Mi      | Do      | Fr      | Sa      | So      |
| ------- | ------- | ------- | ------- | ------- | ------- | ------- | ------- |
| 40      |         |         |         | 1       | 2       | 3       | 4       |
| 41      | 5       | 6       | 7       | 8       | 9       | 10      | 11      |
| 42      | 12      | 13      | 14      | 15      | 16      | 17      | 18      |
| 43      | 19      | 20      | 21      | 22      | 23      | 24      | 25      |
| 44      | 26      | 27      | 28      | 29      | 30      | 31      |         |

| November | November | November | November | November | November | November | November |
| Kw       | Mo       | Di       | Mi       | Do       | Fr       | Sa       | So       |
| -------- | -------- | -------- | -------- | -------- | -------- | -------- | -------- |
| 44       |          |          |          |          |          |          | 1        |
| 45       | 2        | 3        | 4        | 5        | 6        | 7        | 8        |
| 46       | 9        | 10       | 11       | 12       | 13       | 14       | 15       |
| 47       | 16       | 17       | 18       | 19       | 20       | 21       | 22       |
| 48       | 23       | 24       | 25       | 26       | 27       | 28       | 29       |
| 49       | 30       |          |          |          |          |          |          |

| Dezember | Dezember | Dezember | Dezember | Dezember | Dezember | Dezember | Dezember |
| Kw       | Mo       | Di       | Mi       | Do       | Fr       | Sa       | So       |
| -------- | -------- | -------- | -------- | -------- | -------- | -------- | -------- |
| 49       |          | 1        | 2        | 3        | 4        | 5        | 6        |
| 50       | 7        | 8        | 9        | 10       | 11       | 12       | 13       |
| 51       | 14       | 15       | 16       | 17       | 18       | 19       | 20       |
| 52       | 21       | 22       | 23       | 24       | 25       | 26       | 27       |
| 53       | 28       | 29       | 30       | 31       |          |          |          |

| Januar | Januar | Januar | Januar | Januar | Januar | Januar | Januar |
| Kw     | Mo     | Di     | Mi     | Do     | Fr     | Sa     | So     |
| ------ | ------ | ------ | ------ | ------ | ------ | ------ | ------ |
| 1      |        |        | 1      | 2      | 3      | 4      | 5      |
| 2      | 6      | 7      | 8      | 9      | 10     | 11     | 12     |
| 3      | 13     | 14     | 15     | 16     | 17     | 18     | 19     |
| 4      | 20     | 21     | 22     | 23     | 24     | 25     | 26     |
| 5      | 27     | 28     | 29     | 30     | 31     |        |        |

| Februar | Februar | Februar | Februar | Februar | Februar | Februar | Februar |
| Kw      | Mo      | Di      | Mi      | Do      | Fr      | Sa      | So      |
| ------- | ------- | ------- | ------- | ------- | ------- | ------- | ------- |
| 5       |         |         |         |         |         | 1       | 2       |
| 6       | 3       | 4       | 5       | 6       | 7       | 8       | 9       |
| 7       | 10      | 11      | 12      | 13      | 14      | 15      | 16      |
| 8       | 17      | 18      | 19      | 20      | 21      | 22      | 23      |
| 9       | 24      | 25      | 26      | 27      | 28      | 29      |         |

| März | März | März | März | März | März | März | März |
| Kw   | Mo   | Di   | Mi   | Do   | Fr   | Sa   | So   |
| ---- | ---- | ---- | ---- | ---- | ---- | ---- | ---- |
| 9    |      |      |      |      |      |      | 1    |
| 10   | 2    | 3    | 4    | 5    | 6    | 7    | 8    |
| 11   | 9    | 10   | 11   | 12   | 13   | 14   | 15   |
| 12   | 16   | 17   | 18   | 19   | 20   | 21   | 22   |
| 13   | 23   | 24   | 25   | 26   | 27   | 28   | 29   |
| 14   | 30   | 31   |      |      |      |      |      |

| April | April | April | April | April | April | April | April |
| Kw    | Mo    | Di    | Mi    | Do    | Fr    | Sa    | So    |
| ----- | ----- | ----- | ----- | ----- | ----- | ----- | ----- |
| 14    |       |       | 1     | 2     | 3     | 4     | 5     |
| 15    | 6     | 7     | 8     | 9     | 10    | 11    | 12    |
| 16    | 13    | 14    | 15    | 16    | 17    | 18    | 19    |
| 17    | 20    | 21    | 22    | 23    | 24    | 25    | 26    |
| 18    | 27    | 28    | 29    | 30    |       |       |       |

| Mai | Mai | Mai | Mai | Mai | Mai | Mai | Mai |
| Kw  | Mo  | Di  | Mi  | Do  | Fr  | Sa  | So  |
| --- | --- | --- | --- | --- | --- | --- | --- |
| 18  |     |     |     |     | 1   | 2   | 3   |
| 19  | 4   | 5   | 6   | 7   | 8   | 9   | 10  |
| 20  | 11  | 12  | 13  | 14  | 15  | 16  | 17  |
| 21  | 18  | 19  | 20  | 21  | 22  | 23  | 24  |
| 22  | 25  | 26  | 27  | 28  | 29  | 30  | 31  |

| Juni | Juni | Juni | Juni | Juni | Juni | Juni | Juni |
| Kw   | Mo   | Di   | Mi   | Do   | Fr   | Sa   | So   |
| ---- | ---- | ---- | ---- | ---- | ---- | ---- | ---- |
| 23   | 1    | 2    | 3    | 4    | 5    | 6    | 7    |
| 24   | 8    | 9    | 10   | 11   | 12   | 13   | 14   |
| 25   | 15   | 16   | 17   | 18   | 19   | 20   | 21   |
| 26   | 22   | 23   | 24   | 25   | 26   | 27   | 28   |
| 27   | 29   | 30   |      |      |      |      |      |

| Juli | Juli | Juli | Juli | Juli | Juli | Juli | Juli |
| Kw   | Mo   | Di   | Mi   | Do   | Fr   | Sa   | So   |
| ---- | ---- | ---- | ---- | ---- | ---- | ---- | ---- |
| 27   |      |      | 1    | 2    | 3    | 4    | 5    |
| 28   | 6    | 7    | 8    | 9    | 10   | 11   | 12   |
| 29   | 13   | 14   | 15   | 16   | 17   | 18   | 19   |
| 30   | 20   | 21   | 22   | 23   | 24   | 25   | 26   |
| 31   | 27   | 28   | 29   | 30   | 31   |      |      |

| August | August | August | August | August | August | August | August |
| Kw     | Mo     | Di     | Mi     | Do     | Fr     | Sa     | So     |
| ------ | ------ | ------ | ------ | ------ | ------ | ------ | ------ |
| 31     |        |        |        |        |        | 1      | 2      |
| 32     | 3      | 4      | 5      | 6      | 7      | 8      | 9      |
| 33     | 10     | 11     | 12     | 13     | 14     | 15     | 16     |
| 34     | 17     | 18     | 19     | 20     | 21     | 22     | 23     |
| 35     | 24     | 25     | 26     | 27     | 28     | 29     | 30     |
| 36     | 31     |        |        |        |        |        |        |

| September | September | September | September | September | September | September | September |
| Kw        | Mo        | Di        | Mi        | Do        | Fr        | Sa        | So        |
| --------- | --------- | --------- | --------- | --------- | --------- | --------- | --------- |
| 36        |           | 1         | 2         | 3         | 4         | 5         | 6         |
| 37        | 7         | 8         | 9         | 10        | 11        | 12        | 13        |
| 38        | 14        | 15        | 16        | 17        | 18        | 19        | 20        |
| 39        | 21        | 22        | 23        | 24        | 25        | 26        | 27        |
| 40        | 28        | 29        | 30        |           |           |           |           |

| Oktober | Oktober | Oktober | Oktober | Oktober | Oktober | Oktober | Oktober |
| Kw      | Mo      | Di      | Mi      | Do      | Fr      | Sa      | So      |
| ------- | ------- | ------- | ------- | ------- | ------- | ------- | ------- |
| 40      |         |         |         | 1       | 2       | 3       | 4       |
| 41      | 5       | 6       | 7       | 8       | 9       | 10      | 11      |
| 42      | 12      | 13      | 14      | 15      | 16      | 17      | 18      |
| 43      | 19      | 20      | 21      | 22      | 23      | 24      | 25      |
| 44      | 26      | 27      | 28      | 29      | 30      | 31      |         |

| November | November | November | November | November | November | November | November |
| Kw       | Mo       | Di       | Mi       | Do       | Fr       | Sa       | So       |
| -------- | -------- | -------- | -------- | -------- | -------- | -------- | -------- |
| 44       |          |          |          |          |          |          | 1        |
| 45       | 2        | 3        | 4        | 5        | 6        | 7        | 8        |
| 46       | 9        | 10       | 11       | 12       | 13       | 14       | 15       |
| 47       | 16       | 17       | 18       | 19       | 20       | 21       | 22       |
| 48       | 23       | 24       | 25       | 26       | 27       | 28       | 29       |
| 49       | 30       |          |          |          |          |          |          |

| Dezember | Dezember | Dezember | Dezember | Dezember | Dezember | Dezember | Dezember |
| Kw       | Mo       | Di       | Mi       | Do       | Fr       | Sa       | So       |
| -------- | -------- | -------- | -------- | -------- | -------- | -------- | -------- |
| 49       |          | 1        | 2        | 3        | 4        | 5        | 6        |
| 50       | 7        | 8        | 9        | 10       | 11       | 12       | 13       |
| 51       | 14       | 15       | 16       | 17       | 18       | 19       | 20       |
| 52       | 21       | 22       | 23       | 24       | 25       | 26       | 27       |
| 53       | 28       | 29       | 30       | 31       |          |          |          |

## Ereignisse

### Politik und Weltgeschehen

#### Kaiserreich China

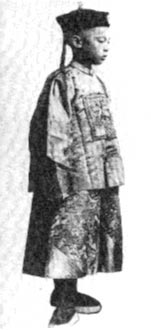
Puyi

- 2. Dezember: Der zweijährige Puyi wird in Peking zum chinesischen Kaiser gekrönt.

#### Deutsches Reich / Großbritannien
- März: In der Tweedmouth-Affäre wird ein Schreiben des deutschen Kaisers Wilhelm II. an den britischen Mariniminster Baron Tweedmouth als ungebührliche Einmischung in staatsinterne Angelegenheiten des Vereinigten Königreichs aufgefasst, was zu einer weiteren Verschlechterung der deutsch-britischen Beziehungen führte.
- 31. Mai: Landtagswahlen: Mit 99 Sitzen bleibt das Zentrum stärkste Partei in Bayern.

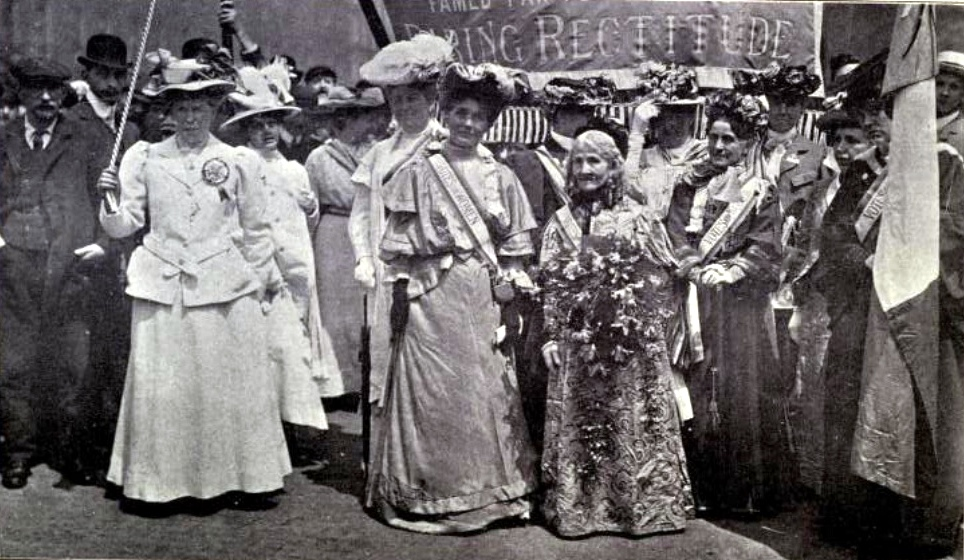
Der Demonstrationszug beim Women’s Sunday mit Emmeline Pankhurst und Elizabeth Wolstenholme Elmy an der Spitze

- 21. Juni: Im Londoner Hyde Park findet der von der Women’s Social and Political Union durchgeführte Women’s Sunday statt, an dem rund 500.000 Menschen teilnehmen.
- 28. Oktober: Ein Interview des britischen Generals Edward Montagu-Stuart-Wortley mit Kaiser Wilhelm II. löst im Deutschen Kaiserreich die Daily-Telegraph-Affäre aus.
- Mainz überschreitet die 100.000-Einwohner-Grenze und wird damit zur Großstadt.

#### Schweiz
- 1. Januar: Ernst Brenner wird erneut Bundespräsident der Schweiz.
- 5. Juli: In der Schweiz wird eine Volksinitiative für ein Verbot des Absinths angenommen.

#### Portugal
- 1. Februar: Der portugiesische König Karl I. und sein Sohn, Kronprinz Ludwig Philipp, werden in Lissabon erschossen. Neuer König wird Ludwig Philipps jüngerer Bruder Manuel II.

#### Russisches Reich
- 4. April: Der finnische Landtag wird wegen „staatsfeindlicher Gesinnung“ vom russischen Zaren Nikolaus II. mit sofortiger Wirkung aufgelöst.
- 24. Juli: Auf Druck der Jungtürken setzt der osmanische Sultan Abdülhamid II. die liberale Osmanische Verfassung von 1876 wieder in Kraft.
- 2. Juli: Bei den finnischen Parlamentswahlen gibt es keine großen Veränderungen in der Machtverteilung.

#### Balkan / Osmanisches Reich
- 5. Oktober: Bosnische Annexionskrise: Österreich-Ungarn proklamiert die Annexion Bosniens und Herzegowinas, was zu einer europäischen Krise führt.
- 5. Oktober: Ferdinand von Bulgarien proklamiert das vom Osmanischen Reich unabhängige Zarentum Bulgarien und ernennt sich zum Zaren.

#### Afrika
- 15. November: Leopold II., der König der Belgier, verkauft nach internationalem Druck infolge der Kongogräuel seinen Privatbesitz Kongo-Freistaat dem belgischen Staat, der ihn in die Kolonie Belgisch-Kongo umwandelt.

#### Amerika

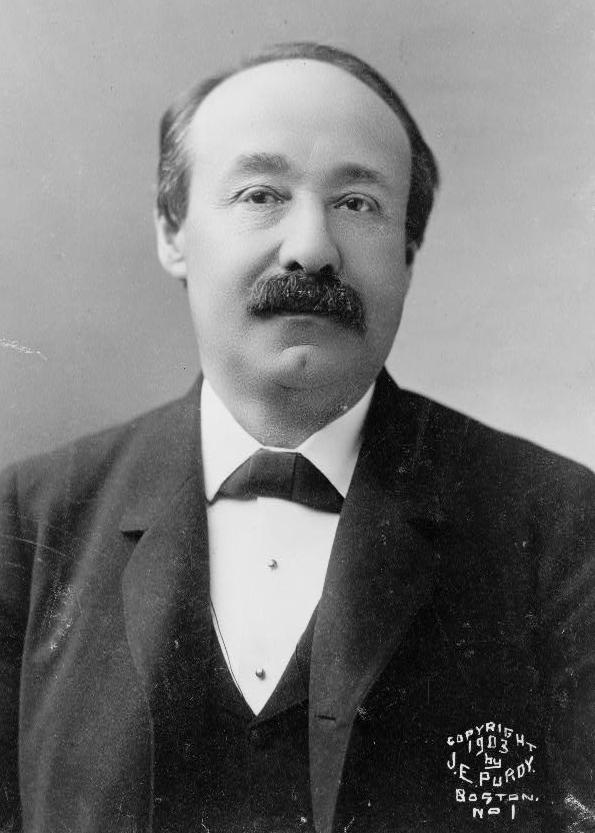
Charles Joseph Bonaparte

- 26. Juli: Der Justizminister der Vereinigten Staaten Charles Joseph Bonaparte richtet das Bureau of Investigation ein, aus dem das FBI hervorgehen wird.

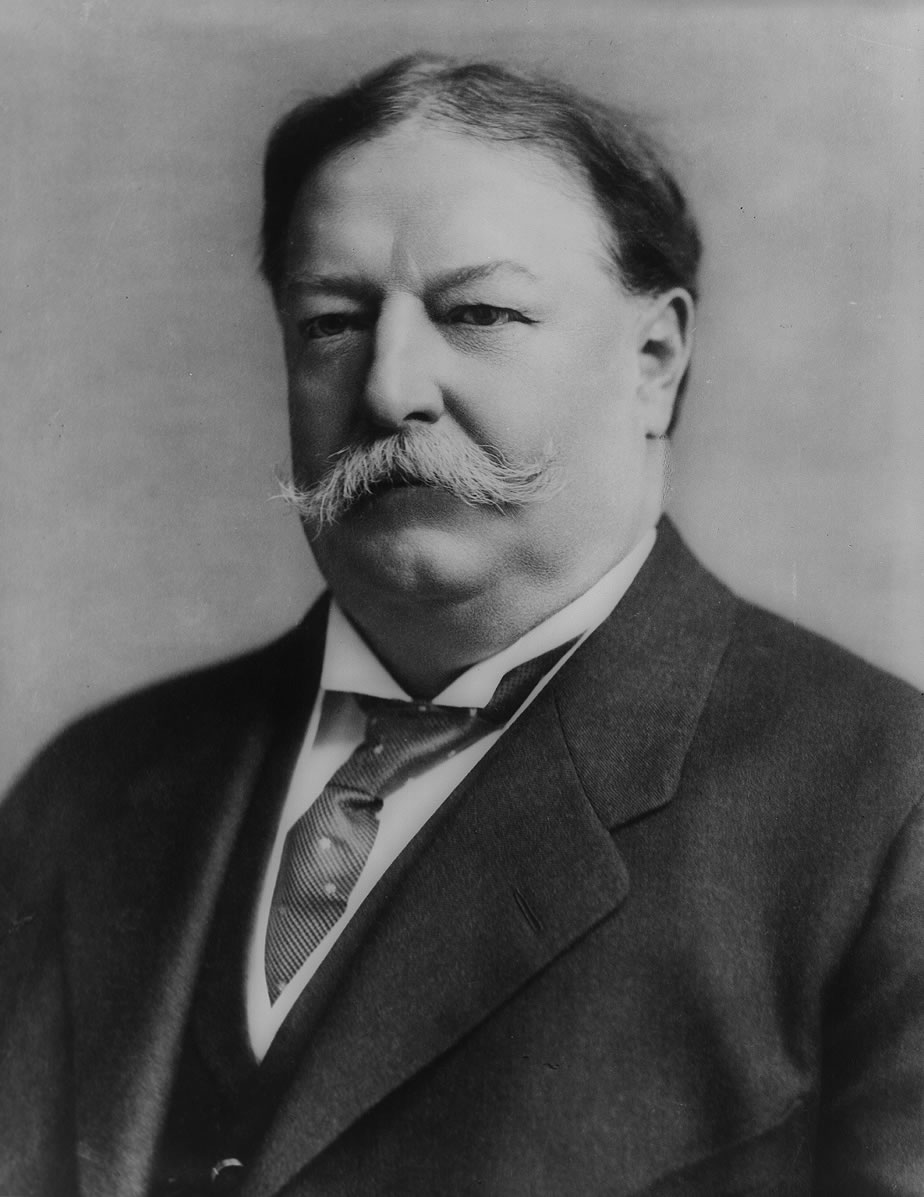
William H. Taft

- 3. November: Der vom amtierenden Präsidenten Theodore Roosevelt unterstützte Republikaner William Howard Taft gewinnt die Präsidentschaftswahl in den Vereinigten Staaten 1908 gegen den Demokraten William Jennings Bryan, der damit seine dritte Präsidentschaftswahl verliert.

### Wirtschaft
- 1. Januar: Der Wirtschaftsausgleich zwischen Österreich und Ungarn tritt in Kraft.
- 1. Januar: Das Gesetz über Nummernschilder für Fahrräder tritt in Frankreich in Kraft.

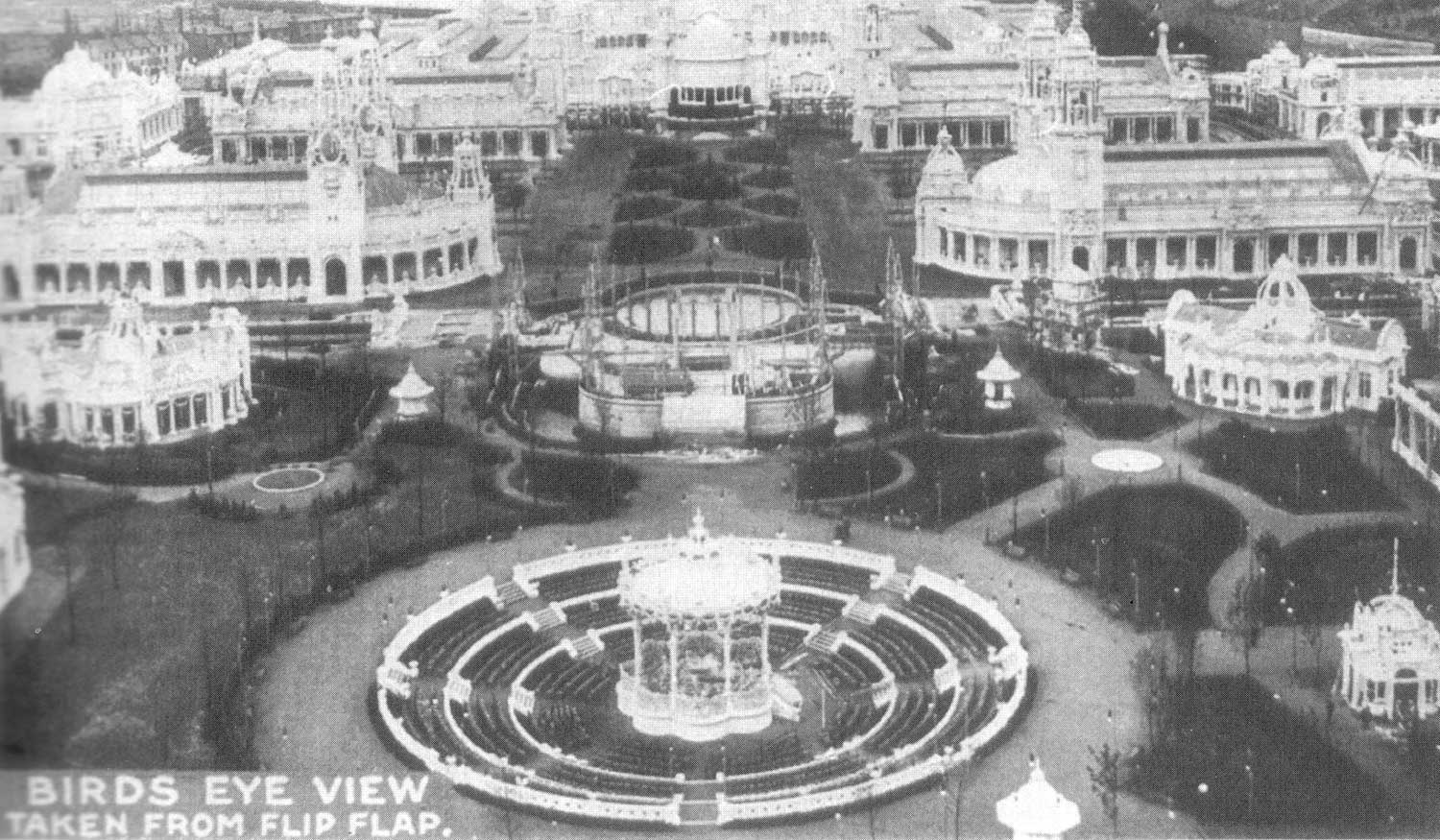
Franco-British Exhibition

- 14. Mai: In London erfolgt die Eröffnung der Franco-British Exhibition zur Festigung der vier Jahre zuvor vereinbarten Entente cordiale zwischen Großbritannien und Frankreich. Bis zu ihrer Schließung am 31. Oktober wird die internationale Ausstellung von mehr als 8 Millionen Menschen besucht.
- 26. Mai: In Masdsched Soleyman im Iran wird bei einer Bohrung der Buremah Oil in 360 Metern eines der größten Ölfelder der Welt entdeckt. Wenig später wird die Anglo-Persian Oil Company gegründet.
- 30. Mai: In Deutschland wird ein Versicherungsvertragsgesetz verabschiedet.

#### Marken und Patente
- 13. März: Die Marke Steiff Original für Spielzeug aus Filz und ähnlichem Material wird eingetragen.
- 14. März: Die Marke Eternit für asbesthaltige Baustoffe wird eingetragen.
- 24. März: Für seinen erfundenen handbetriebenen Scheibenwischer für vordere Autoscheiben erhält Prinz Heinrich von Preußen, der Bruder Kaiser Wilhelms II., ein deutsches Patent. Seine Erfindung findet allerdings wenig Verbreitung.
- 5. Juni: Die Marke Maizena für Stärke wird ins deutsche Markenregister eingetragen.

Segmentanzeige

- 17. Juni: Der US-amerikanische Erfinder Frank W. Wood beantragt Patentschutz für eine elektrische Segmentanzeige.
- 20. Juni: Melitta Bentz erhält vom deutschen kaiserlichen Patentamt den Gebrauchsmusterschutz für ihr Kaffeefiltersystem zuerkannt.
- 5. Oktober: Der Markenname „KEMPINSKI“ wird zunächst für Feinkostwaren eingetragen.
- 13. Oktober: Chemieprofessor Fritz Haber beantragt ein Patent auf sein entwickeltes Verfahren zur synthetischen Darstellung von Ammoniak aus den Elementen, das er kurz danach der BASF zur wirtschaftlichen Verwertung überlässt. Es führt nach Entwicklung des Haber-Bosch-Verfahrens zur Produktion von Kunstdünger.
- 28. November: Die Marke KAFFEE HAG wird ins deutsche Markenregister eingetragen.
- Das Unternehmen Maggi bringt den Brühwürfel auf den Markt.
- Toblerone wird erfunden.

#### Unternehmensgründungen
- 20. Juni: Das Kaiserliche Patentamt erteilt Melitta Bentz Gebrauchsmusterschutz auf ihre Erfindung eines Kaffeefiltriersystems. Aus ihrer Idee entsteht vom „Eine-Frau-Betrieb“ ein Weltunternehmen, die Melitta Unternehmensgruppe.
- 16. September: Die Automobilfirma General Motors wird durch William Durant als Holdinggesellschaft für Buick gegründet und übernimmt kurz danach Oldsmobile.
- 27. September: In Detroit wird das erste Ford Modell T fertiggestellt.
- 15. Dezember: Melitta Bentz gründet zusammen mit ihrem Mann Hugo das Unternehmen Melitta, das die für die Erfinderin als Gebrauchsmuster geschützte Filtertüte wirtschaftlich verwerten soll.

#### Verkehr
- 29. Juni: Die Kohlerer Bahn, eine Luftseilbahn, die Bozen mit Kohlern verbindet, wird eröffnet.
- 27. Juli: Am Wetterhorn bei Grindelwald in der Schweiz wird der neu errichtete Wetterhorn-Aufzug, eine Kombination aus einem Lift und einer Pendelbahn mit zwei Tragseilen, eröffnet.
- Die Hedschasbahn von Damaskus nach Medina wird nach achtjähriger Bauzeit eröffnet.

### Wissenschaft und Technik

#### Expeditionen
- 1. Januar: Beginn der Nimrod-Expedition unter Leitung von Ernest Shackleton
- Die Cornell-Expedition nach Kleinasien und in den assyrisch-babylonischen Orient beginnt.

#### Aviation

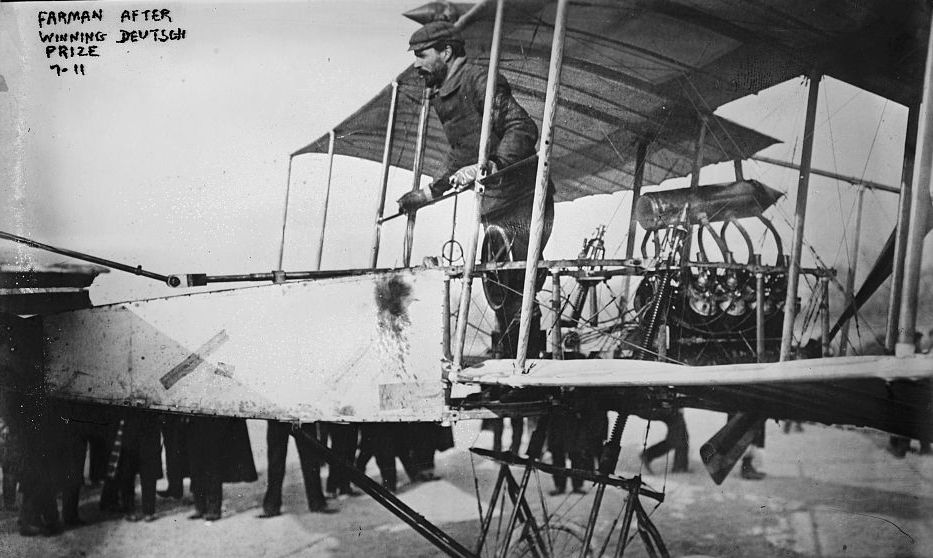
Henri Farman nach dem Flug

- 13. Januar: Dem Franzosen Henri Farman gelingt mit seinem Voisin-Doppeldecker der erste Motorflug über eine Distanz von mehr als einem Kilometer. Er erhält dafür den Grand Prix d’Aviation.
- 28. Oktober: Erster Motorflug in Deutschland durch Hans Grade in Magdeburg
- 31. Dezember: Der US-Amerikaner Wilbur Wright legt in einem Flugzeug in Le Mans (Frankreich) 124,7 km in knapp 2 1/2 Stunden zurück, was einen neuen Weltrekord bedeutet.

#### Naturwissenschaften
- 27. Januar: Ein weiterer Jupitermond, später Pasiphae genannt, wird vom Astronomen Philibert Jacques Melotte entdeckt.
- 10. Juli: Dem niederländischen Physiker Heike Kamerlingh Onnes gelingt es erstmals, das Gas Helium (Siedepunkt 4,2 K = −269 °C) zu verflüssigen.
- 2. September: Der Komet C/1908 R1 (Morehouse) wird entdeckt.
- 21. September: Der Mathematiker Hermann Minkowski hält in Köln einen Aufsehen erregenden Vortrag über Raum und Zeit.[1] Die Raumzeit gewinnt Konturen.
- Ernest Rutherford und Hans Geiger entwickeln den ersten Ionisationsdetektor.
- Charles H. Sternberg und seine Söhne finden und bergen in Wyoming die Trachodon-Mumie.

#### Technische Errungenschaften
- 13. Januar: Erstmals wird eine neue drahtlose telegrafische Verbindung zwischen Paris und Casablanca genutzt.
- 17. März: Erste Festnahme eines Straftäters mittels Bildtelegrafie: ein französischer Juwelendieb wird in England dingfest gemacht, nachdem der Daily Mirror ein Fahndungsfoto abgedruckt hat.

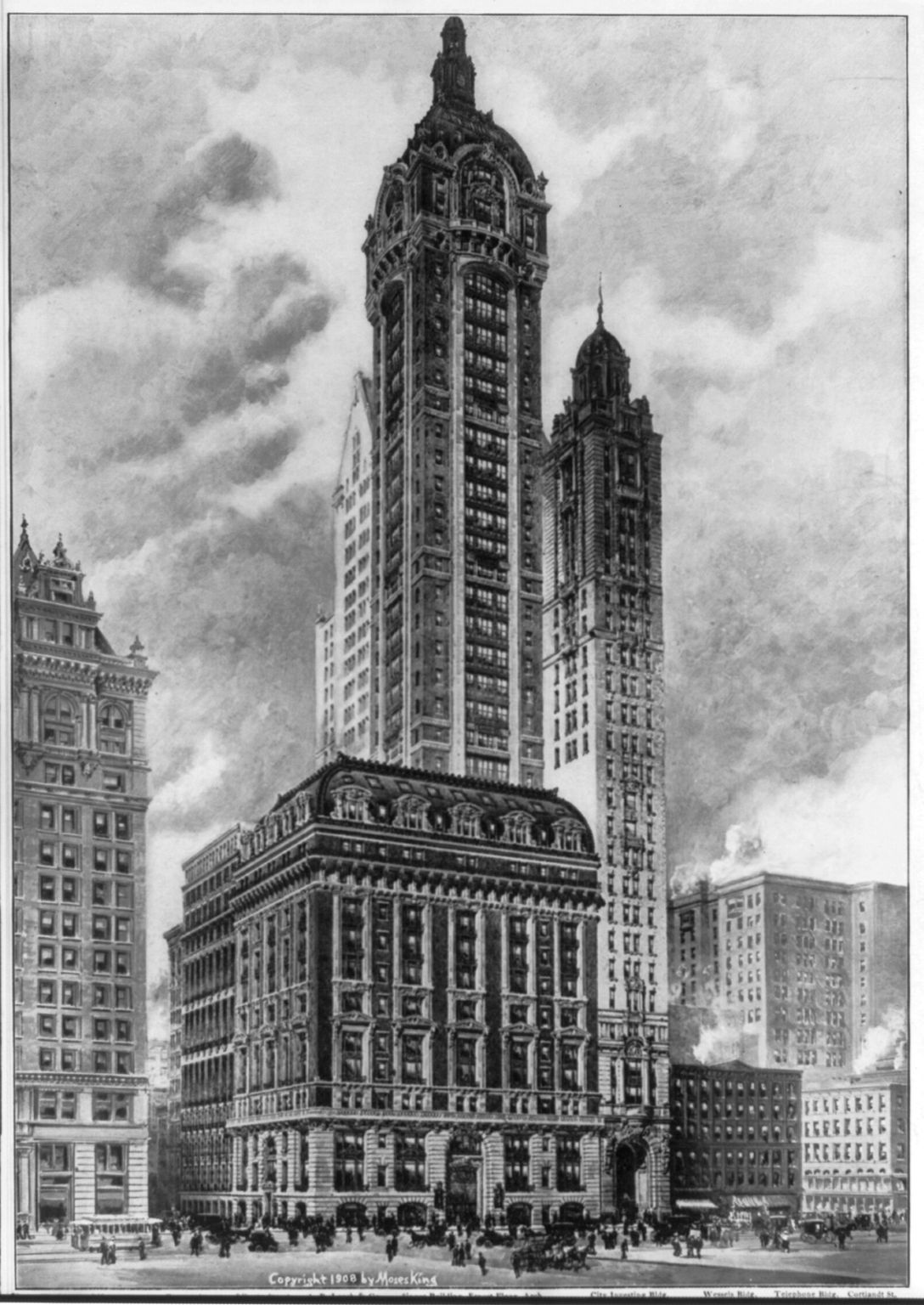
Das Singer Building nach der Fertigstellung

- Nach zweijähriger Bauzeit wird das Singer Building in Manhattan fertig gestellt. Es ist für knapp ein Jahr das höchste Gebäude der Welt.

#### Lehre und Forschung
- 30. Juli: Der Zoologe und Freidenker Ernst Haeckel schenkt aus Anlass ihres 350-jährigen Bestehens der Friedrich-Schiller-Universität Jena das von ihm gegründete Phyletische Museum.
- Die University of British Columbia wird gegründet.
- Die Harvard Business School nimmt ihren Betrieb auf.
- Das Coker College wird gegründet.

#### Verkehrstechnische Errungenschaften
- 29. Juni: Die Kohlerer Bahn in der Gemeinde Zwölfmalgreien, die erste für den Personenverkehr zugelassene Luftseilbahn der Welt, welche Bozen mit dem Bergdorf Kohlern verbindet, nimmt ihren Betrieb auf. Der Bozner Gastwirt Josef Staffler hat dieses Unterfangen in eigener Regie mit persönlichen finanziellen Mitteln begonnen und auch ausgeführt.
- 27. Juli: Der Wetterhorn-Aufzug wird eingeweiht.
- 1. September: Eröffnung der Hedschasbahn von Damaskus nach Medina

#### Sonstiges
- 4. August: Die erste Versuchsfahrt des Luftschiffs Signal Corps Airship No. 1 in Fort Myer, VA, dauert 7 Minuten.
- 7. August: Beim Bau der Donauuferbahn wird in Willendorf (Niederösterreich) die Kalksteinfigur Venus von Willendorf ausgegraben. Die Statuette wird auf die Zeit um 25.000 v. Chr. ins Jungpaläolithikum datiert.
- September: Wladimir Iljitsch Lenin verfasst die philosophische Abhandlung Materialismus und Empiriokritizismus.

### Kultur

#### Bildende Kunst

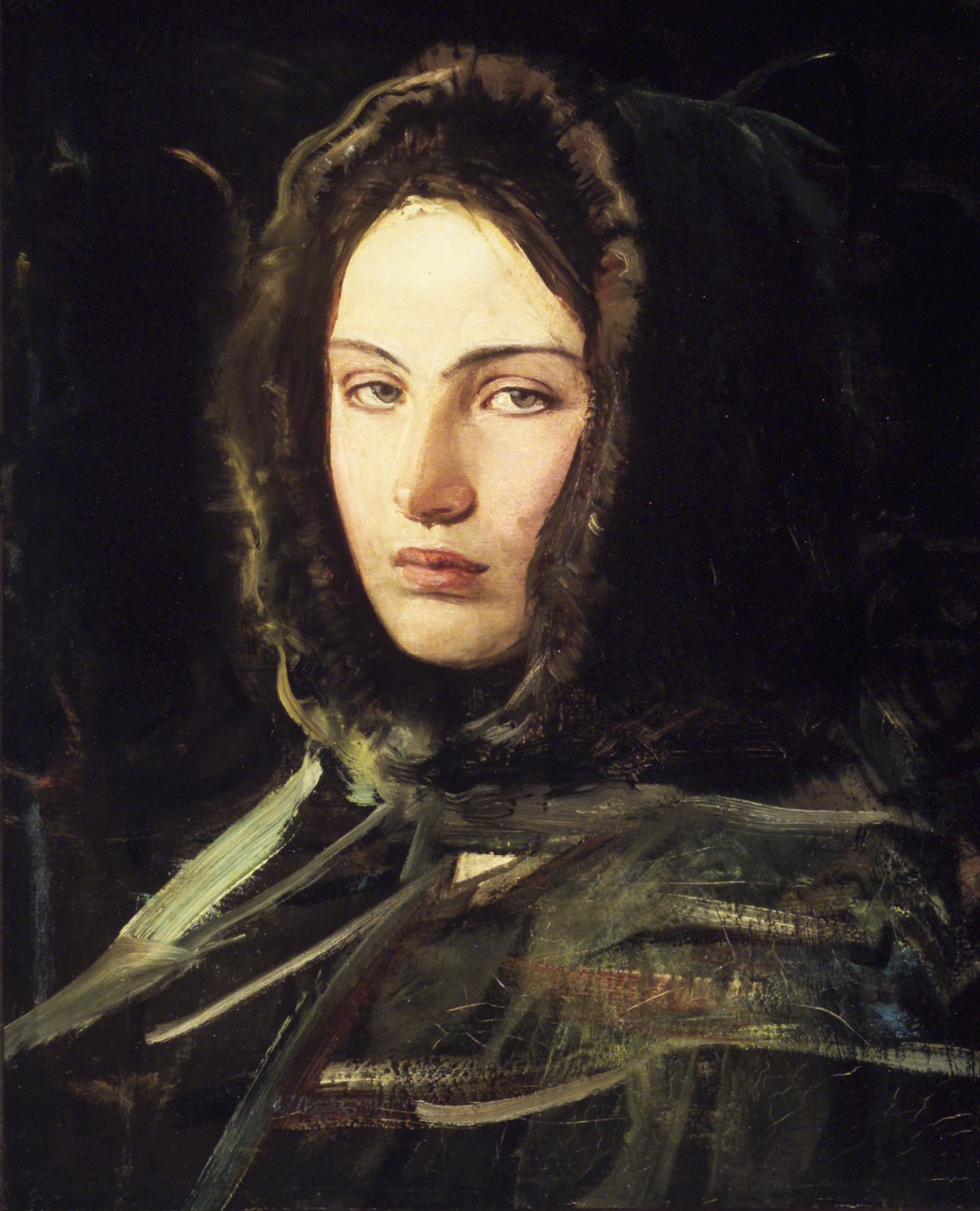
Abbott Handerson Thayer: Girl in Fur Hood (Head of a Woman with Fur-Lined hood)
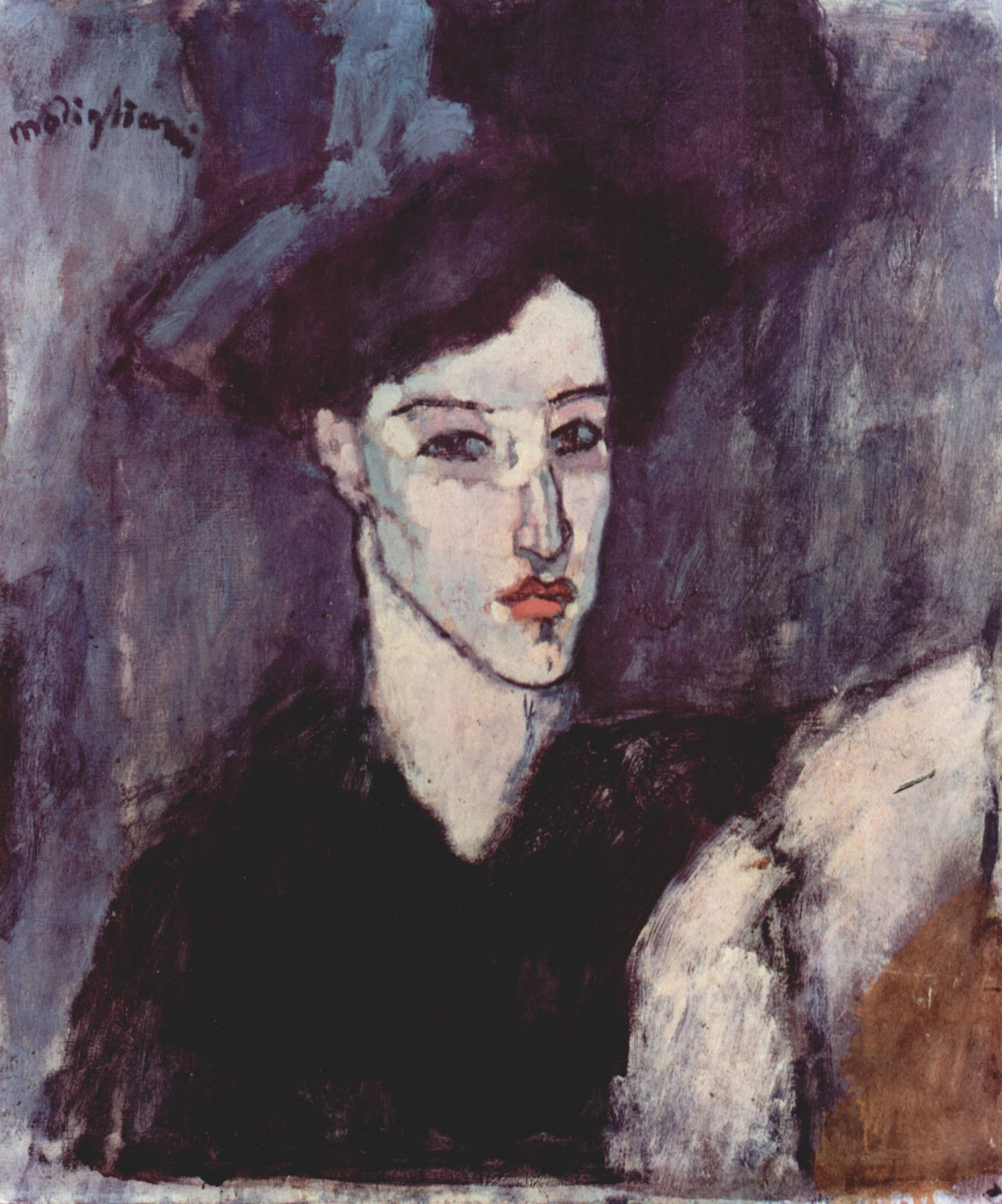
Amedeo Modigliani: Die Jüdin
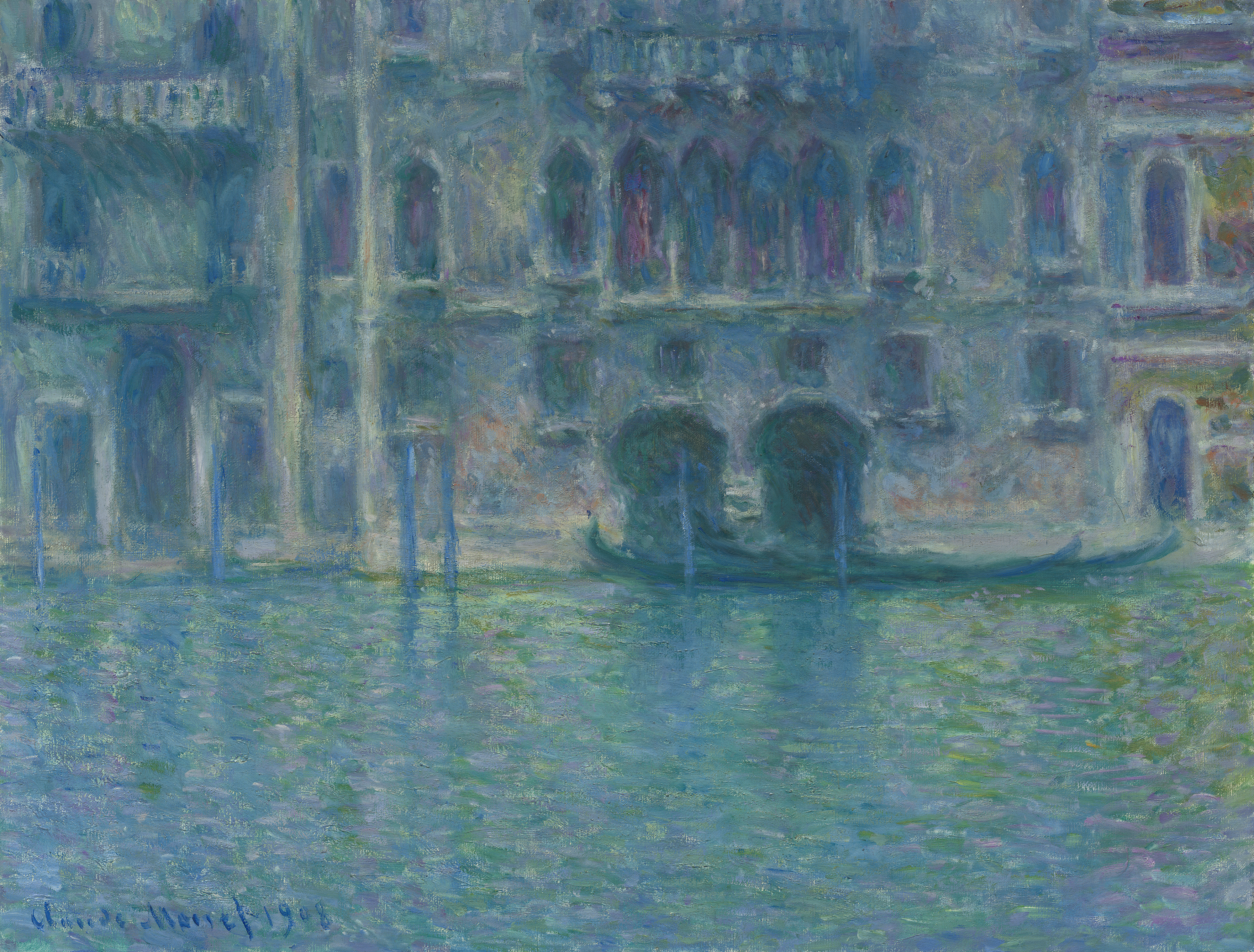
Claude Monet: Palazzo da Mula, Venedig
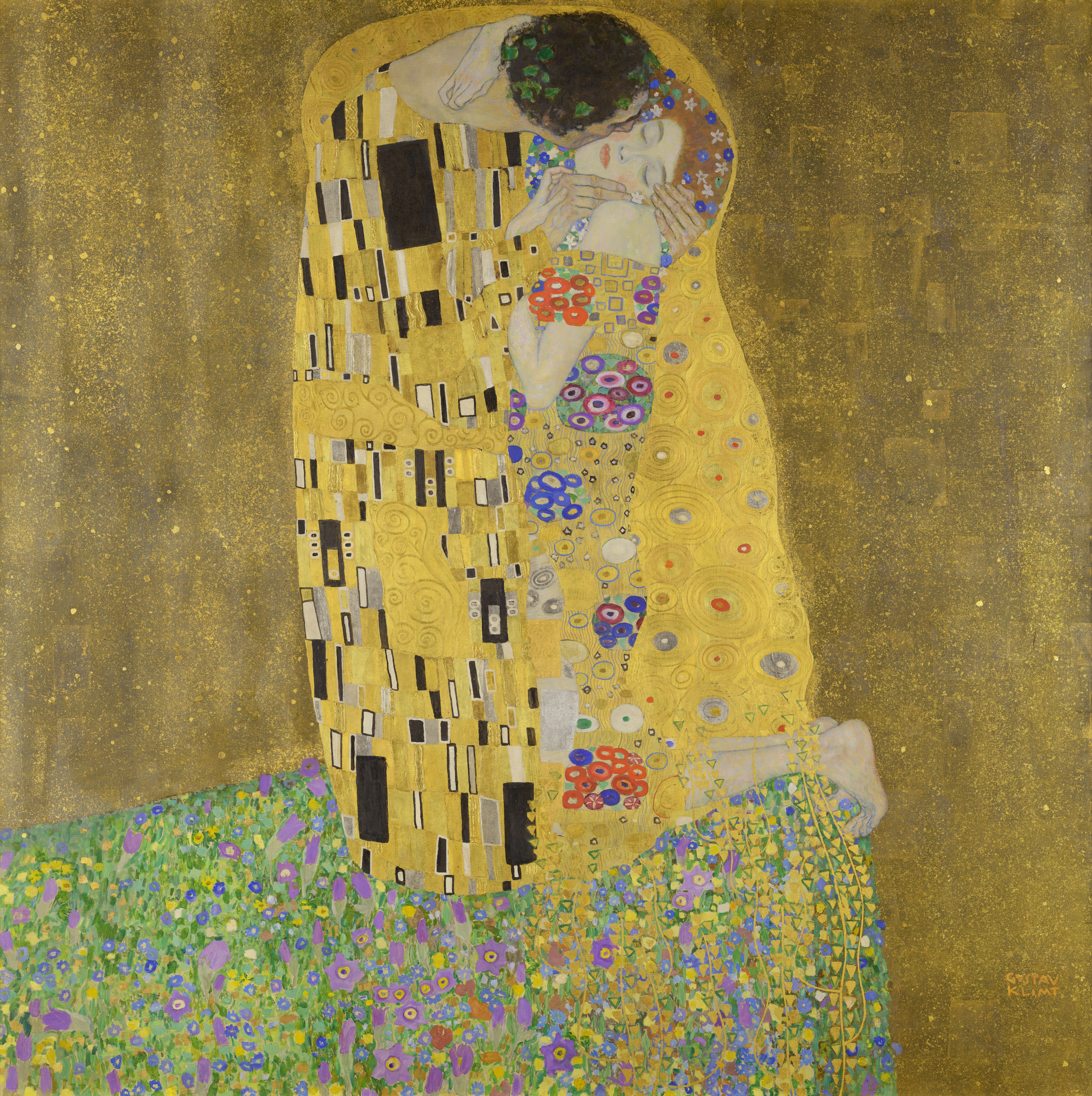
Gustav Klimt: Der Kuss, Öl auf Leinwand

- Die New Yorker Künstlergruppe Ashcan School wird gegründet.
- Der österreichische Architekt Adolf Loos veröffentlicht seinen Aufsatz Ornament und Verbrechen, in dem eine klare Forderung nach dem Ende des Jugendstils zum Ausdruck kommt
- Róbert Berény, Dezső Czigány, Béla Czóbel, Károly Kernstok, Ödön Márffy, Dezső Orbán, Bertalan Pór und Lajos Tihanyi gründen die ungarische Avantgardekünstlergruppe Nyolcak (Die Acht).

#### Film

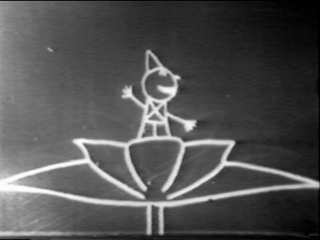
Bild aus Fantasmagorie

- 17. August: Der erste bekannte Zeichentrickfilm Fantasmagorie, geschaffen von Émile Cohl, wird im Théâtre du Gymnase in Paris uraufgeführt.

- 17. November: Der französische Stummfilm Die Ermordung des Herzogs von Guise hat seine Uraufführung. Er wird als Meilenstein der Filmgeschichte betrachtet, weil erkennbar wird, dass ein Film an Inszenierung und Schauspiel neue Anforderungen stellt und weil er als erster Film mit einer Originalmusik aufwartet.
- Früher Stummfilm Erste Versuche eines Schlittschuhläufers von Max Linder, Frankreich
- Monumentalfilm Die letzten Tage von Pompeji von Luigi Maggi und Arturo Ambrosio, Italien

#### Literatur

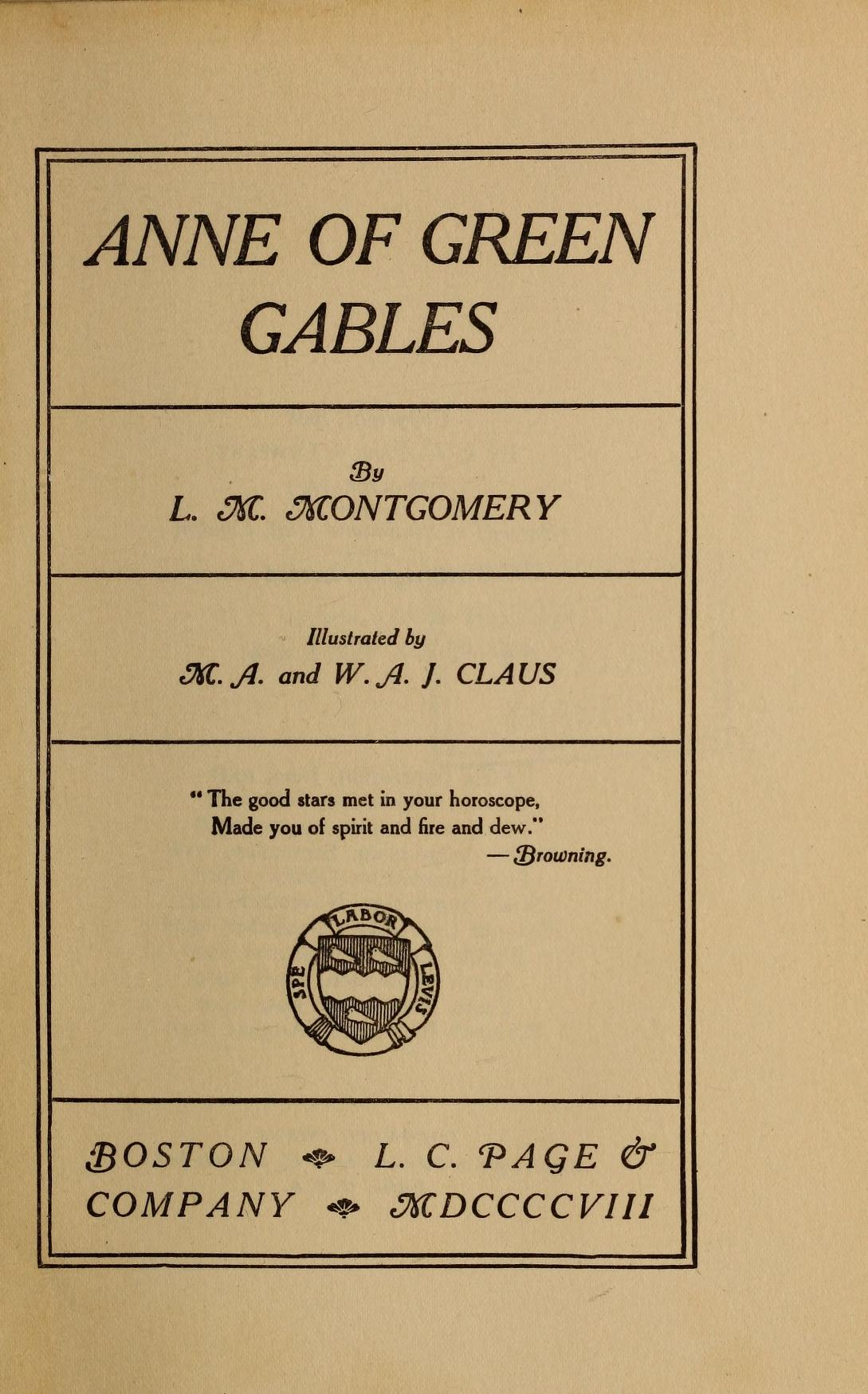
Das Titelblatt der Erstausgabe von Anne of Green Gables

#### Musik und Theater
- 1. Januar: Neuer Dirigent der Metropolitan Opera in New York wird der österreichische Komponist Gustav Mahler.
- 11. Januar: Die Uraufführung des sogenannten Sittengemäldes Musik von Frank Wedekind erfolgt in Nürnberg.
- 13. Januar: Die Uraufführung des Tiroler-Bauern-Dramas Erde von Karl Schönherr findet in Düsseldorf statt.
- 21. Januar: Am Theater an der Wien in Wien erfolgt die Uraufführung der Operette Der Mann mit den drei Frauen von Franz Lehár.
- 21. Januar: In Stockholm findet die Uraufführung des Kammerspiels Die Gespenstersonate von August Strindberg nach der gleichnamigen Sonate von Ludwig van Beethoven statt. Die Uraufführung floppt, das Stück wird erst vier Jahre nach dem Tod des Dichters ein Erfolg.
- 25. Januar: Die Oper Leyli va Madschnun des aserbaidschanischen Komponisten Üzeyir Hacıbəyov wird am Bakuer Haji-Zeynalabdin-Tagiyev-Theater uraufgeführt. Sie basiert auf Fuzūlīs Fassung der populären Liebesgeschichte Leila und Madschnun.
- 19. September: UA der 7. Sinfonie von Gustav Mahler in Prag

Das Johann Strauß-Theater

- 30. Oktober: Auf dem Höhepunkt der Wiener Operette wird in Wien das Johann Strauß-Theater mit einer Bearbeitung der Operette Indigo und die 40 Räuber von Johann Strauss (Sohn) eröffnet.
- 13. November: Die Operette Bub oder Mädel von Bruno Granichstaedten mit dem Libretto von Felix Dörmann und Adolf Altmann hat am Johann Strauß-Theater in Wien ihre Uraufführung.
- 14. November: Am Theater an der Wien in Wien findet die Uraufführung der Operette Der tapfere Soldat von Oscar Straus statt.
- 20. November: Die Uraufführung des satirischen Bühnenstückes Moral von Ludwig Thoma erfolgt in Berlin.
- 10. Dezember: In New York wird das Orchesterwerk Le Poème de l’Extase von Alexander Skrjabin uraufgeführt.

#### Sonstiges
- 2. Januar: John D. Rockefeller spendet der von ihm mitbegründeten Universität von Chicago rund 2,2 Millionen US-Dollar.
- 9. März: Fasnachtsgesellschaft Olympia wird gegründet in Basel.
- 28. April: In der Schweiz wird der Esperanto-Weltbund gegründet, die Universala Esperanto-Asocio.
- 4. Juni: In Hamburg wird die Laeiszhalle, ein Konzertsaal, eingeweiht.
- Die Postausweiskarte wird eingeführt.

### Gesellschaft
- 8. Juli: Die französische Bildhauerin Thérèse Peltier fliegt in Turin als erste Frau in einem Flugzeug mit.

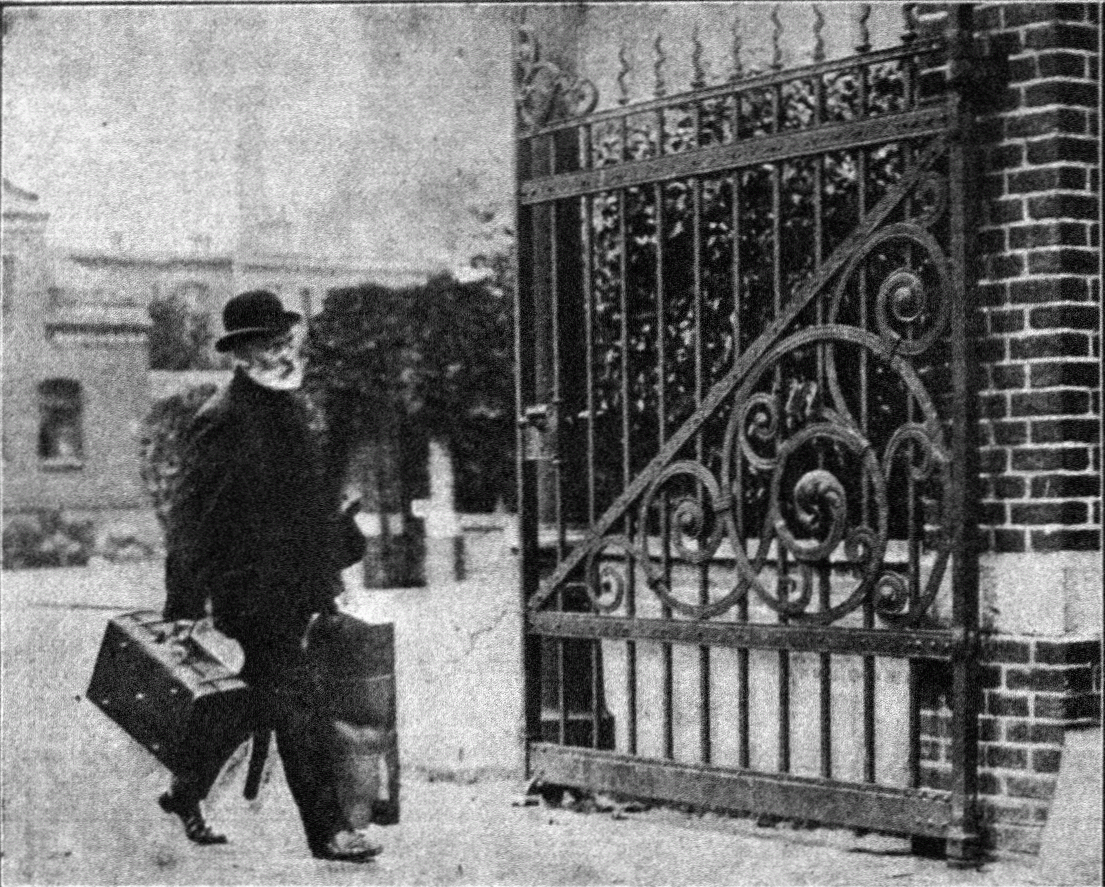
Voigt verlässt die Strafanstalt Tegel

- 16. August: Wilhelm Voigt, bekannt geworden als „Hauptmann von Köpenick“, wird nach seiner Begnadigung durch Kaiser Wilhelm II. aus der Haft entlassen.

### Religion
- 27. Mai: Nuur ud-Din wird zum ersten Khalifat ul-Massih, dem spirituellen Oberhaupt der Ahmadiyya Muslim Jamaat gewählt. Die Religionsgemeinschaft versteht sich in der Nachfolge von Mirza Ghulam Ahmad, dem am Vortag verstorbenen Gründer der Ahmadiyya.
- 29. Juni: Mit der Apostolischen Konstitution Sapienti consilio strukturiert Papst Pius X. die römische Kurie neu. Unter anderem wird die Heilige Kongregation für die Sakramentenordnung errichtet.
- 6. Juli–5. August: Fünfte Lambeth-Konferenz der Anglikanischen Kirche
- 8. November: Seligsprechung der Christina von Stommeln

### Katastrophen
- 30. April: Untergang des Kleinen Kreuzers Matsushima nach einer Munitionsexplosion bei Makung (Pescadores-Inseln). Von den 347 Mann Besatzung kommen 206 Mann ums Leben.
- 30. Juni: In Sibirien geschieht das Tunguska-Ereignis.

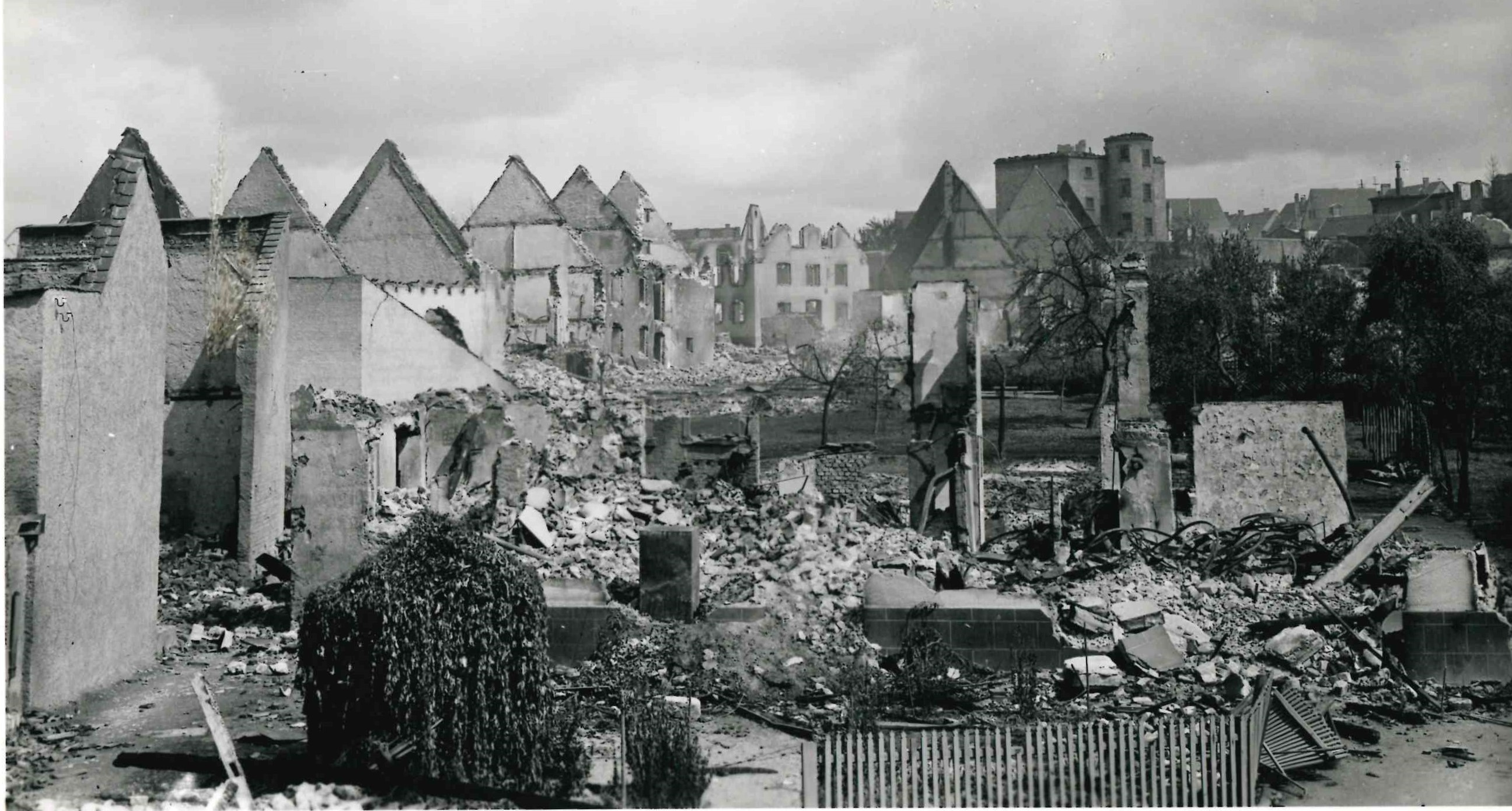
Donaueschingen nach dem Brand

- 5. August: Das Luftschiff LZ 4 verunglückt in Echterdingen bei Stuttgart.
- 5. August: Der Stadtbrand von Donaueschingen zerstört ein Drittel der Stadt.
- 19. September: Eisenbahnunfall von Huddinge
- 20. September: Die Bark Star of Bengal verunglückt bei der Prince-of-Wales-Insel an der Küste von Alaska. 110 Passagiere und Besatzungsmitglieder sterben.
- 12. November: In der Zeche Radbod im münsterländischen Bockum-Hövel (heute Stadt Hamm) ereignet sich eine Schlagwetterexplosion; 348 Bergleute kommen zu Tode. Infolgedessen wird die Bergaufsicht im Ruhrgebiet verstärkt und im Bereich der Sicherheitsanforderungen die Grundlagenforschung (Ausgasungsverhalten der Kohle, Wetterführung) intensiviert. Nach diesem Unglück werden für den Bergbau elektrische Gruben- und Helmlampen zwingend vorgeschrieben (siehe Grubenunglück 1908 auf der Zeche Radbod).

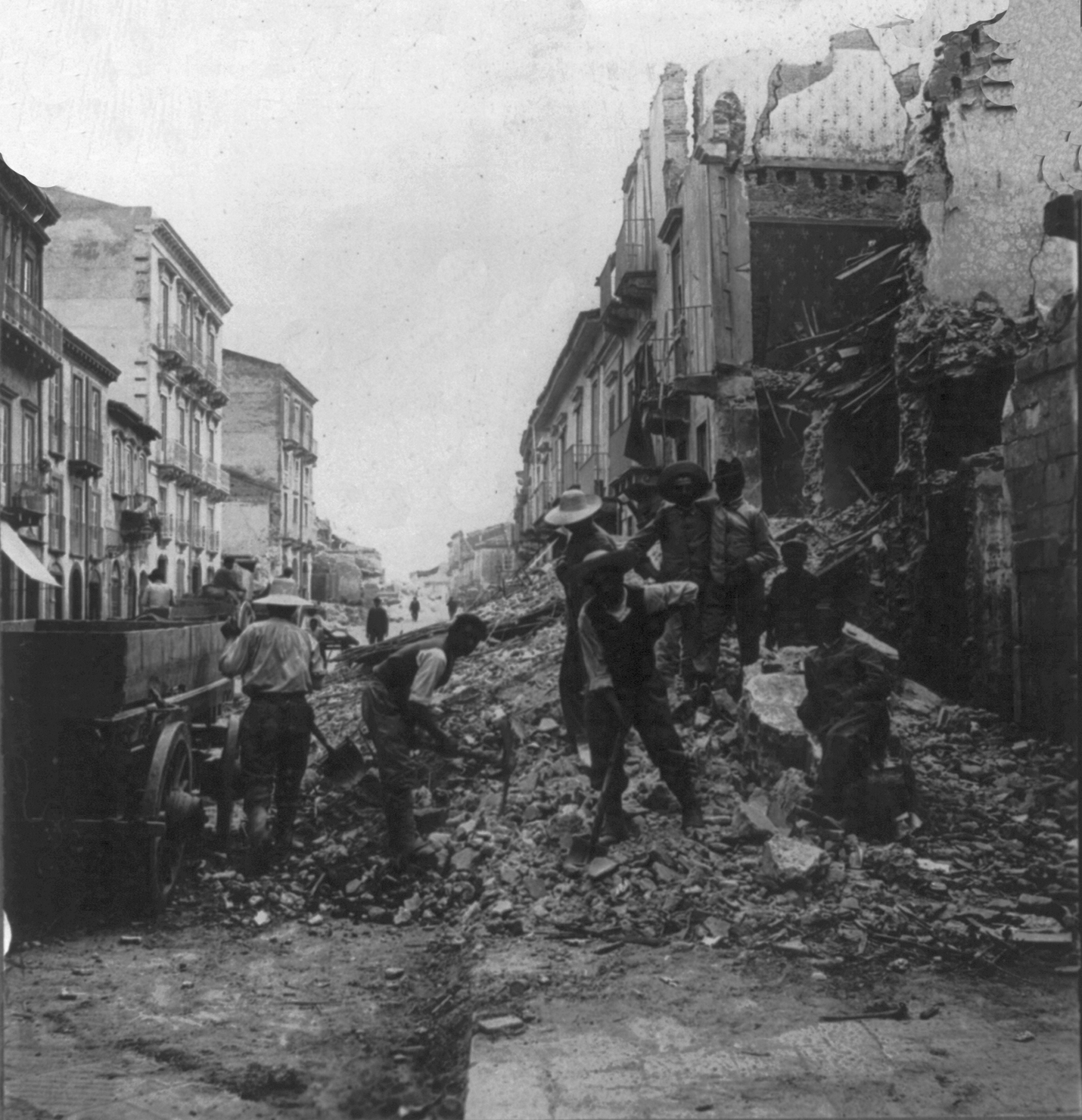
Nach dem Erdbeben

- 28. Dezember: Die süditalienischen Städte Messina auf Sizilien und Reggio Calabria werden durch ein schweres Erdbeben zerstört und über 70.000 Menschen sterben (siehe Erdbeben von Messina 1908).

Kleinere Unglücksfälle sind in den Unterartikeln von Katastrophe und in der Liste von Katastrophen aufgeführt.

### Natur und Umwelt
- 3. Januar: Das Gebiet des Kaziranga-Nationalparks in Indien wird unter Schutz gestellt.
- 9. Januar: US-Präsident Theodore Roosevelt gründet das Muir Woods National Monument in Kalifornien.

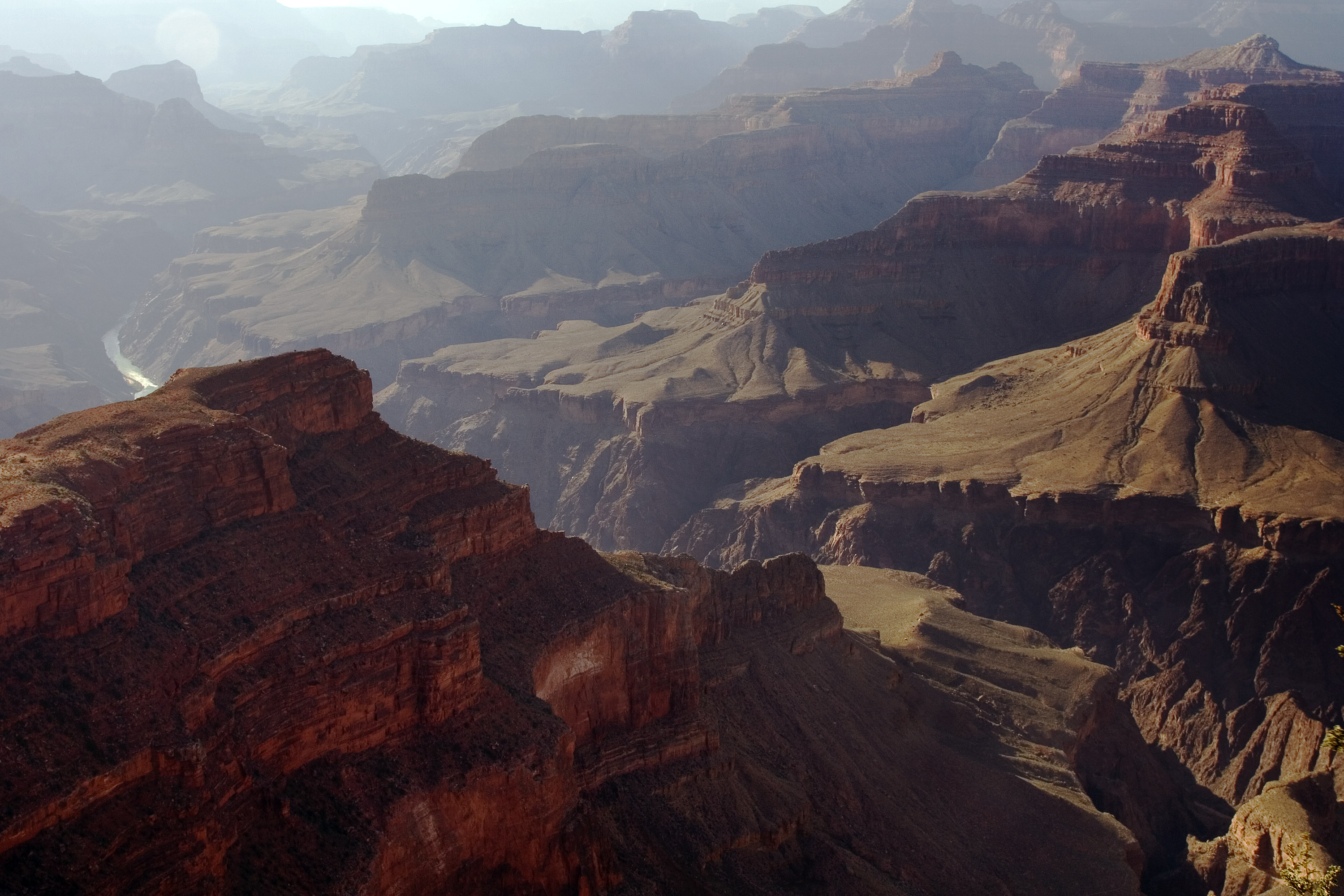
Schluchten des Grand Canyon

- 11. Januar: Im Arizona-Territorium gründet Theodore Roosevelt, der die Gegend selbst oft besucht hat, das Grand Canyon National Monument.
- 16. Januar: Theodore Roosevelt gründet das Pinnacles National Monument.
- 16. April: Im US-Bundesstaat Utah wird das Natural Bridges National Monument, ein nationales Schutzgebiet innerhalb der USA, errichtet.

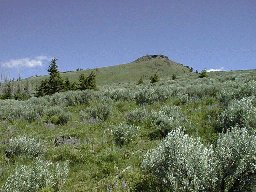
Monument Rock, Malheur National Forest

- 13. Juni: In Oregon wird in den Blue Mountains der Malheur National Forest eröffnet. Er beherbergt mit einem rund 2.400 Jahre alten Hallimasch-Pilz das vermutlich größte Lebewesen der Erde.

### Sport
- 15. Januar: Der Sportverein AS Bari wird gegründet.
- 3. Februar Gründung des griechischen Traditions-Vereins Panathinaikos Athen
- 12. Februar Das längste Autorennen der Welt startet: New York–Moskau–Paris.
- 8. März: Der italienische Traditions-Fußballclub Inter Mailand wird gegründet.
- 5. April: Erstes Länderspiel der deutschen Fußballnationalmannschaft
- 15. April: Der Flensburger Traditions-Fußballverein Flensburg 08 wird gegründet.
- 27. April: Olympische Sommerspiele in London
- 15. Mai: Gründung der Internationalen Ice Hockey Federation (IIHF)
- 27. Mai: Der belgische Sportverein RSC Anderlecht entsteht in einem Brüsseler Vorort.
- 15. Juni: Der saarländische Fußballverein FC 08 Homburg wird gegründet.
- 19. Juli: Jugendliche gründen den niederländischen Fußballverein Feyenoord Rotterdam.
- 19. Juli: In London wird von acht nationalen Verbänden der internationale Schwimmverband Fédération Internationale de Natation Amateur (FINA) gegründet.
- 30. Juli: Der Sieger des am 12. Februar gestarteten Autorennens, George Schuster (USA), trifft nach 169 Tagen in Paris ein, nachdem er insgesamt etwa 21.470 km zurückgelegt hatte.
- 28. Oktober: Der schwedische Sportverein Örebro SK wird gegründet.
- 8. Dezember: In Belgien wird der Eishockeyverband Koninklijke Belgische IJshockey Federatie geschaffen.
- 11. Dezember: Der Schwedische Skiverband wird ins Leben gerufen.
- Gründung des Dortmunder Vereins Arminia Marten

Einträge von Leichtathletik-Weltrekorden siehe unter der jeweiligen Disziplin unter Leichtathletik.

### Nobelpreise
| Preis                                   | Person                                | Land                                                                     | Begründung für die Preisvergabe | Bild                      |
| --------------------------------------- | ------------------------------------- | ------------------------------------------------------------------------ | --- | ------------------------- |
| Nobelpreis für Physik                   | Gabriel Lippmann (1845–1921)          | Frankreich (geboren in Hollerich, Luxemburg)                             | „für seine auf dem Interferenzphänomen begründete Methode, Farben photographisch wiederzugeben“ | Gabriel Lippmann          |
| Nobelpreis für Chemie                   | Ernest Rutherford (1871–1937)         | Vereinigtes Königreich / Neuseeland (geboren in Nelson, Neuseeland)      | „für seine Untersuchungen über den Zerfall der Elemente und die Chemie der radioaktiven Stoffe“ | Ernest Rutherford         |
| Nobelpreis für Physiologie oder Medizin | Ilja Iljitsch Metschnikow (1845–1916) | Russland                                                                 | „als Anerkennung ihrer Arbeiten über die Immunität“ | Ilja Iljitsch Metschnikow |
| Nobelpreis für Physiologie oder Medizin | Paul Ehrlich (1854–1915)              | Deutsches Reich                                                          | „als Anerkennung ihrer Arbeiten über die Immunität“ | Paul Ehrlich              |
| Nobelpreis für Literatur                | Rudolf Eucken (1846–1926)             | Deutsches Reich (geboren in Aurich, Königreich Hannover, Deutscher Bund) | „auf Grund des ernsten Suchens nach Wahrheit, der durchdringenden Gedankenkraft und des Weitblicks, der Wärme und Kraft der Darstellung, womit er in zahlreichen Arbeiten eine ideale Weltanschauung vertreten und entwickelt hat“ | Rudolf Eucken             |
| Friedensnobelpreis                      | Klas Pontus Arnoldson (1844–1916)     | Schweden                                                                 | Gründer der Schwedischen Friedens- und Schiedsliga | Klas Pontus Arnoldson     |
| Friedensnobelpreis                      | Fredrik Bajer (1837–1922)             | Dänemark                                                                 | Ehrenpräsident des Ständigen Internationalen Friedensbüros | Fredrik Bajer             |

## Historische Ansichten und Karten

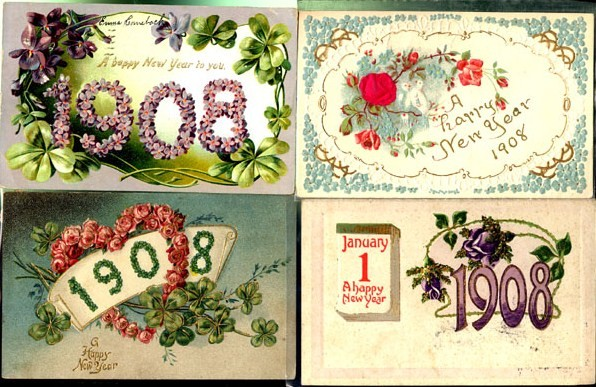
Neujahrspostkarte 1908
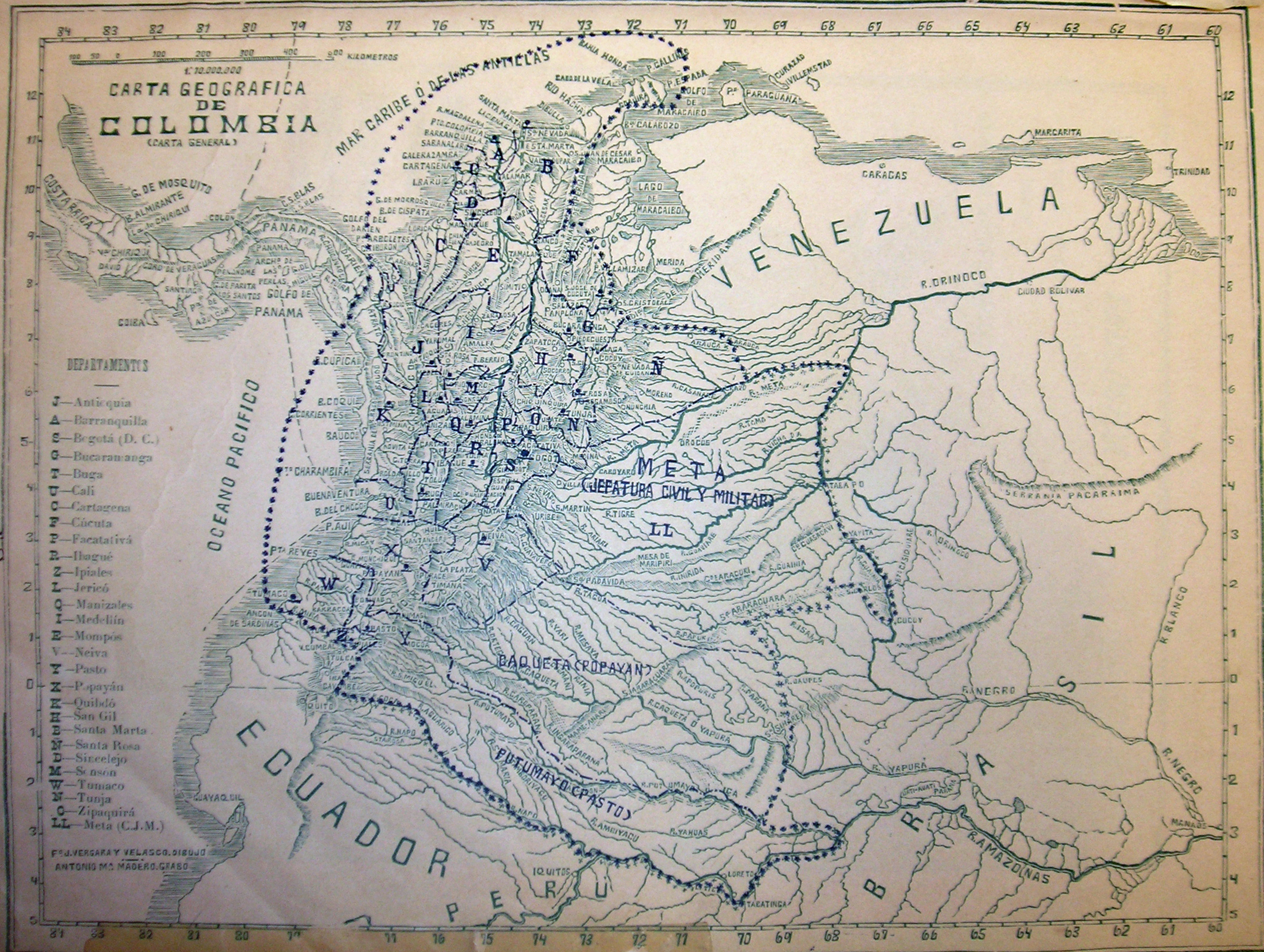
Karte von Kolumbien 1908
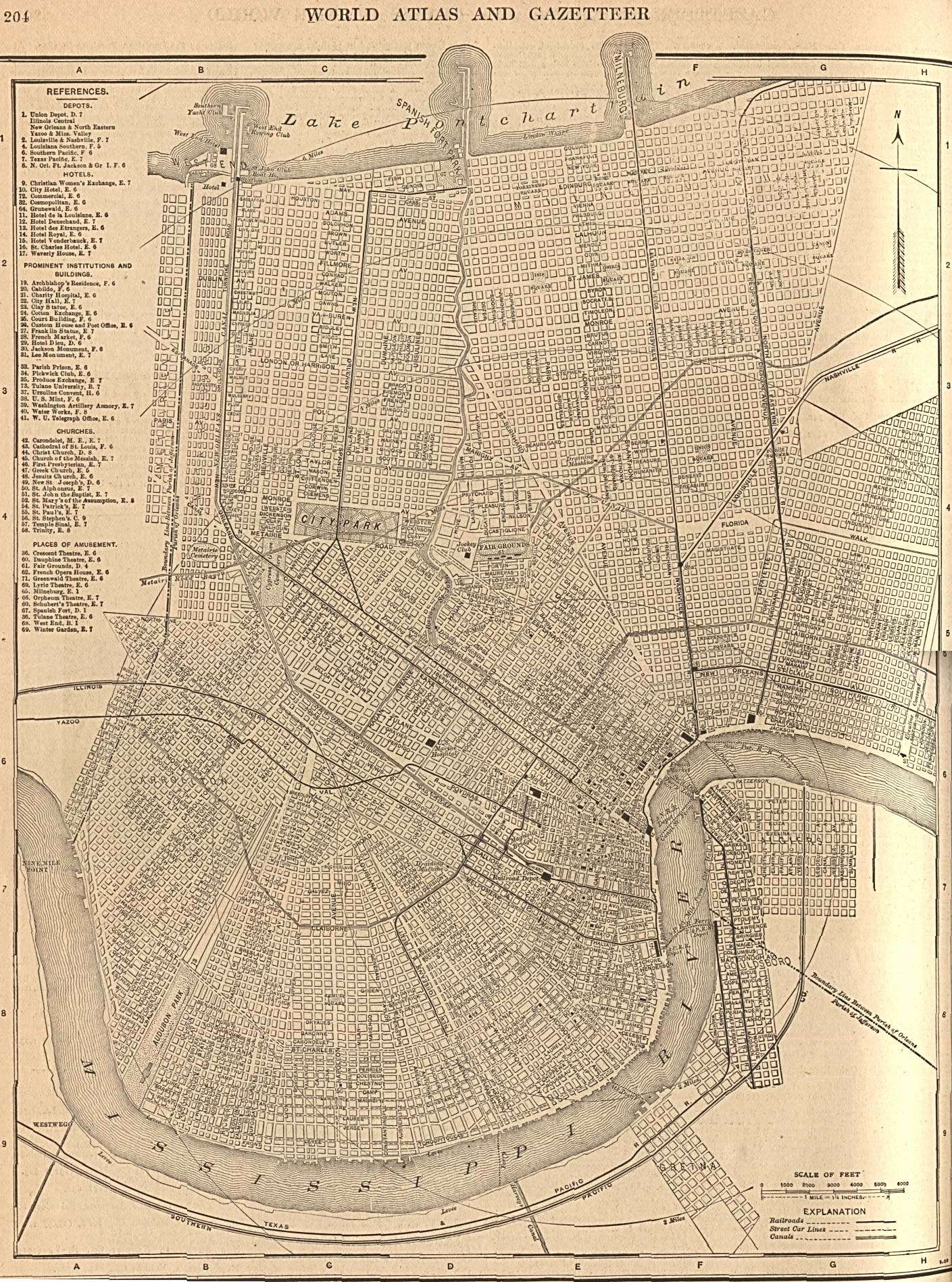
Karte von New Orleans 1908

## Geboren

### Januar
- 01. Januar: Ernst Budig, deutscher Schwimmer († 1971)
- 03. Januar: Lizzi Holzschuh, österreichische Schauspielerin († 1979)
- 03. Januar: Dorothea Wieck, deutsche Schauspielerin († 1986)
- 06. Januar: Menachem Avidom, israelischer Komponist († 1995)
- 06. Januar: Michael DiSalle, US-amerikanischer Politiker († 1981)
- 07. Januar: Heinz Kiekebusch, deutscher Politiker († 1971)
- 07. Januar: Hans-Joachim Schuke, deutscher Orgelbauer († 1979)
- 08. Januar: William Hartnell, englischer Schauspieler († 1975)
- 09. Januar: John Stuart Anderson, britischer Chemiker († 1990)

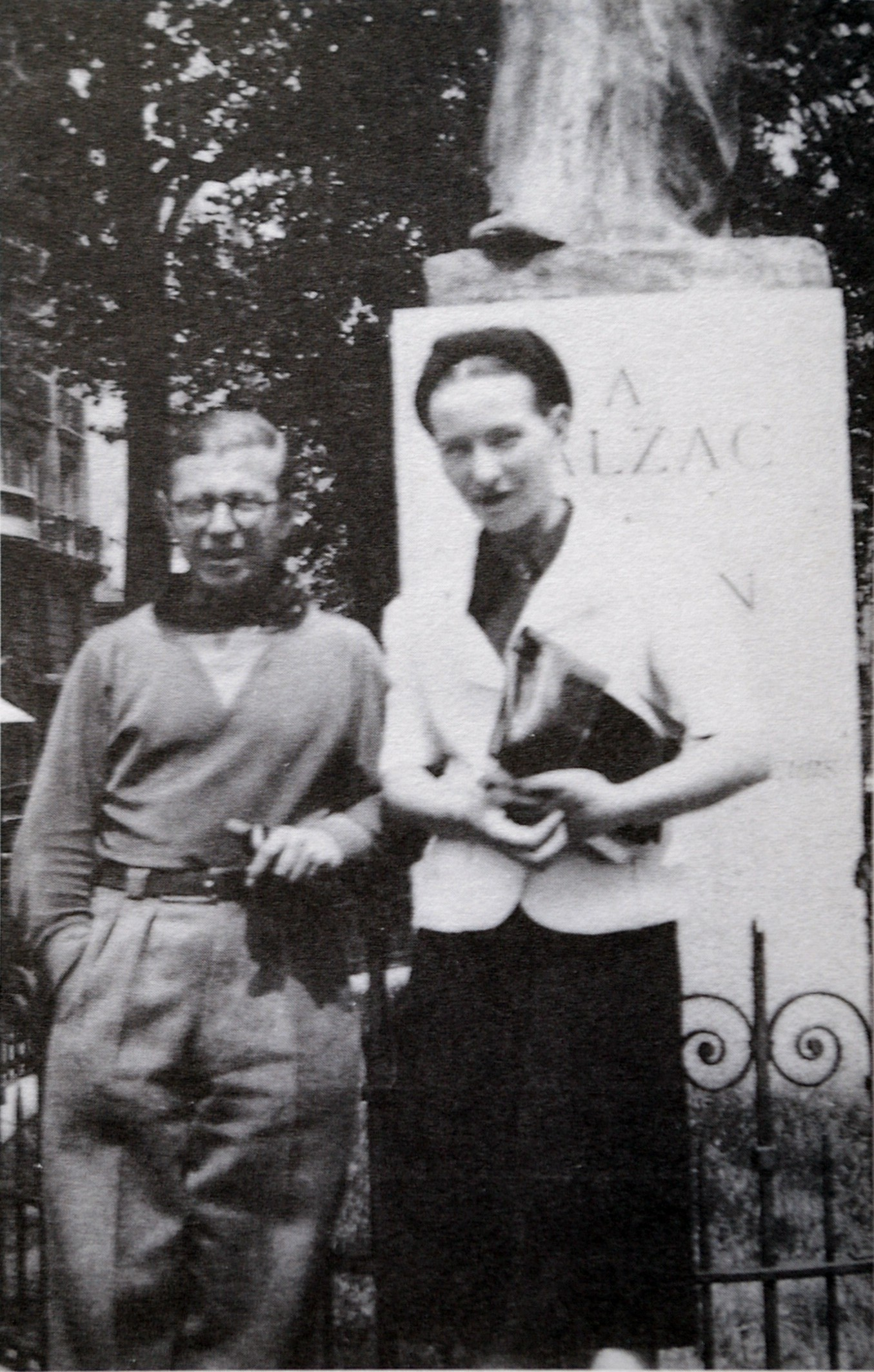
Simone de Beauvoir und Jean-Paul Sartre am Denkmal von Balzac, um 1930

- 09. Januar: Simone de Beauvoir, französische Schriftstellerin, Philosophin und Feministin († 1986)
- 09. Januar: Willi Walter Puls, deutscher Geograph und Pädagoge († 1980)
- 10. Januar: Peter Fihn, deutscher Komponist und Dirigent († 1998)
- 10. Januar: Paul Henreid, österreichisch-amerikanischer Schauspieler und Regisseur († 1992)
- 10. Januar: Bernard Lee, britischer Schauspieler († 1981)
- 10. Januar: Sam Waagenaar, niederländischer Fotograf und Autor († 1997)
- 11. Januar: Dmitri Blochinzew, sowjetisch-russischer Physiker († 1979)
- 12. Januar: Gert Adriani, deutscher Kunsthistoriker († 1989)
- 12. Januar: Friedrich Kaufhold, Leiter der Berliner Feuerwehr († 1989)
- 13. Januar: Enrico Paoli, italienischer Schachspieler († 2005)
- 14. Januar: Else Wolz, deutsche Schauspielerin († 1983)

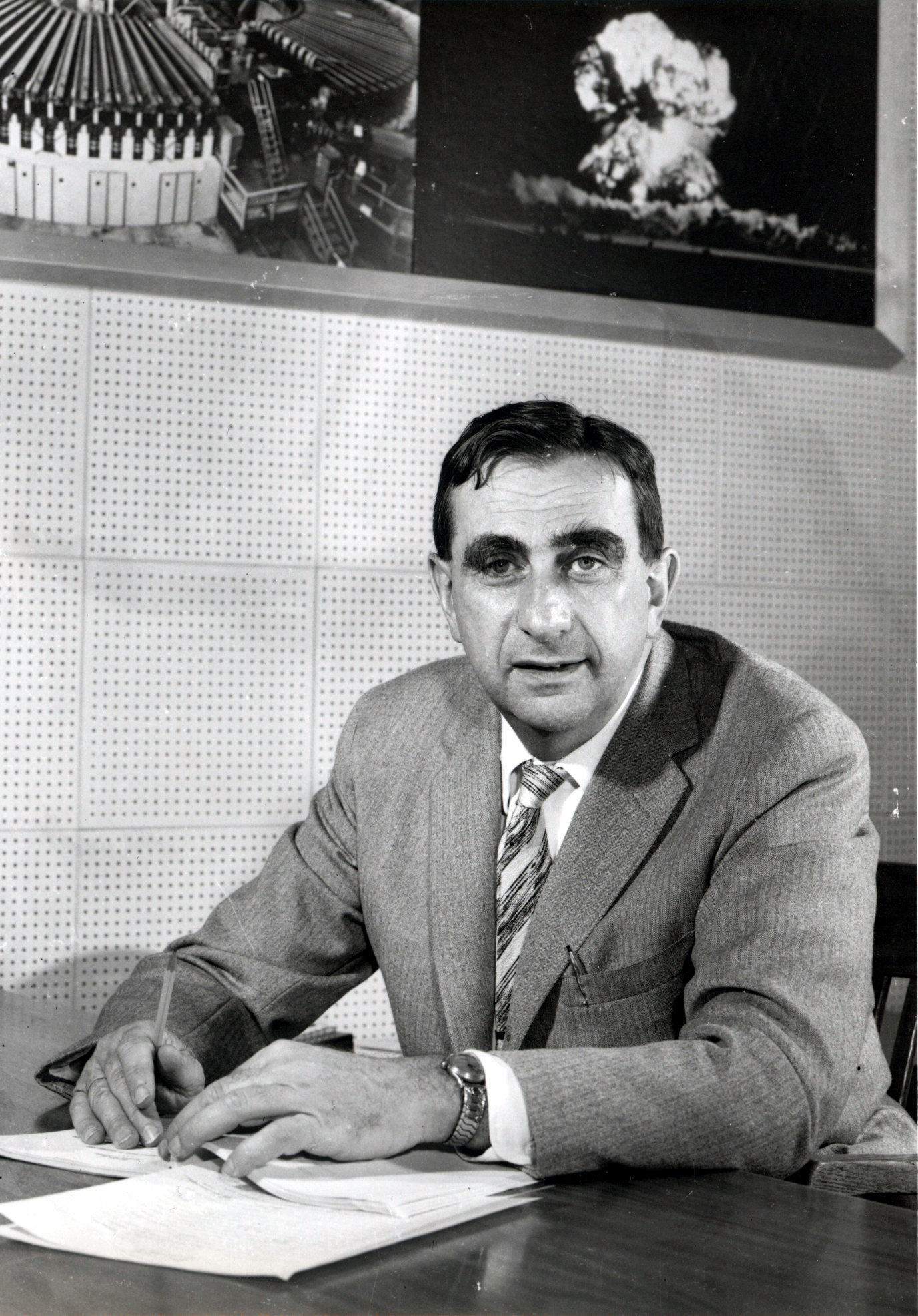
Edward Teller

- 15. Januar: Edward Teller, US-amerikanischer Physiker († 2003)
- 16. Januar: Ethel Merman, US-amerikanische Schauspielerin und Sängerin († 1984)
- 16. Januar: Günther Prien, deutscher Marineoffizier († 1941)
- 16. Januar: Josef Petrak, österreichischer Liedtexter und Komponist († 1979)
- 17. Januar: Heinz Marten, deutscher Oratorien-Tenor und Liedersänger († 1991)
- 18. Januar: Paula Denk, deutsche Schauspielerin († 1978)
- 18. Januar: Stanisław Stomma, polnischer Publizist und Politiker († 2005)
- 19. Januar: Alfons Abel, deutscher akademischer Glasmaler († 1994)
- 20. Januar: Isadore Nathaniel Parker, US-amerikanischer Jazz-Trompeter († 2011)
- 20. Januar: Günther Wendt, deutscher Maler, Grafiker und Museumsleiter († 1971)
- 21. Januar: Bengt Strömgren, dänischer Astronom und Astrophysiker († 1987)
- 21. Januar: Raymond Gary, US-amerikanischer Politiker († 1993)
- 22. Januar: Hammie Nixon, US-amerikanischer Blues-Musiker († 1984)
- 22. Januar: Lew Dawidowitsch Landau, russischer Physiker († 1968)
- 22. Januar: Gerhardt Preuschen, deutscher Agrarwissenschaftler († 2004)
- 25. Januar: Bernard Hügl, jugoslawischer Fußballspieler und -trainer († 1982)
- 25. Januar: Anton Stingl, deutscher Gitarreninterpret und -pädagoge († 2000)
- 26. Januar: Gideon Ståhlberg, schwedischer Schachspieler († 1967)
- 26. Januar: Rupprecht Geiger, deutscher Maler († 2009)
- 26. Januar: Stéphane Grappelli, französischer Jazz-Violinist († 1997)
- 27. Januar: Hot Lips Page, US-amerikanischer Jazzmusiker († 1954)
- 27. Januar: Trude Eipperle, deutsche Sopranistin († 1997)
- 29. Januar: André Carré, französischer Automobilrennfahrer († 1989)
- 29. Januar: Grete Heublein, deutsche Leichtathletin und Olympiateilnehmerin († 1997)
- 29. Januar: Wilhelm Braun-Feldweg, deutscher Künstler und Designer († 1998)
- 30. Januar: Otto Heinrich Greve, deutscher Politiker († 1968)
- 30. Januar: Roberto Vestrini, italienischer Ruderer († 1966)
- 31. Januar: Bill Cantrell, US-amerikanischer Automobilrennfahrer († 1996)
- 31. Januar: Atahualpa Yupanqui, argentinischer Sänger, Songwriter, Gitarrist und Schriftsteller († 1992)

### Februar
- 01. Februar: Paolo Bertoli, italienischer Kurienkardinal († 2001)

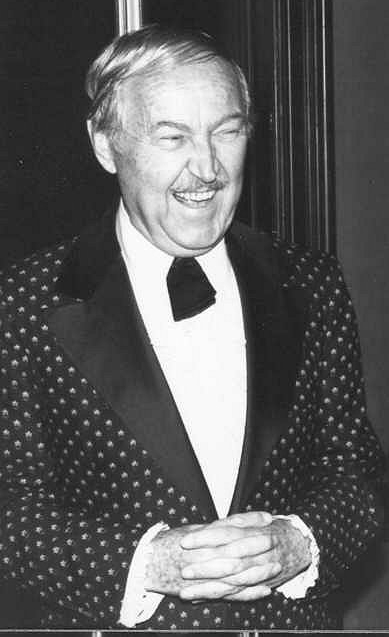
George Pal

- 01. Februar: George Pal, ungarischer Filmproduzent und Regisseur († 1980)
- 02. Februar: Pavel Šivic, slowenischer Komponist († 1995)
- 04. Februar: Willem Karel Hendrik Karstens, niederländischer Botaniker († 1989)
- 05. Februar: Edith Ceccarelli, US-amerikanische Supercentenarian († 2024)
- 05. Februar: Ugo Costanzo Gregorio Amadoro, italienischer Filmregisseur, Regieassistent und Animationsfilmer († unbekannt)
- 06. Februar: Amintore Fanfani, italienischer Politiker und Ministerpräsident († 1999)
- 06. Februar: Richard Fritz Behrendt, deutscher Soziologe († 1972)
- 06. Februar: Hans Richnow, deutscher Motorradrennfahrer († 1988)
- 08. Februar: Albert Lautman, französischer Mathematiker und Philosoph († 1944)
- 08. Februar: Antonio Machín, kubanischer Sänger († 1977)
- 08. Februar: Emil Staiger, Professor der Germanistik an der Universität Zürich († 1987)
- 10. Februar: Jean Coulthard, kanadische Komponistin und Musikpädagogin († 2000)
- 10. Februar: Alexandre Mnouchkine, russisch-französischer Filmproduzent († 1993)
- 11. Februar: Wuert Engelmann, US-amerikanischer American-Football-Spieler († 1979)
- 11. Februar: Vivian Fuchs, britischer Geologe und Polarforscher († 1999)
- 12. Februar: Jean Effel, französischer Illustrator († 1982)
- 12. Februar: Jacques Herbrand, französischer Logiker († 1931)
- 12. Februar: Olga Benario-Prestes, deutsch-brasilianische Widerstandskämpferin († 1942)
- 13. Februar: Kurt Seibt, Vorsitzender der Zentralen Revisionskommission der SED († 2002)
- 13. Februar: Gerald Strang, US-amerikanischer Komponist († 1983)
- 13. Februar: Malvin Russell Goode, der erste afroamerikanische TV-Journalist und Nachrichten-Korrespondent der American Broadcasting Company († 1995)
- 15. Februar: Elimar Kloos, deutscher Boxer († 1991)
- 17. Februar: Georges Dancigers, russisch-französischer Filmproduzent († 1993)
- 17. Februar: Charles Plantivaux, französischer Automobilrennfahrer († 1993)
- 17. Februar: Bo Yibo, chinesischer Politiker († 2007)
- 18. Februar: Hans Kahrmann, deutscher Motorradrennfahrer († 1973)
- 18. Februar: Marga Legal, deutsche Schauspielerin († 2001)
- 19. Februar: Walter Bitterlich, österreichischer Forstwissenschaftler († 2008)
- 19. Februar: Rudi Opitz, deutscher Lithograph und Fotograf, NS-Opfer († 1939)
- 20. Februar: Alexander Elbrächter, deutscher Politiker († 1995)
- 20. Februar: Heino Gaze, deutscher Komponist und Texter († 1967)
- 20. Februar: Jean-Marie Beaudet, kanadischer Dirigent, Pianist und Organist († 1971)
- 21. Februar: Hans Ertl, Bergsteiger, Kameramann, Kriegsberichterstatter, Regisseur († 2000)
- 22. Februar: John Mills, englischer Schauspieler († 2005)
- 22. Februar: Paul Sixt, deutscher Kapellmeister († 1964)
- 22. Februar: Rómulo Betancourt, venezolanischer Präsident († 1981)
- 23. Februar: Albert Leidmann, deutscher Boxer († 1945)
- 23. Februar: William McMahon, australischer Politiker und Premierminister († 1988)
- 26. Februar: Jean-Pierre Wimille, französischer Automobilrennfahrer († 1949)
- 26. Februar: Tex Avery, Regisseur und Zeichner von Zeichentrickfilmen († 1980)
- 26. Februar: Néstor Mesta Chayres, mexikanischer Sänger († 1971)
- 27. Februar: Walter Ludin, Schweizer Steuermann im Rudern († 1964)
- 28. Februar: Alexander Golitzen, US-amerikanischer Art Director († 2005)
- 28. Februar: Albert Scherrer, Schweizer Automobilrennfahrer († 1986)
- 29. Februar: Balthus, polnisch-französischer Maler († 2001)
- 29. Februar: Dee Brown, US-amerikanischer Schriftsteller und Historiker († 2002)
- 000Februar: Madschid Taufiq Arslan, libanesischer Drusenführer († 1983)

### März
- 01. März: Kikuta Kazuo, japanischer Dramatiker und Schauspieler († 1973)
- 02. März: Walter Bruch, Pionier des deutschen Fernsehens († 1990)
- 02. März: Olivia Manning, englische Schriftstellerin († 1980)
- 02. März: Willi Steinhörster, deutscher Politiker († 1978)
- 03. März: Hylton Bridgman-Metchim, britischer Automobilrennfahrer († 1976)
- 03. März: Yvonne Godard, französische Schwimmerin († 1975)
- 05. März: Fritz Fischer, deutscher Historiker († 1999)
- 05. März: Ludwig Goldbrunner, deutscher Fußballspieler († 1981)

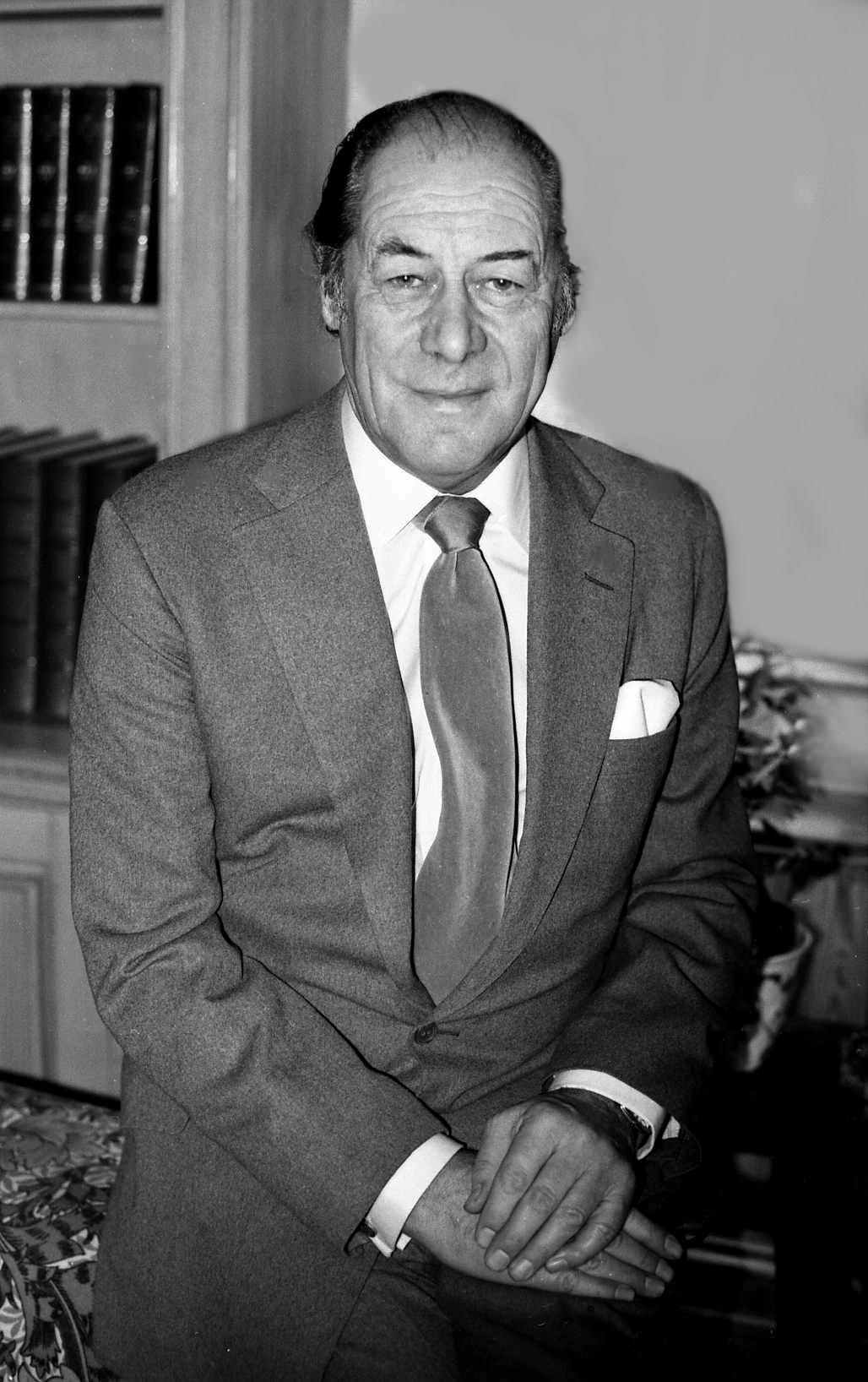
Rex Harrison, 1976

- 05. März: Rex Harrison, britischer Schauspieler († 1990)
- 05. März: Mario Heil de Brentani, deutsch-kanadischer Schriftsteller und Zeitschriftenherausgeber († 1982)
- 06. März: Walther Kohlhase, deutscher Maler, Grafiker und Kunsterzieher († 1993)
- 06. März: Ollie Sansen, US-amerikanischer American-Football-Spieler († 1987)
- 07. März: Josef Garovi, Schweizer Komponist († 1985)
- 07. März: Anna Magnani, italienische Schauspielerin († 1973)
- 09. März: Sep Ruf, deutscher Architekt († 1982)
- 09. März: Jan Lauts, deutscher Kunsthistoriker († 1993)
- 11. März: John Einar Åberg, schwedischer Schriftsteller und Drehbuchautor († 1999)
- 11. März: Hansjörg Oeschger, deutscher Forstmann und Aktivist der Jugendbewegung († 1998)
- 12. März: Reinhold Cassirer, deutsch-südafrikanischer Galerist († 2001)
- 12. März: Kurt Stöpel, deutscher Radrennfahrer († 1997)
- 13. März: Walter Annenberg, US-amerikanischer Diplomat, Verleger und Kunstmäzen († 2002)
- 14. März: Maurice Merleau-Ponty, französischer Philosoph († 1961)
- 14. März: Elvira Osirnig, Schweizer Skirennläuferin († 2000)
- 14. März: Nikolai Petrowitsch Rakow, russischer Komponist († 1990)
- 14. März: Gustav Zahnke, deutscher Schlosser und Widerstandskämpfer († 1930)
- 15. März: Teodoro Fuchs, argentinischer Dirigent und Musikpädagoge († 1969)
- 15. März: Thure von Uexküll, Begründer der psychosomatischen Medizin († 2004)
- 15. März: Irma Weiland, deutsche Malerin († 2003)
- 16. März: René Daumal, französischer Schriftsteller († 1944)
- 16. März: Robert Rossen, US-amerikanischer Drehbuchautor, Filmregisseur und Produzent († 1966)
- 17. März: Józef Ciechan, polnischer Bildhauer († 1989)
- 17. März: Brigitte Helm, deutsche Schauspielerin († 1996)
- 18. März: Gabriel Ruiz, mexikanischer Komponist († 1999)
- 19. März: Marc Augier, französischer Schriftsteller, Abenteurer und Alpinist († 1990)
- 19. März: Otto Henze, deutscher Forstmann und Ornithologe († 1991)
- 20. März: Kermit Murdock, US-amerikanischer Schauspieler († 1981)
- 20. März: Michael Redgrave, britischer Schauspieler († 1985)
- 20. März: Lola Rogge, deutsche Tänzerin und Choreografin († 1990)
- 22. März: Jack Crawford, australischer Tennisspieler († 1991)
- 22. März: Friedrich Aichberger, deutscher Jurist († 1992)
- 22. März: Albrecht Goes, deutscher Schriftsteller und protestantischer Theologe († 2000)
- 22. März: Maurice Stans, US-amerikanischer Politiker († 1998)
- 23. März: Archip Michailowitsch Ljulka, sowjetischer Strahltriebwerkskonstrukteur († 1984)
- 24. März: Birgit Åkesson, schwedische Tänzerin, Choreographin, Tanzpädagogin und Tanzforscherin († 2001)
- 24. März: Ferdinand Metzenauer, deutscher Schachkomponist († 1968)
- 25. März: Helmut Käutner, deutscher Filmregisseur und Schauspieler († 1980)

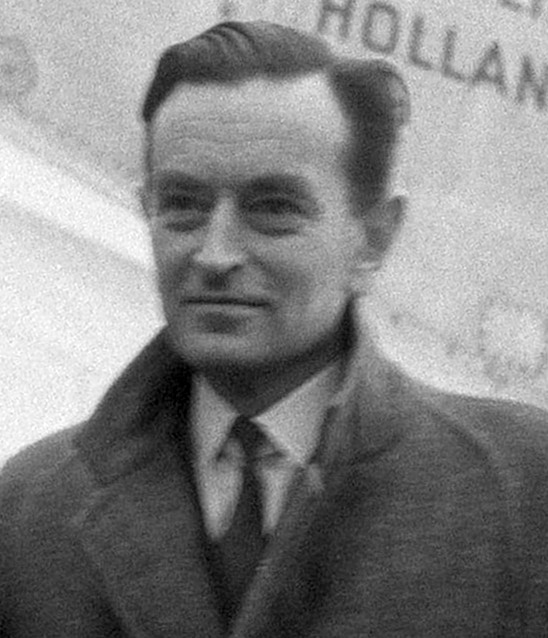
David Lean

- 25. März: David Lean, britischer Filmregisseur († 1991)
- 26. März: Samuel Bronston, bessarabisch-US-amerikanischer Filmproduzent († 1994)
- 26. März: Hilde Sperling, deutsche Tennisspielerin († 1981)
- 26. März: Franz Stangl, österreichischer Nationalsozialist († 1971)
- 28. März: Grégoire Aslan, armenischer Schauspieler († 1982)
- 28. März: Max von Arco-Zinneberg, deutscher Automobilrennfahrer († 1937)
- 29. März: Ernő Grünbaum, siebenbürgischer Maler des Expressionismus und Kubismus († 1944 oder 1945)
- 29. März: Sigfried Uiberreither, deutscher Nationalsozialist und Kriegsverbrecher († 1984)
- 29. März: Egon Wagenknecht, deutscher Forst- und Jagdwissenschaftler († 2005)
- 29. März: Bob Weighton, britischer Altersrekordler († 2020)
- 30. März: Leo Hoegh, US-amerikanischer Politiker († 2000)
- 31. März: Ferry Dusika, österreichischer Radrennfahrer († 1984)
- 31. März: Paul Foucret, französischer Automobilrennfahrer († 1964)

### April
- 01. April: Abraham Maslow, US-amerikanischer Psychologe († 1970)
- 01. April: Harald Bergström, schwedischer Mathematiker († 2001)
- 03. April: Anna Sipos, ungarische Tischtennisspielerin († 1988)
- 03. April: Bruno Lüdke, deutscher Serienmörder († 1944)
- 04. April: Willi Kürten, deutscher Hürdenläufer († 1944)

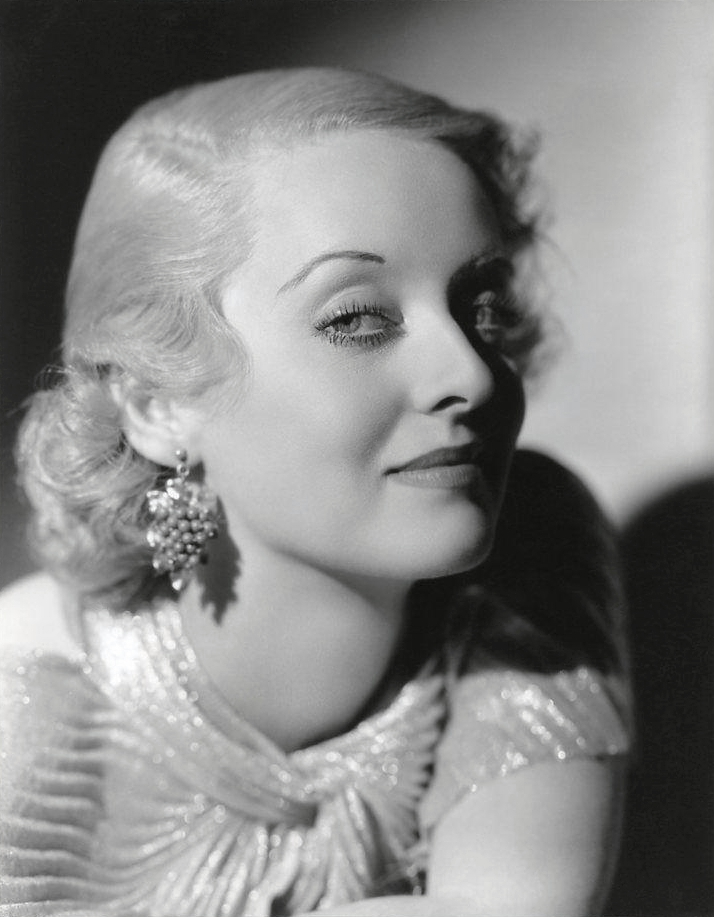
Bette Davis, 1934

- 05. April: Bette Davis, US-amerikanische Schauspielerin († 1989)
- 05. April: Helmut Koch, deutscher Dirigent und Chorleiter († 1975)

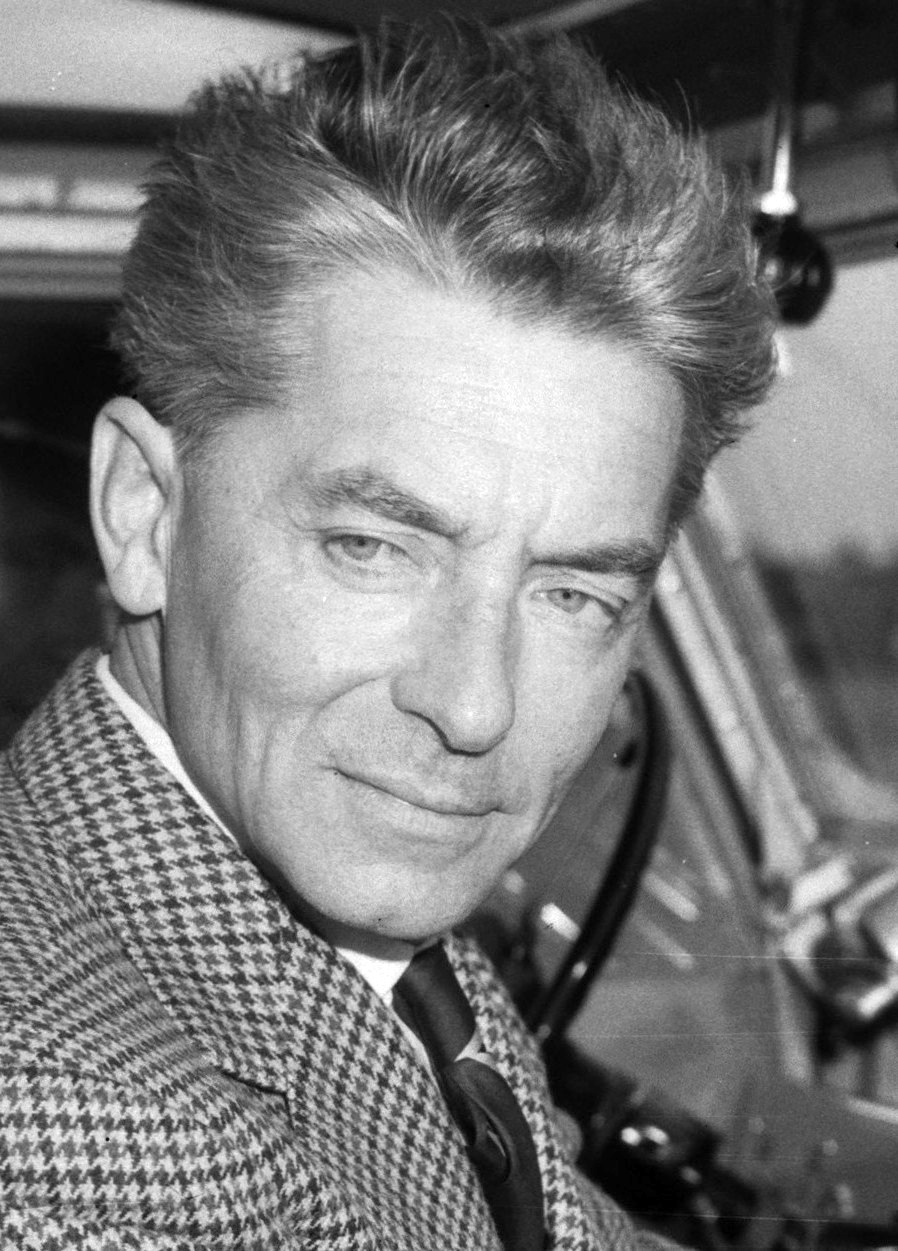
Herbert von Karajan, 1938

- 05. April: Herbert von Karajan, österreichischer Dirigent († 1989)
- 05. April: Ämilian Zotz, österreichischer Stuckkünstler († 1984)
- 06. April: Heinrich Körner, deutscher Bildhauer und Medailleur († 1993)
- 07. April: Günther Groenhoff, deutscher Segelflugpionier († 1932)
- 07. April: Percy Faith, US-amerikanischer Orchesterleiter († 1976)
- 08. April: Hugo Fregonese, Regisseur argentinischer Herkunft († 1987)
- 08. April: Gottfried von Freiberg, österreichischer Hornist († 1962)
- 08. April: Tommy McClennan, US-amerikanischer Blues-Musiker († 1962)
- 08. April: Heinz Schubert, deutscher Komponist († 1945)
- 10. April: Bernard Piché, kanadischer Organist, Komponist und Musikpädagoge († 1989)
- 11. April: Georg Brauer, deutscher Chemiker († 2001)
- 11. April: Josef Hermann Dufhues, deutscher Politiker († 1971)
- 11. April: Karel Ančerl, tschechischer Dirigent († 1973)
- 11. April: Robert O’Brien, US-amerikanischer Automobilrennfahrer († 1987)
- 11. April: Wang Zhen, chinesischer Politiker († 1993)
- 13. April: Clemens Hasse, deutscher Schauspieler († 1959)
- 13. April: Bob Nolan, kanadischer Country-Sänger, Gründungsmitglied der Sons Of The Pioneers († 1980)
- 14. April: Kurt Ranke, Germanist und Volkskundler (Erzählforscher) († 1985)
- 15. April: Eden Ahbez, US-amerikanischer Komponist († 1995)
- 15. April: Lita Grey, US-amerikanische Schauspielerin († 1995)
- 15. April: Ernst Lehmann, Politiker und Widerstandskämpfer († 1945)
- 15. April: Richard Löwenthal, deutscher Politologe und Publizist († 1991)
- 15. April: Dragutin Najdanović, jugoslawischer Fußballspieler († 1981)
- 16. April: Elmar Brandstetter, deutscher Jurist und Bundeswehrdisziplinaranwalt
- 16. April: Max Salpeter, englischer Geiger († 2010)
- 18. April: Herbert Sandberg, deutscher Grafiker und Karikaturist († 1991)
- 19. April: Robert Nünighoff, Vorstandsmitglied der Hessischen Berg- und Hüttenwerke AG († 1972)
- 20. April: Lionel Hampton, Bandleader, Jazzperkussionist und Vibraphonvirtuose († 2002)
- 20. April: Lothar Metz, deutscher Brigadegeneral der Bundeswehr und Unterabteilungsleiter im Bundesnachrichtendienst († 1975)
- 21. April: Alfred Lion, US-amerikanischer Plattenproduzent deutscher Herkunft († 1987)
- 22. April: Károly Aszlányi, ungarischer Schriftsteller, Dramatiker und Journalist († 1938)
- 24. April: Wiktor Semjonowitsch Abakumow, sowjetischer Minister für Staatssicherheit († 1954)
- 24. April: Inga Gentzel, schwedische Leichtathletin und Olympionikin († 1991)
- 24. April: Józef Gosławski, polnischer Bildhauer und Medailleur († 1963)
- 25. April: Erwin Assmann, deutscher Historiker († 1984)
- 25. April: Carlos Posada Amador, kolumbianischer Komponist und Musikpädagoge († 1993)
- 25. April: Edward R. Murrow, US-amerikanischer Journalist († 1965)
- 27. April: Carlo Felice Trossi, italienischer Automobilrennfahrer († 1949)
- 28. April: Ethel Catherwood, kanadische Leichtathletin († 1987)
- 28. April: Carl Laemmle junior, US-amerikanischer Filmproduzent († 1979)
- 28. April: Oskar Schindler, sudetendeutscher Industrieller, der etwa 1.200 Juden vor dem Tod bewahrte († 1974)
- 30. April: Eve Arden, US-amerikanische Schauspielerin († 1990)
- 30. April: Jean Rilliet, Schweizer evangelischer Geistlicher und Hochschullehrer († 1980)

### Mai
- 01. Mai: Alfred Beloë, britischer Automobilrennfahrer († 1969)
- 01. Mai: Giovannino Guareschi, italienischer Journalist, Karikaturist und Schriftsteller († 1968)
- 01. Mai: Hans Schubert, deutscher Mathematiker († 1987)
- 02. Mai: Frank Rowlett, US-amerikanischer Mathematiker und Kryptologe († 1998)
- 02. Mai: Karl Hartung, Bildhauer († 1967)
- 04. Mai: Bernhard Winkelheide, deutscher Politiker, Mitglied des Wirtschaftsrates der Bizone († 1988)
- 04. Mai: Wolrad Eberle, deutscher Leichtathlet († 1949)
- 05. Mai: Jacques Massu, französischer General († 2002)
- 06. Mai: Necil Kâzım Akses, türkischer Komponist († 1999)
- 07. Mai: Leo Sternbach, US-amerikanischer Chemiker († 2005)

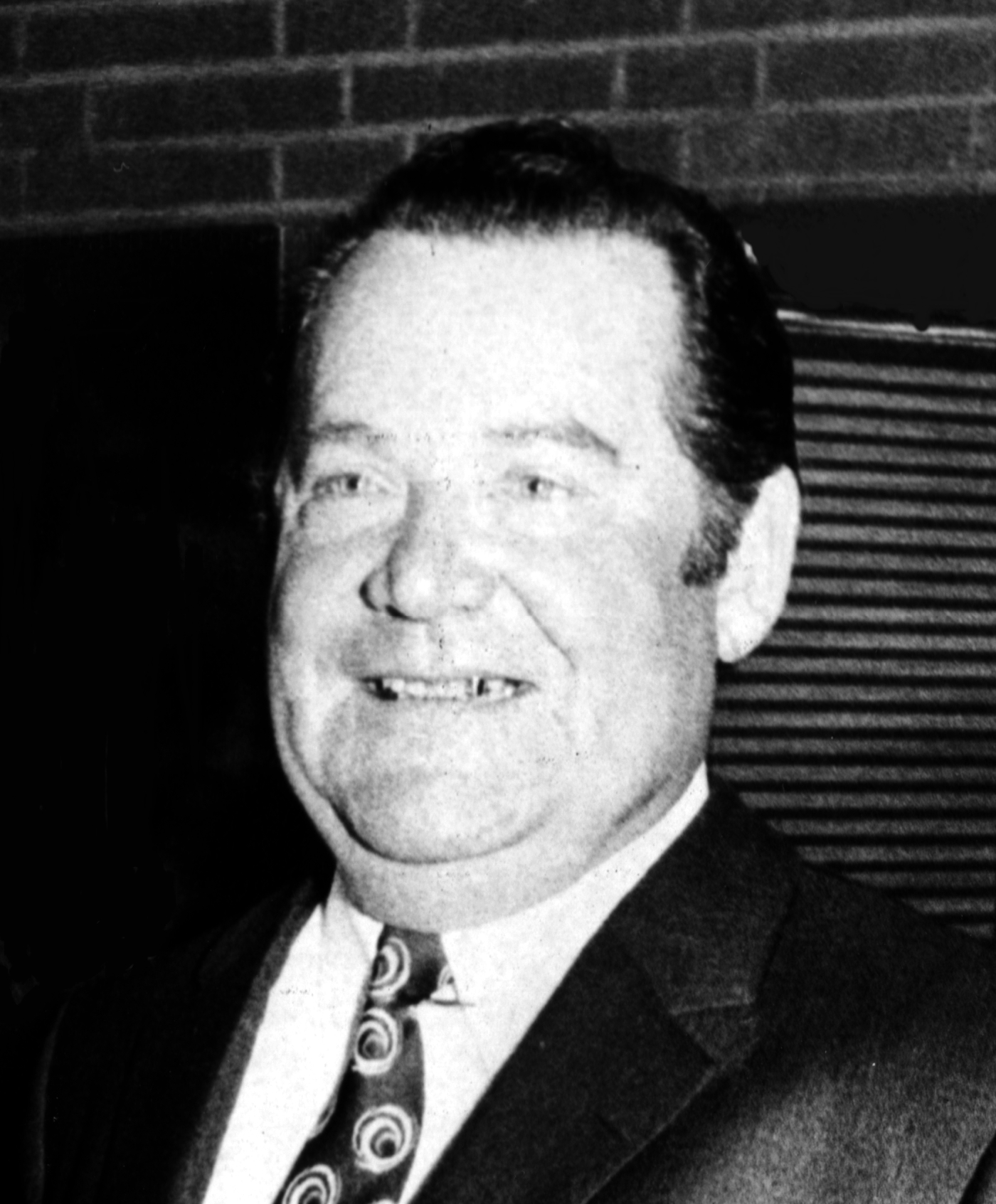
Max Grundig

- 07. Mai: Max Grundig, Gründer der Grundig AG († 1989)
- 08. Mai: Helmut Aris, deutscher Politiker († 1987)
- 08. Mai: Hertha Thiele, deutsche Schauspielerin († 1984)
- 09. Mai: Basilio Mario Biucchi, Schweizer Politiker und Hochschullehrer († 1983)
- 09. Mai: August-Martin Euler, deutscher Politiker († 1966)
- 09. Mai: Grete Boesel, Aufseherin im KZ Ravensbrück († 1947)
- 09. Mai: Siegfried Meurer, Entwickler des MAN-M-Motors († 1997)
- 09. Mai: Boris Roubakine, kanadischer Pianist und Musikpädagoge († 1974)
- 09. Mai: Edgar Schenkman, US-amerikanischer Dirigent und Musikpädagoge († 1993)
- 09. Mai: August Schirmer, Schweizer Wirtschafts- und Rechtskonsulent und Politiker († 1973)
- 10. Mai: Josef Wallner, deutscher Politiker († 1991)
- 11. Mai: Heinz Frölich, Schauspieler († 2004)
- 12. Mai: Nicholas Kaldor, ungarischer Ökonom († 1986)
- 12. Mai: Alejandro Scopelli Casanova, argentinisch-italienischer Fußballspieler und -trainer († 1987)
- 13. Mai: Beveridge Webster, US-amerikanischer Pianist und Musikpädagoge († 1999)
- 13. Mai: Ebba Weddig-Dettenberg, deutsche Malerin und Grafikerin († unbekannt)
- 15. Mai: Albert Heinrich Kniest, deutscher Schachkomponist († 1984)
- 15. Mai: Emil Joseph Diemer, deutscher Schachspieler († 1990)
- 15. Mai: Erich Bielka, österreichischer Diplomat, Bundesminister für Auswärtige Angelegenheiten († 1992)
- 15. Mai: Joe Grant, US-amerikanischer Comic-Autor bei Disney († 2005)
- 15. Mai: Lars-Erik Larsson, schwedischer Komponist († 1986)
- 17. Mai: Pierre Louis-Dreyfus, französischer Bankier und Automobilrennfahrer († 2011)
- 19. Mai: Percy Williams, kanadischer Leichtathlet († 1982)
- 19. Mai: Rolf Dahlgrün, deutscher Politiker († 1969)
- 19. Mai: Gianna Perea-Labia, italienische Sängerin (Sopran) († 1994)

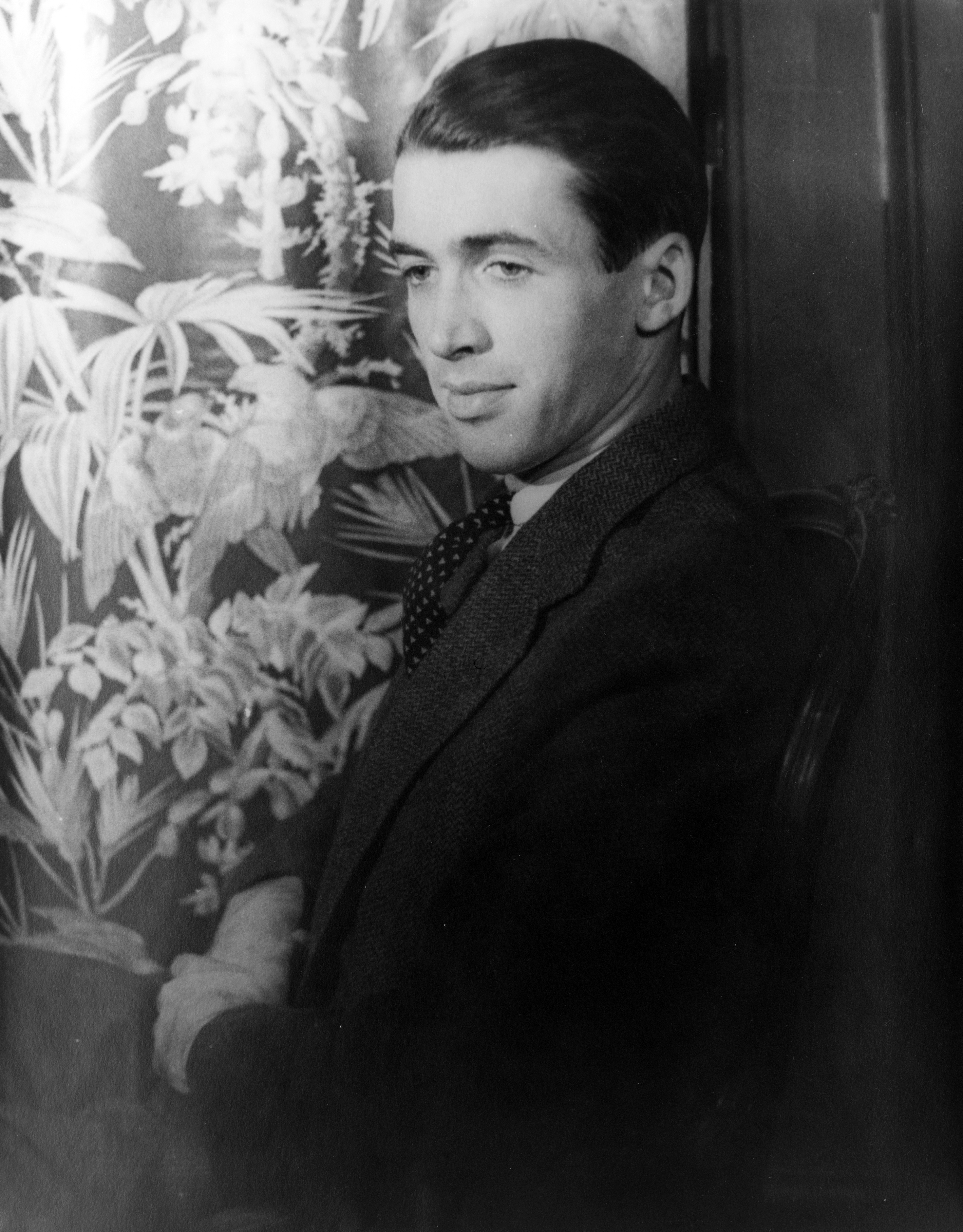
James Stewart, 1934

- 20. Mai: James Stewart, US-amerikanischer Schauspieler († 1997)
- 20. Mai: Karel De Schrijver, belgischer Komponist und Professor († 1992)
- 20. Mai: Walter Kolbenhoff, deutscher Schriftsteller, Journalist und Rundfunkredakteur († 1993)
- 21. Mai: Watkins Moorman Abbitt, US-amerikanischer Politiker († 1998)
- 21. Mai: Heinz Wehner, deutscher Jazzmusiker († 1945)
- 22. Mai: Lionel Audet, kanadischer Weihbischof († 1989)
- 22. Mai: Erika Eisenblätter-Laskowski, deutsche Malerin († 2003)
- 22. Mai: Gustav Jaenecke, deutscher Eishockey- und Tennisspieler († 1985)
- 22. Mai: Victor Reinshagen, Schweizer Dirigent und Komponist († 1992)
- 22. Mai: Herbert Simoleit, deutscher Priester († 1944)
- 23. Mai: Annemarie Schwarzenbach, Schweizer Schriftstellerin und Journalistin († 1942)
- 23. Mai: Hélène Boucher, französische Pilotin († 1934)

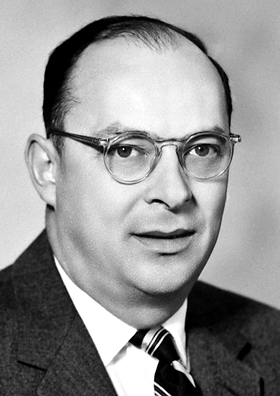
John Bardeen

- 23. Mai: John Bardeen, US-amerikanischer Physiker und Nobelpreisträger († 1991)
- 23. Mai: Max Abramovitz, US-amerikanischer Architekt († 2004)
- 23. Mai: Tomiko Itooka, japanische Supercentenarian († 2024)
- 24. Mai: Emil Friedman, tschechischer Musikpädagoge, Geiger und Dirigent († 2002)
- 25. Mai: Theodore Roethke, US-amerikanischer Lyriker († 1963)
- 26. Mai: Alexei Nikolajewitsch Arbusow, sowjetisch-russischer Dramatiker († 1986)
- 26. Mai: Robert Morley, britischer Schauspieler und Schriftsteller († 1992)
- 27. Mai: Hans Gustav Güterbock, deutscher Hethitologe († 2000)
- 27. Mai: Harold Rome, US-amerikanischer Komponist und Texter († 1993)
- 28. Mai: Ian Fleming, britischer Schriftsteller († 1964)

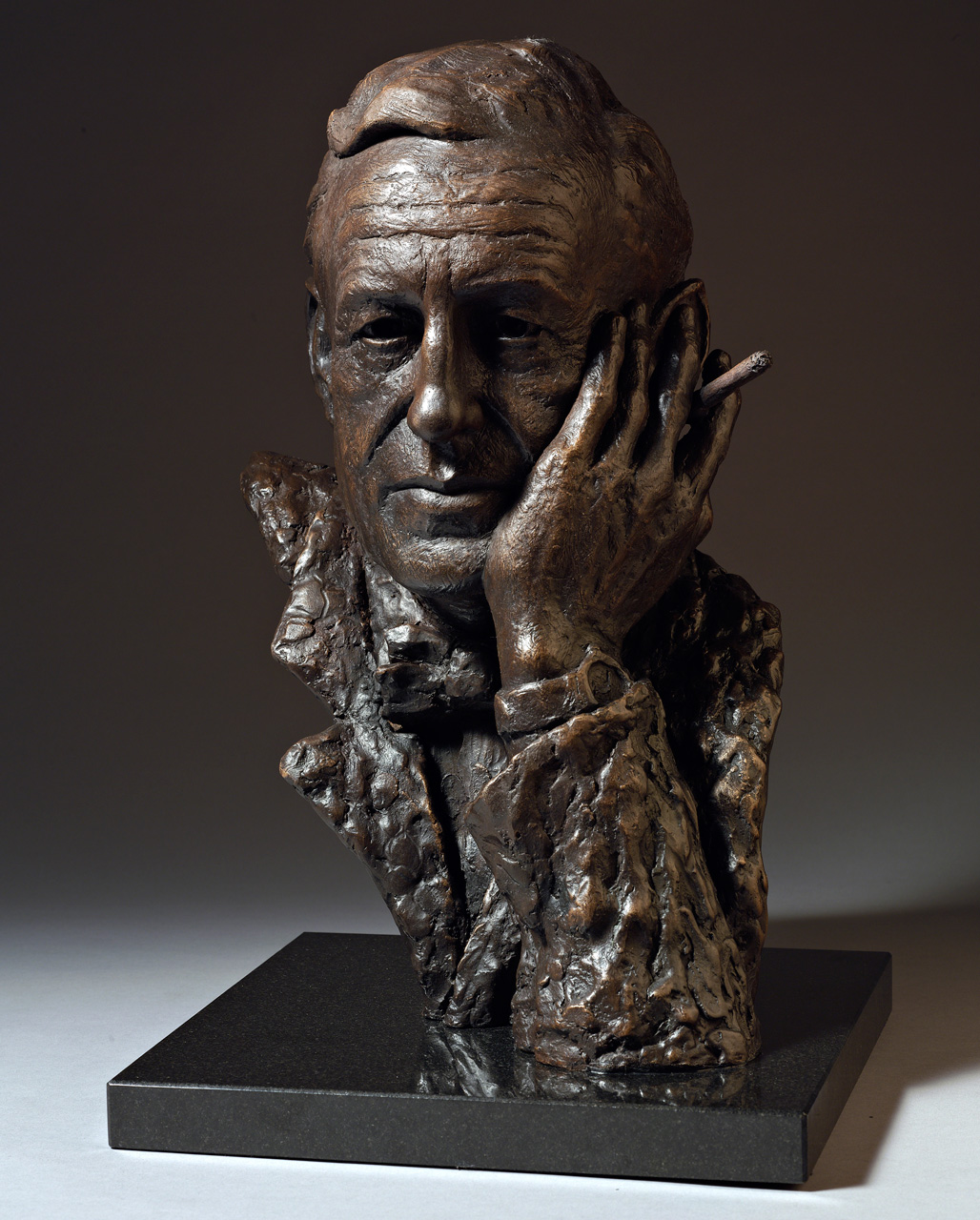
Ian Fleming

- 29. Mai: Hans Weigel, Schriftsteller und Theaterkritiker († 1991)
- 30. Mai: Hannes Alfvén, schwedischer Physiker († 1995)
- 30. Mai: Lucien Martin, kanadischer Violinist und Dirigent († 1950)
- 30. Mai: John Slade, deutsch-US-amerikanischer Broker († 2005)
- 31. Mai: Don Ameche, US-amerikanischer Schauspieler († 1993)

### Juni
- 01. Juni: Peter de Mendelssohn, deutsch-britischer Schriftsteller, Historiker und Essayist († 1982)
- 02. Juni: Rosa Arnsberg, Förderin des Verständnisses zwischen jüdischen und nichtjüdischen Deutschen († 2010)
- 02. Juni: Artur Petzoldt, Präsident der Bundesbahndirektion Hamburg († 1972)
- 02. Juni: Steffie Spira, deutsche Schauspielerin († 1995)
- 02. Juni: Othar Turner, US-amerikanischer Fife-Musiker († 2003)
- 04. Juni: John Adaskin, kanadischer Cellist, Dirigent und Rundfunkproduzent († 1964)
- 04. Juni: Jan Zdeněk Bartoš, tschechischer Komponist († 1981)
- 04. Juni: Geli Raubal, Nichte Adolf Hitlers († 1931)
- 04. Juni: Texas Ruby, US-amerikanische Country-Musikerin († 1963)
- 05. Juni: Franco Rol, italienischer Automobilrennfahrer († 1977)
- 06. Juni: Giovanni Bracco, italienischer Automobilrennfahrer († 1968)
- 06. Juni: Rudolf Gramlich, deutscher Fußballspieler († 1988)
- 06. Juni: Norbert Schlesinger, österreichischer Architekt († 1980)
- 07. Juni: Leo Fritz Gruber, Photokina-Gründer und Fotosammler († 2005)
- 07. Juni: Walter Kreck, deutscher Theologe († 2002)
- 08. Juni: Inah Canabarro Lucas, brasilianische Nonne und Supercentenarian († 2025)
- 08. Juni: Margherita Carosio, italienische Opernsängerin († 2005)

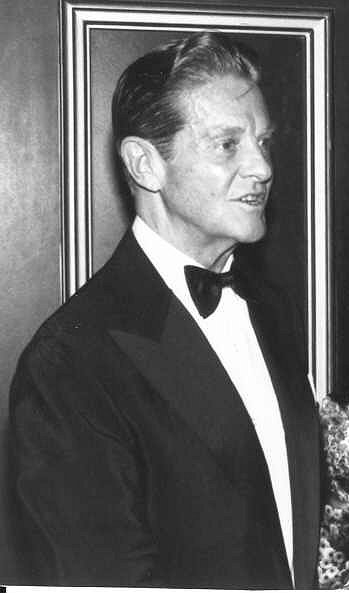
Robert Cummings

- 09. Juni: Robert Cummings, US-amerikanischer Filmschauspieler († 1990)
- 10. Juni: Karl Gußner, deutscher Fußballspieler († 1985)
- 11. Juni: Law Adam, niederländischer Fußballspieler († 1941)
- 11. Juni: Rolf Agop, deutscher Dirigent und Hochschullehrer († 1998)
- 11. Juni: Karl Hein, deutscher Leichtathlet († 1982)
- 11. Juni: Francisco Marto, portugiesischer Seliger, Zeuge einer Marienerscheinung († 1919)
- 12. Juni: Otto Skorzeny, österreichischer Offizier der Waffen-SS († 1975)
- 13. Juni: L. B. Abbott, US-amerikanischer Kameramann und Spezialeffektkünstler († 1985)
- 13. Juni: Nino Pirrotta, italienischer Musikwissenschaftler und -pädagoge († 1998)
- 15. Juni: Vera Atkins, britischer Nachrichtendienstoffizier († 2000)
- 15. Juni: Maria Carbone, italienische Opernsängerin und Gesangspädagogin († 2002)
- 16. Juni: George M. McCune, entwickelte die McCune-Reischauer-Umschrift († 1948)
- 16. Juni: Hans Jakob, deutscher Fußballspieler († 1994)
- 16. Juni: Sarit Dhanarajata, Premierminister von Thailand († 1963)
- 16. Juni: Johannes Härtel, deutscher Generalmajor des Heeres der Bundeswehr († 1969)
- 18. Juni: Maria Helena Vieira da Silva, portugiesisch-französische Malerin und Grafikerin († 1992)
- 18. Juni: Nedra Volz, US-amerikanische Schauspielerin († 2003)
- 19. Juni: Quentin N. Burdick, US-amerikanischer Politiker († 1992)
- 19. Juni: Karl Hohmann, deutscher Fußballspieler († 1974)
- 19. Juni: Alfred Gleisner, deutscher Politiker († 1991)
- 19. Juni: Ottmar Kohler, deutscher Arzt und Romanfigur († 1979)
- 19. Juni: Hippolyt Poschinger von Frauenau, bayerischer Unternehmer, Forstwirt und Politiker († 1990)
- 20. Juni: Erik Asklund, schwedischer Schriftsteller und Drehbuchautor († 1980)
- 21. Juni: René Bianco, französischer Opernsänger (Bariton) († 2008)
- 22. Juni: Beaumont Newhall, US-amerikanischer Autor, Fotohistoriker und Kurator († 1993)
- 23. Juni: Jammal-ud-Din Affendi, afghanischer Hockeyspieler
- 24. Juni: Hugo Distler, deutscher Komponist und evangelischer Kirchenmusiker († 1942)
- 25. Juni: Friedrich Kempf, deutscher Jesuit und Kirchenhistoriker († 2002)
- 25. Juni: Fritz Huth, deutscher Hornist († 1980)
- 25. Juni: Willard Van Orman Quine, US-amerikanischer Philosoph († 2000)

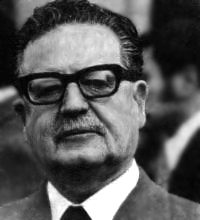
Salvador Allende

- 26. Juni: Salvador Allende, chilenischer Arzt und Politiker, Präsident von Chile 1970 bis 1973 († 1973)
- 26. Juni: William F. Knowland, US-amerikanischer Politiker († 1974)
- 26. Juni: Fritz Kaßmann, deutscher Politiker († 1991)
- 27. Juni: Kurt Mattick, deutscher Politiker († 1986)
- 27. Juni: Gene Venzke, US-amerikanischer Mittelstreckenläufer († 1992)
- 28. Juni: Cornelis Dusseldorp, niederländischer Ruderer († 1990)
- 28. Juni: Heinz Moog, deutscher Schauspieler († 1989)
- 29. Juni: Leroy Anderson, US-amerikanischer Komponist († 1975)
- 29. Juni: Fritz Feierabend, Schweizer Bobsportler († 1978)
- 29. Juni: Anna Sten, russisch-amerikanische Schauspielerin der späten Stummfilm- und frühen Tonfilmzeit († 1993)
- 30. Juni: Charles Camproux, französischer Romanist und Okzitanist († 1994)
- 30. Juni: Winston Graham, britischer Schriftsteller († 2003)
- 30. Juni: Eunice Norton, US-amerikanische Pianistin († 2005)

### Juli
- 01. Juli: Peter Anders, deutscher Opernsänger († 1954)
- 02. Juli: Samuel Hersenhoren, kanadischer Geiger und Dirigent († 1982)
- 02. Juli: Thurgood Marshall, Bürgerrechtler, Mitglied des Obersten Gerichtshofs der USA († 1993)
- 03. Juli: M. F. K. Fisher, US-amerikanische Essayistin († 1991)
- 03. Juli: Robert B. Meyner, US-amerikanischer Politiker († 1990)
- 03. Juli: Thomas Narcejac, französischer Krimi-Schriftsteller († 1998)
- 04. Juli: Aurelio Peccei, italienischer Industrieller sowie Mitbegründer des Club of Rome († 1984)
- 07. Juli: Evert Willem Beth, niederländischer Logiker († 1964)
- 07. Juli: Revilo P. Oliver, US-amerikanischer Altphilologe und Publizist († 1994)
- 07. Juli: Edgar Weil, deutscher Germanist, Dramaturg und Kaufmann († 1941)
- 07. Juli: Bernhard Wensch, deutscher römisch-katholischer Priester und Gegner des Nationalsozialismus († 1942)
- 08. Juli: Franz-Josef Binder, österreichischer Motorradrennfahrer und Entwicklungsingenieur († 1960)
- 08. Juli: Kaii Higashiyama, japanischer Landschaftsmaler († 1999)
- 08. Juli: Louis Jordan, US-amerikanischer Saxophonist († 1975)
- 08. Juli: Jonny Rieger, deutscher Schriftsteller († 1985)

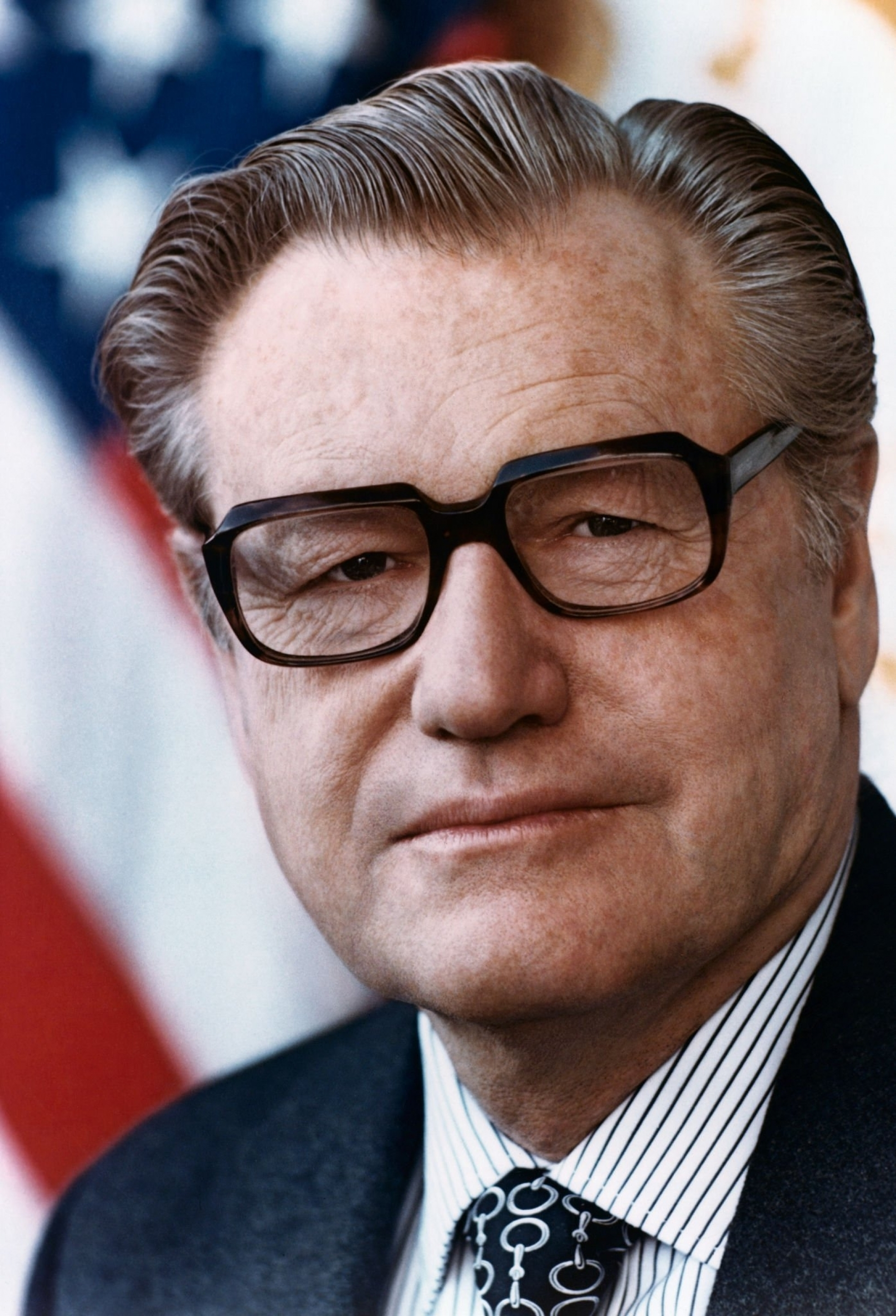
Nelson Rockefeller

- 08. Juli: Nelson Rockefeller, US-amerikanischer Politiker, Vizepräsident der USA († 1979)
- 09. Juli: Takashi Asahina, japanischer Dirigent († 2001)
- 09. Juli: Horst Nitschmann, deutscher Brigadegeneral, Unterabteilungsleiter im Bundesnachrichtendienst († 1976)
- 09. Juli: Harald Reinl, österreichischer Filmregisseur und Drehbuchautor († 1986)
- 09. Juli: Minor White, US-amerikanischer Fotograf († 1976)
- 11. Juli: Fritz Steuri, Schweizer Bergführer und Skisportler († 1953)
- 13. Juli: Dorothy Round, englische Tennisspielerin († 1982)
- 14. Juli: Hermann Dietzfelbinger, deutscher evangelischer Pfarrer, Theologe und bayerischer Landesbischof († 1984)
- 15. Juli: Albert Volkmann, deutscher Schachproblemkomponist († 1985)
- 16. Juli: Gerd Achgelis, deutscher Kunstflieger († 1991)
- 16. Juli: Else Brems, dänische Sängerin und Musikpädagogin († 1995)
- 18. Juli: Edward V. Long, US-amerikanischer Politiker († 1972)
- 18. Juli: Charlotte Witthauer, deutsche Schauspielerin († 1980)
- 19. Juli: Aenne Michalsky, österreichische Opernsängerin (1986)
- 20. Juli: Gunnar de Frumerie, schwedischer Pianist und Komponist († 1987)
- 20. Juli: Walter Strzygowski, österreichischer Wirtschaftsgeograph († 1970)
- 21. Juli: William E. Jenner, US-amerikanischer Politiker († 1985)
- 21. Juli: Gerhard Sperling, deutscher Maler († 1975)
- 21. Juli: Ljerko Spiller, argentinischer Geiger, Dirigent und Musikpädagoge († 2008)
- 23. Juli: Elio Vittorini, italienischer Schriftsteller († 1966)
- 26. Juli: Heinz Auerswald, deutscher Jurist († 1970)
- 26. Juli: Børge Ralov, dänischer Balletttänzer und Choreograph († 1981)
- 26. Juli: Corrado Ursi, Erzbischof von Neapel und Kardinal der römisch-katholischen Kirche († 2003)
- 27. Juli: Willi Remer, deutscher Moderner Fünfkämpfer († 1947)
- 28. Juli: Taso Mathieson, britischer Automobilrennfahrer († 1991)
- 30. Juli: Heinrich Andergassen, österreichischer SS-Offizier († 1946)
- 30. Juli: Arno Assmann, deutscher Schauspieler, Regisseur und Intendant († 1979)
- 31. Juli: Franz Meyers, deutscher Politiker († 2002)

### August
- 01. August: Elsa Oehmigen, deutsche Straßenmusikerin († 1995)
- 02. August: René Graetz, deutscher Bildhauer und Grafiker († 1974)
- 03. August: Ernesto Geisel, brasilianischer Präsident († 1996)

Wilhelm Keilmann

- 04. August: Wilhelm Keilmann, deutscher Pianist, Kapellmeister und Komponist († 1989)
- 04. August: Inger Karén, erste Altistin an der Staatsoper Dresden († 1972)
- 05. August: Harold Holt, australischer Politiker und Premierminister († 1967)
- 05. August: Miriam Rothschild, britische Zoologin († 2005)
- 06. August: Helen Jacobs, US-amerikanische Tennisspielerin († 1997)
- 06. August: Necdet Mahfi Ayral, türkischer Schauspieler († 2004)
- 06. August: Rufino Jiao Santos, Erzbischof von Manila und Kardinal († 1973)
- 07. August: Robert Bernardis, österreichischer Widerstandskämpfer († 1944)
- 07. August: Rino Tami, Schweizer Architekt († 1994)
- 08. August: Lloyd Burdick, US-amerikanischer American-Football-Spieler († 1945)
- 08. August: Alfredo Núñez de Borbón, mexikanischer Geiger und Komponist († 1979)
- 08. August: Ford Rainey, US-amerikanischer Schauspieler († 2005)
- 09. August: Laurenz Börgel, deutscher Unternehmer, Kommunalpolitiker und Landrat († 1992)
- 09. August: Tommaso Landolfi, italienischer Schriftsteller († 1979)
- 09. August: Elli Schmidt, Vorsitzende des DFD in der DDR († 1980)
- 10. August: Friedrich Haug, Richter am Bundessozialgericht 1957 bis 1974 († 2004)
- 10. August: Lauri Lehtinen, finnischer Leichtathlet und Olympiasieger († 1973)
- 11. August: Ragnar Sunnqvist, schwedischer Motorradrennfahrer († 1954)
- 12. August: Nina Wladimirowna Makarowa, russische Komponistin († 1976)
- 13. August: Willi Beuster, deutscher Politiker und MdB († 1981)
- 15. August: Otto Kerner, US-amerikanischer Politiker († 1976)
- 16. August: Gustav Aduatz, österreichischer Architekt († 1991)
- 17. August: Kurt Hessenberg, deutscher Komponist und Musikpädagoge († 1994)
- 18. August: Víctor Cruz, kubanischer Sänger, Bassist und Komponist; Pionier kubanischer und lateinamerikanischer Musik in Deutschland († 1998)
- 18. August: Edgar Faure, französischer Politiker († 1988)
- 18. August: Heinrich Hellwege, deutscher Politiker († 1991)
- 19. August: Johannes Gohl, deutscher Offizier († 1982)
- 19. August: Warren P. Knowles, US-amerikanischer Politiker († 1993)
- 20. August: Guglielmo Carubbi, italienischer Ruderer († 1964)
- 20. August: Beattie Feathers, US-amerikanischer American-Football-Spieler und -Trainer († 1979)
- 20. August: Alfrēds Videnieks, lettischer bzw. sowjetischer Schauspieler († 2002)
- 21. August: Guillermo Arellano Moraga, chilenischer Fußballspieler († 1999)
- 22. August: Henri Cartier-Bresson, französischer Fotograf, Regisseur, Schauspieler († 2004)
- 22. August: Erwin Thiesies, deutscher Rugbyspieler und -trainer († 1993)
- 23. August: Arthur Adamov, französischer Schriftsteller und Dramatiker († 1970)
- 23. August: Heinrich Drerup, deutscher Archäologe († 1995)
- 23. August: Josef Bugala, österreichischer Fußballspieler († 1999)
- 25. August: Walburga Wegner, deutsche Opernsängerin († 1993)
- 26. August: Alexander Degtjar, sowjetischer Schauspieler († 1981)
- 26. August: Lambert Huys, deutscher Politiker († 1992)
- 26. August: Jacques-Paul Martin, französischer Kurienkardinal († 1992)
- 27. August: Donald Bradman, australischer Cricketspieler († 2001)
- 27. August: Carl Ernst Rahtgens, deutscher Offizier und Widerstandskämpfer († 1944)

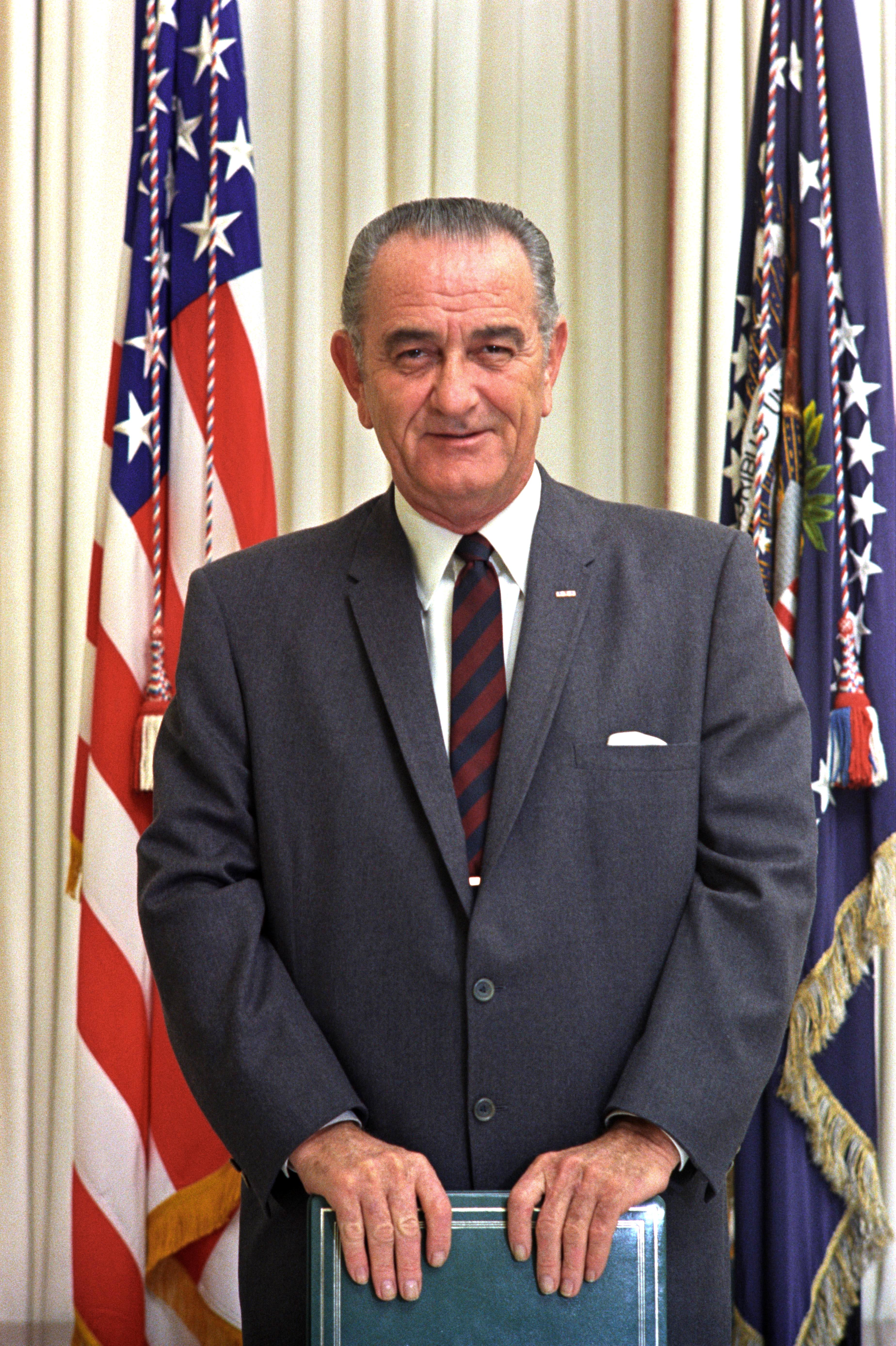
Lyndon Baines Johnson

- 27. August: Lyndon B. Johnson, US-amerikanischer Politiker, 36. Präsident der USA († 1973)
- 28. August: Robert Merle, französischer Schriftsteller und Romancier († 2004)
- 28. August: Wilhelm Urban, deutscher Politiker († 1973)
- 30. August: Sepp Ahrer, österreichischer Sozialdemokrat und Revolutionär († 1934)
- 30. August: Fred MacMurray, US-amerikanischer Schauspieler († 1991)
- 31. August: Conrad Baden, norwegischer Komponist und Organist († 1989)
- 31. August: William Saroyan, US-amerikanischer Schriftsteller († 1981)

### September
- 01. September: Wilhelm M. Busch, deutscher Illustrator († 1987)
- 01. September: Mongi Slim, tunesischer Politiker († 1969)
- 04. September: Edward Dmytryk, US-amerikanischer Filmregisseur († 1999)
- 04. September: Dita Parlo, deutsch-französische Filmschauspielerin († 1971)
- 04. September: Richard Wright, US-amerikanischer Schriftsteller († 1960)
- 05. September: Edoardo Amaldi, italienischer Physiker († 1989)
- 05. September: Luis Escobar Kirkpatrick, spanischer Schauspieler und Theaterleiter († 1991)
- 05. September: Henry Hammill Fowler, US-amerikanischer Politiker († 2000)
- 05. September: Arnaldo Momigliano, italienischer Historiker († 1987)
- 06. September: Sara Barkin, kanadische Sängerin und Pianistin († 2002)
- 06. September: Wladimir Kotelnikow, russischer Mathematiker († 2005)
- 06. September: Alfred Schieske, deutscher Schauspieler († 1970)
- 06. September: Fritz Spengler, deutscher Feldhandballspieler († 2003)
- 06. September: Max Danz, deutscher Sportfunktionär († 2000)
- 07. September: Paul Brown, US-amerikanischer American-Football-Trainer († 1991)
- 07. September: Hasan Balyuzi, persischer Bahai-Gelehrter († 1980)
- 07. September: Michael Ellis DeBakey, US-amerikanischer Herzchirurg († 2008)
- 08. September: Erwin Anders, deutscher Kameramann († 1972)
- 09. September: Cesare Pavese, italienischer Schriftsteller († 1950)
- 12. September: Werner Flume, deutscher Jurist († 2009)
- 13. September: Sicco Mansholt, niederländischer Landwirt und Politiker († 1995)
- 13. September: Madeleine Ozeray, belgisch-französische Schauspielerin († 1989)
- 13. September: Carlos Peucelle, argentinischer Fußballspieler und -trainer († 1990)
- 15. September: Gerd Gaiser, deutscher Schriftsteller († 1976)
- 16. September: Karl Pannos, österreichischer Turner († 1944)
- 16. September: Pedro Geoffroy Rivas, salvadorianischer Journalist, Lyriker, Anthropologe und Linguist († 1979)
- 16. September: Friedrich Torberg, österreichischer Schriftsteller und Journalist († 1979)
- 17. September: Franz Grothe, deutscher Komponist († 1982)
- 18. September: Wiktor Hambardsumjan, sowjetischer und armenischer Astrophysiker († 1996)
- 19. September: Mika Waltari, finnischer Schriftsteller († 1979)

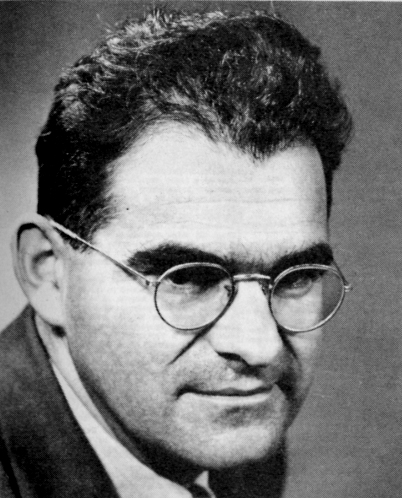
Victor Weisskopf

- 19. September: Victor Weisskopf, US-amerikanischer Physiker († 2002)
- 20. September: Ernest Manning, kanadischer Politiker († 1996)
- 20. September: Alexander Mitscherlich, deutscher Psychoanalytiker und Schriftsteller († 1982)
- 21. September: George Simpson, US-amerikanischer Leichtathlet und Olympiateilnehmer († 1961)
- 23. September: Franz Adler, US-amerikanischer Soziologe († 1983)
- 24. September: Egon Reinert, deutscher Politiker († 1959)
- 24. September: Erwin Simon, deutscher Schwimmer († 1959)
- 24. September: Johanna Slagter-Dingsdag, niederländische Widerstandskämpferin († 1945)
- 25. September: Jacqueline Audry, französische Filmregisseurin († 1977)
- 26. September: Emil Maier-Dorn, deutscher Schriftsteller († 1986)
- 27. September: Dietrich Keuning, deutscher Politiker († 1980)
- 27. September: Thomas A. Wofford, US-amerikanischer Politiker († 1978)
- 28. September: Marin Goleminow, bulgarischer Komponist († 2000)
- 29. September: Robert Margulies, deutscher Politiker († 1974)
- 29. September: Eddie Tolan, US-amerikanischer Sprinter und Olympiasieger († 1967)
- 30. September: Ludwig Lallinger, deutscher Politiker († 1992)
- 30. September: David Oistrach, russischer Geiger († 1974)
- 30. September: Edzard Schaper, deutscher Schriftsteller und Übersetzer († 1984)
- 30. September: Wolfgang von Zeynek, deutscher Jurist († 1995)

### Oktober

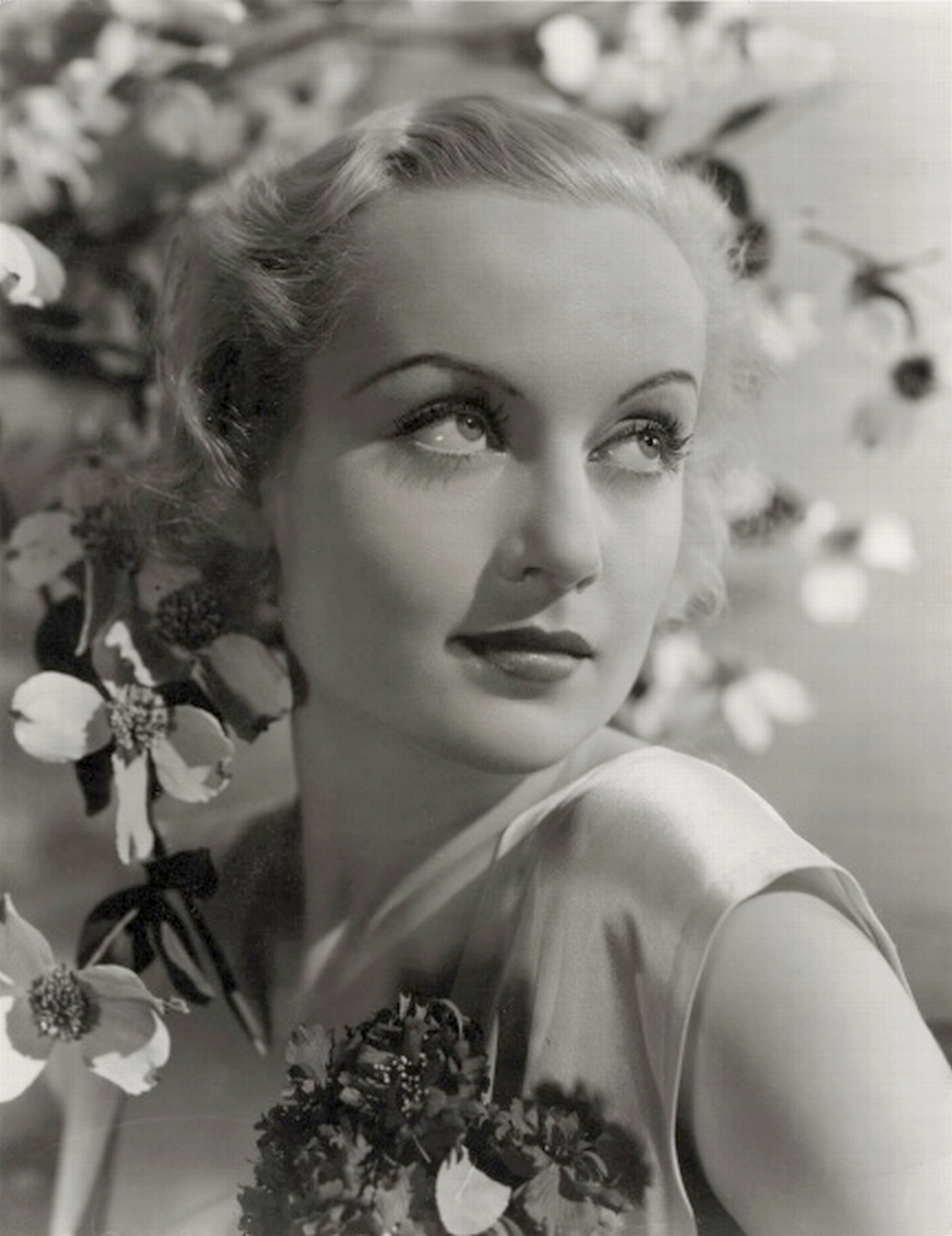
Carole Lombard

- 01. Oktober: Giuseppe Casoria, Kardinal der römisch-katholischen Kirche († 2001)
- 01. Oktober: Herman D. Koppel, dänischer Pianist und Komponist († 1998)
- 03. Oktober: Ery Bos, deutsch-niederländische Schauspielerin († 2005)
- 03. Oktober: Ferdinand Strobel, Schweizer Jesuit und Kirchenhistoriker († 1999)
- 04. Oktober: Georges Monneret, französischer Motorrad- und Automobilrennfahrer († 1983)
- 05. Oktober: Paul-Émile Corbeil, kanadischer Sänger und Gesangspädagoge, Rundfunkproduzent und Schauspieler († 1965)
- 05. Oktober: Joshua Logan, US-amerikanischer Film- und Theaterregisseur († 1988)
- 06. Oktober: François Brassard, kanadischer Musikethnologe und Organist († 1976)
- 06. Oktober: Carole Lombard, US-amerikanische Schauspielerin († 1942)

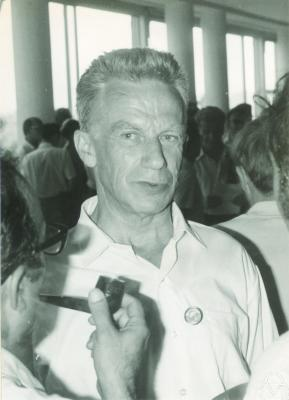
Sergei Lwowitsch Sobolew

- 06. Oktober: Sergei Lwowitsch Sobolew, russischer Mathematiker († 1989)
- 08. Oktober: Paul Yoder, US-amerikanischer Komponist und Professor († 1990)
- 08. Oktober: Wjatscheslaw Ragosin, sowjetischer Schachspieler († 1962)
- 09. Oktober: James Folsom senior, US-amerikanischer Politiker († 1987)
- 09. Oktober: Werner von Haeften, deutscher Jurist, Offizier und Widerstandskämpfer († 1944)
- 10. Oktober: Fidel Ortíz, mexikanischer Boxer († 1975)
- 10. Oktober: Edmund Stadler, deutscher Mittelstreckenläufer († 1979)
- 12. Oktober: Gösta Knutsson, schwedischer Kinderbuchautor und Radioproduzent († 1973)
- 12. Oktober: Heinrich Wilper, deutscher Politiker und MdB († 1967)
- 13. Oktober: Enrique de Marchena y Dujarric, dominikanischer Komponist und Diplomat († 1988)
- 13. Oktober: Fritz Schröder-Jahn, deutscher Schauspieler und Hörspielregisseur († 1980)
- 15. Oktober: Osborne Anderson, US-amerikanischer Eishockeyspieler († 1989)
- 15. Oktober: John Kenneth Galbraith, Ökonom, Sozialkritiker, Präsidentenberater, Romancier und Diplomat († 2006)
- 16. Oktober: Robert Ardrey, US-amerikanischer Dramatiker, Drehbuchautor und Anthropologe († 1980)
- 16. Oktober: Enver Hoxha, albanischer Politiker († 1985)
- 16. Oktober: Zbigniew Turski, polnischer Komponist und Dirigent († 1979)
- 17. Oktober: Yang Jingnian, chinesischer Wirtschaftswissenschaftler († 2016)
- 17. Oktober: Walter Bäumer, deutscher Motorrad- und Automobilrennfahrer († 1941)
- 19. Oktober: Geirr Tveitt, norwegischer Komponist und Pianist († 1981)
- 20. Oktober: Stuart Hamblen, US-amerikanischer Country-Musiker († 1989)
- 21. Oktober: Howard Ferguson, irischer Komponist († 1999)
- 22. Oktober: Zygmund Przemyslaw Rondomanski, US-amerikanischer Komponist († 2000)

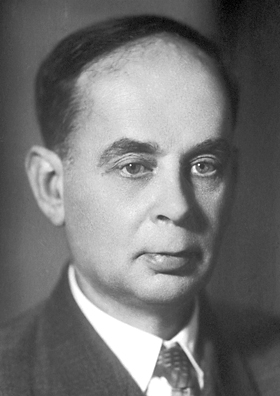
Ilja Frank

- 23. Oktober: Ilja Michailowitsch Frank, russischer Physiker, 1958 Nobelpreis für Physik († 1990)
- 26. Oktober:  Richard Häussler, deutscher Schauspieler und Regisseur († 1964)
- 27. Oktober: Hermann Glüsing, deutscher Landwirt und Politiker († 1981)
- 27. Oktober: Lee Krasner, US-amerikanische Malerin († 1984)
- 28. Oktober: Arturo Frondizi Ercoli, argentinischer Politiker und Präsident († 1995)
- 30. Oktober: Rudolf Werner Ackermann, deutscher Maler († 1982)
- 30. Oktober: Franco Margola, italienischer Komponist und Musikpädagoge († 1992)
- 30. Oktober: Patsy Montana, US-amerikanische Countrysängerin († 1996)
- 30. Oktober: Orlando Spreng, Schweizer Postbeamter und Schriftsteller († 1950)
- 31. Oktober: Muriel Duckworth, kanadische Pazifistin († 2009)

### November
- 01. November: Pawoł Nedo, sorbischer Pädagoge und Ethnologe, Domowina-Vorsitzender († 1984)
- 02. November: Bunny Berigan, US-amerikanischer Jazztrompeter († 1942)
- 03. November: Bronko Nagurski, kanadischer American-Football-Spieler († 1990)
- 04. November: Józef Rotblat, polnischer Physiker († 2005)
- 06. November: E. T. Klassen, US-amerikanischer Geschäftsmann († 1990)
- 06. November: Tadeusz Wilczak, polnischer Dirigent († 1956)
- 07. November: Marijac, französischer Comiczeichner († 1994)
- 08. November: Günther Anders, deutscher Kameramann († 1977)
- 08. November: Martha Gellhorn, US-amerikanische Schriftstellerin und Berichterstatterin († 1998)
- 08. November: Heinz Klevenow, deutscher Schauspieler († 1975)
- 08. November: Eberhard Ernst Reinhardt, Schweizer Jurist und Bankmanager († 1977)
- 10. November: Paul Cohen, Produzent und Manager der Country-Musik († 1970)
- 11. November: Serafín Aedo, spanischer Fußballspieler († 1988)
- 11. November: Karl Bosl, deutscher Historiker († 1993)
- 11. November: Martin Held, deutscher Schauspieler († 1992)
- 11. November:Josefine Ollmann, deutsche Altersrekordlerin († 2022)
- 12. November: Hans Werner Richter, deutscher Schriftsteller († 1993)

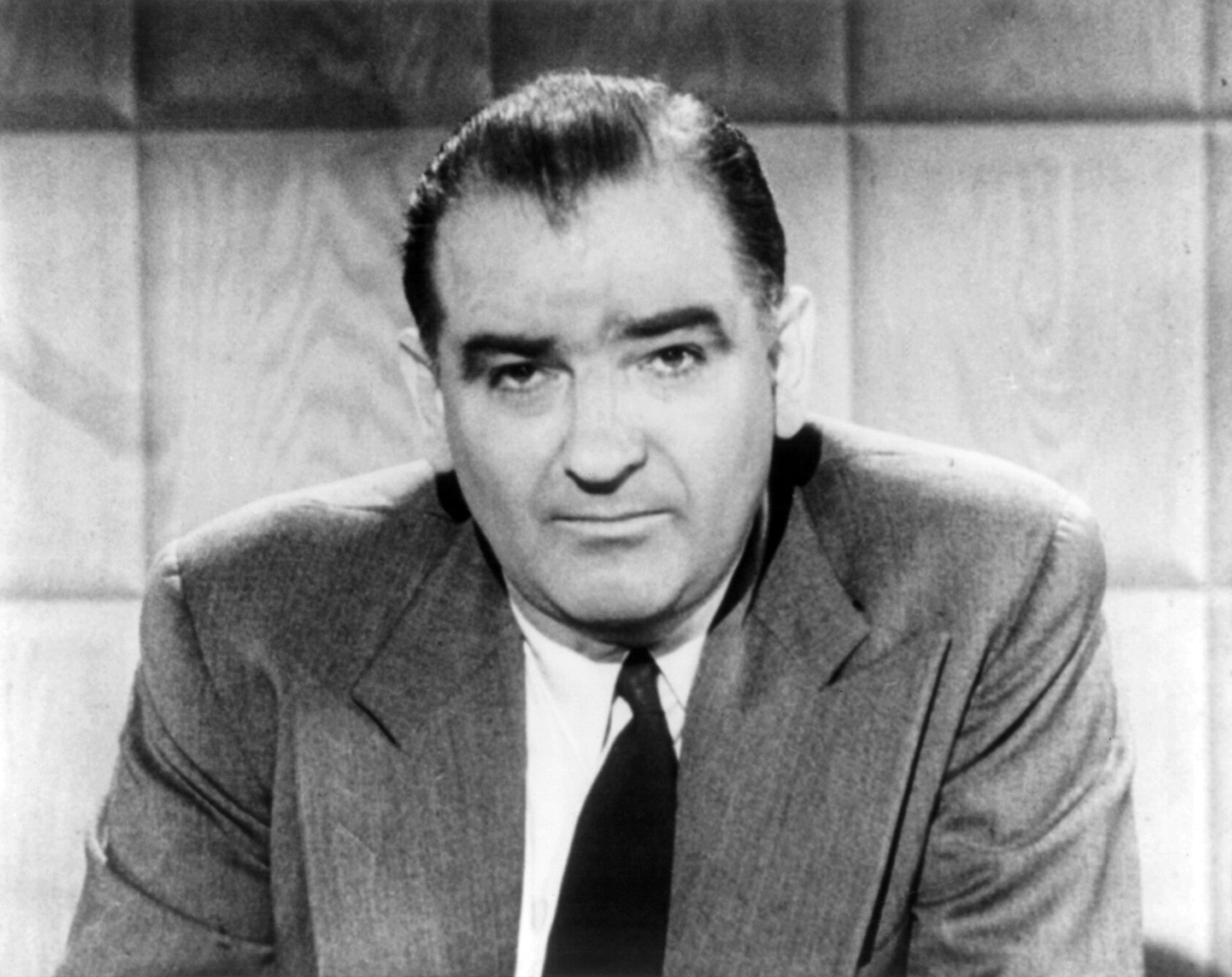
Joseph McCarthy

- 14. November: Joseph McCarthy, US-amerikanischer Politiker († 1957)
- 14. November: Karl Schmedes, deutscher Boxer († 1981)
- 14. November: Wolfgang Yourgrau, US-amerikanischer Sozialpsychologe, Physiker und Journalist († 1979)
- 15. November: Carlo Abarth, österreichischer Automobilrennfahrer und Tuner († 1979)
- 15. November: Rafael von Uslar, Professor für Ur- und Frühgeschichte in Mainz († 2003)
- 16. November: Nicolás Lindley López, Chef einer peruanischen Militärjunta im Jahre 1963 († 1995)
- 17. November: Manuela Ballester, spanische Künstlerin und Kommunistin († 1994)
- 17. November: Pietro Sernagiotto, brasilianisch-italienischer Fußballspieler († 1965)
- 18. November: Hubert Ausböck, deutscher Boxer († 1989)
- 18. November: Imogene Coca, US-amerikanische Comedy-Schauspielerin († 2001)
- 19. November: Jean-Yves Daniel-Lesur, französischer Organist und Komponist († 2002)
- 19. November: Heidi Oetinger, deutsche Verlegerin († 2009)
- 21. November: Walter Dreizner, deutscher Fotograf († 1996)
- 21. November: Salo Flohr, tschechoslowakisch-sowjetischer Schachmeister († 1983)
- 21. November: Francisco Simó Damirón, dominikanischer Pianist und Komponist († 1992)
- 22. November: Nathan Ward Ackerman, US-amerikanischer Psychiater, Psychoanalytiker und Hochschullehrer († 1971)
- 24. November: Aleksander Ford, polnischer Filmregisseur († 1980)
- 24. November: Harry Kemelman, US-amerikanischer Krimi-Schriftsteller († 1996)
- 26. November: Jimmy Davidson, kanadischer Bandleader, Jazzkornettist und -sänger († 1978)
- 28. November: Erich von Holst, deutscher Biologe und Verhaltensforscher († 1962)
- 28. November: Claude Lévi-Strauss, französischer Ethnologe und Anthropologe († 2009)
- 28. November: Kamma Svensson, dänische Malerin, Grafikerin und Illustratorin († 1988)
- 29. November: Paul Kühmstedt, deutscher Komponist und Dirigent († 1996)
- 30. November: Arie Aroch, israelischer Maler und Diplomat († 1974)

### Dezember
- 02. Dezember: Roland Hampe, deutscher Archäologe und Übersetzer († 1981)
- 03. Dezember: Herbert Haag, deutscher Organist und Kirchenmusiker († 1977)
- 03. Dezember: Walter Nehb, deutscher Sprinter († 1966)
- 04. Dezember: Alfred Day Hershey, US-amerikanischer Biologe († 1997)

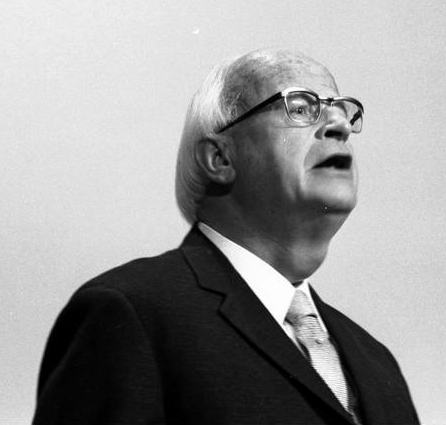
Helmut Thielicke

- 04. Dezember: Helmut Thielicke, deutscher Theologe († 1986)
- 04. Dezember: Thaddeus Mann, ukrainischer Biochemiker († 1993)
- 05. Dezember: Heinz-Eberhardt Andres, deutscher Politiker († 1977)
- 05. Dezember: Hermann A. Eplée, deutscher Politiker († 1973)
- 05. Dezember: Walter Rieger, deutscher Jurist und Politiker († 1989)
- 06. Dezember: Nicholas Goldschmidt, kanadischer Dirigent, Musikpädagoge, Pianist und Sänger († 2004)
- 06. Dezember: Pierre Graber, Schweizer Politiker († 2003)
- 06. Dezember: Babyface Nelson, US-amerikanischer Gangster und Bankräuber († 1934)
- 07. Dezember: John Doeg, US-amerikanischer Tennisspieler († 1978)
- 07. Dezember: Slim Bryant, US-amerikanischer Country-Musiker († 2010)
- 08. Dezember: Ursula Grabley, deutsche Schauspielerin († 1977)
- 08. Dezember: Volkmar Herntrich, evangelischer Landesbischof († 1958)
- 08. Dezember: Max Rouquette, französischer Schriftsteller okzitanischer Sprache († 2005)
- 08. Dezember: John Volpe, US-amerikanischer Politiker († 1994)
- 09. Dezember: Sigmund Haringer, deutscher Fußballspieler († 1975)
- 09. Dezember: Karl-Maria Schley, deutscher Schauspieler und Hörspielsprecher († 1980)
- 10. Dezember: Marino 'Mario' Evaristo, argentinischer Fußballer († 1993)
- 10. Dezember: Olivier Messiaen, französischer Komponist und Organist († 1992)
- 11. Dezember: Charles Duruy, französischer Automobilrennfahrer († 1977)
- 11. Dezember: Carlos Arias Navarro, spanischer Politiker († 1989)
- 11. Dezember: Elliott Carter, US-amerikanischer Komponist († 2012)
- 11. Dezember: Amon Göth, KZ-Aufseher († 1946)
- 11. Dezember: Manoel de Oliveira, portugiesischer Filmregisseur († 2015)
- 13. Dezember: Van Heflin, US-amerikanischer Schauspieler († 1971)
- 13. Dezember: Kurt Heyns, deutscher Chemiker († 2005)
- 14. Dezember: Friedrich Joloff, deutscher Schauspieler († 1988)
- 14. Dezember: Laurence Naismith, britischer Schauspieler († 1992)
- 15. Dezember: Karl Ackermann, deutscher Journalist und Verleger († 1996)
- 15. Dezember: Walter Glöckler, deutscher Automobil- und Motorradrennfahrer sowie Automobilkonstrukteur († 1988)
- 16. Dezember: Sonja Graf, deutsche Schachspielerin († 1965)
- 16. Dezember: Hans Schaffner, Schweizer Politiker († 2004)
- 17. Dezember: Willard Frank Libby, US-amerikanischer Chemiker († 1980)
- 18. Dezember: Hans Scheele, deutscher Leichtathlet († 1941)

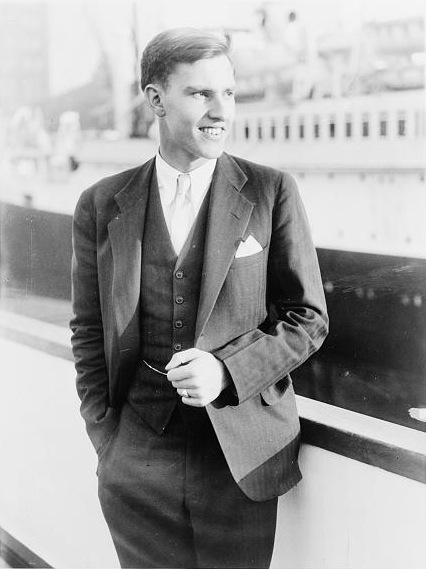
Paul Siple

- 18. Dezember: Paul Siple, US-amerikanischer Polarforscher (Antarktis) († 1968)
- 19. Dezember: Gisèle Freund, deutsch-französische Fotografin und Fotohistorikerin († 2000)
- 20. Dezember: Herbert A. Frenzel, deutscher Skandinavist, Journalist, Übersetzer und Theaterwissenschaftler († 1995)
- 20. Dezember: Klaus Katterbach, deutscher Physiker († 1971)
- 22. Dezember: Max Bill, Schweizer Architekt, Künstler und Designer († 1994)
- 22. Dezember: Giacomo Manzù, italienischer Bildhauer, Grafiker und Zeichner († 1991)
- 22. Dezember: Paula Mollenhauer, deutsche Leichtathletin († 1988)
- 23. Dezember: Hermann Mathias Görgen, deutscher Politiker und MdB († 1994)
- 23. Dezember: Yousuf Karsh, kanadischer Fotograf armenischer Herkunft († 2002)
- 25. Dezember: Quentin Crisp, britischer Exzentriker, Autor und Entertainer († 1999)
- 27. Dezember: Karl Berg, österreichischer Erzbischof († 1997)
- 28. Dezember: Lew Ayres, US-amerikanischer Schauspieler († 1996)
- 28. Dezember: Leona Rostenberg, US-amerikanische Buchantiquarin und Historikerin († 2005)
- 29. Dezember: Helmut Gollwitzer, evangelischer Theologe und Schriftsteller († 1993)
- 30. Dezember: Herbert Küchler, deutscher Problemkomponist († 1964)
- 31. Dezember: Herbert Dill, deutscher Leichtathlet und Olympiateilnehmer († 1942)
- 31. Dezember: Simon Wiesenthal, österreichischer Leiter des jüdischen Dokumentationszentrums Wien († 2005)

### Genaues Geburtsdatum unbekannt
- Mahmud Afschartus, persischer General und Polizeichef von Teheran († 1953)
- Herbert Anker, deutscher Architekt († 1987)
- Harry Fuchs, US-amerikanischer Cellist († 1986)
- Ernst Gotthardt, deutscher Geodät, Photogrammeter und Universitätsprofessor († 1976)
- Percy Hunt, britischer Motorradrennfahrer († unbekannt)
- Jan Kucharski, polnischer Organist und Musikpädagoge († 2002)
- Antonio Romera, chilenischer Kunstwissenschaftler und -kritiker, Zeichner und Karikaturist († 1975)

## Gestorben

### Erstes Quartal

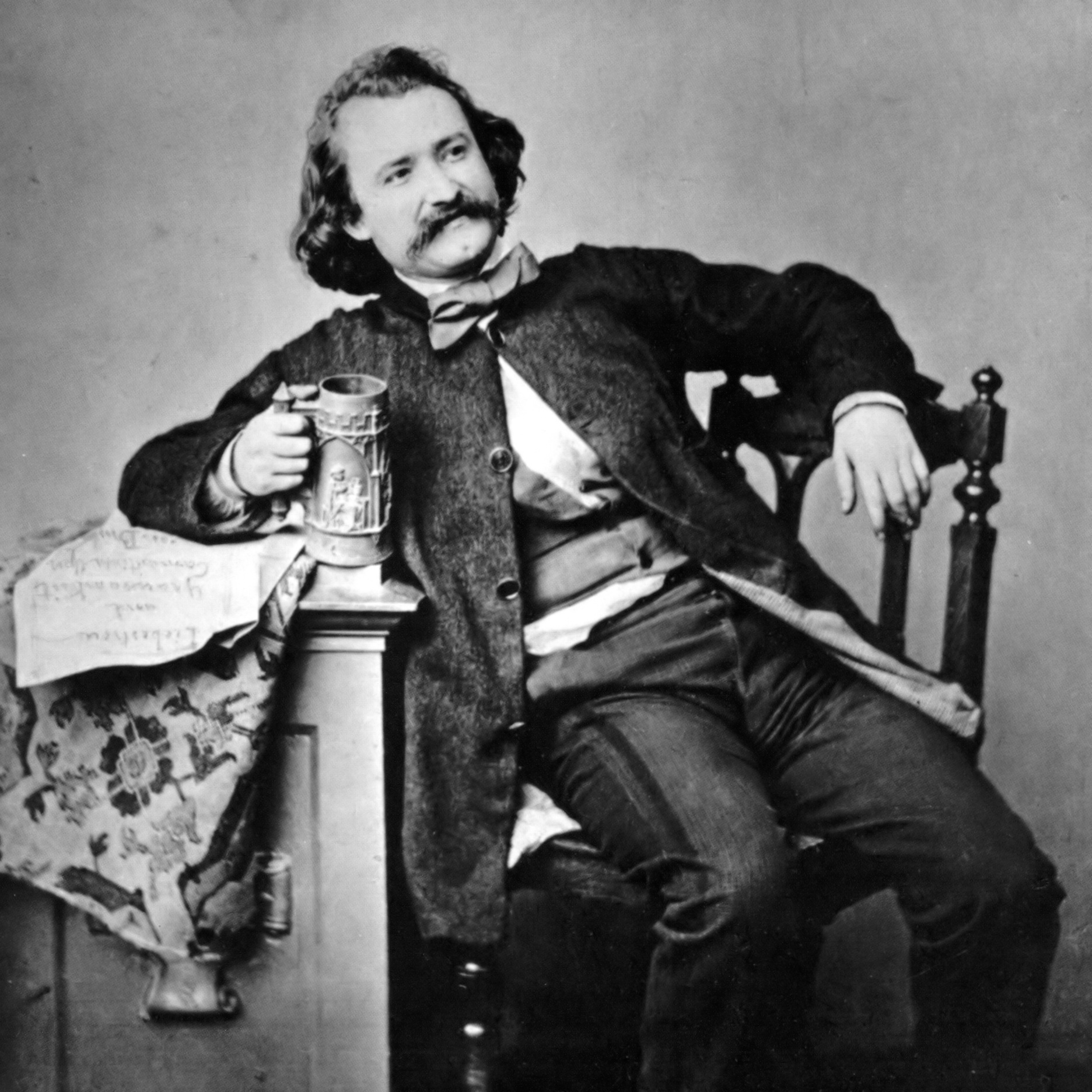
Wilhelm Busch

- 01. Januar: Elisabeth Hetzel, Schweizer Schriftstellerin in Mundart (* 1835)
- 09. Januar: Wilhelm Busch, deutscher Dichter, Maler und Zeichner (* 1832)
- 09. Januar: Abraham Goldfaden, ukrainisch-jiddischer Schriftsteller (* 1840)
- 13. Januar: Hashimoto Gahō, japanischer Maler (* 1835)
- 13. Januar: George Anthony Walkem, kanadischer Politiker (* 1834)
- 14. Januar: Holger Drachmann, dänischer Dichter (* 1846)
- 18. Januar: Charles H. Sawyer, US-amerikanischer Politiker (* 1840)
- 19. Januar: Arthur Chenevière, Schweizer Bankier und Politiker (* 1822)
- 19. Januar: Charles Emory Smith, US-amerikanischer Politiker (* 1842)
- 25. Januar: Michail Tschigorin, russischer Schachmeister (* 1850)
- 28. Januar: Josef Freinademetz, Katholischer Ordensmann, Chinamissionar, Heiliger (* 1852)
- 01. Februar: Milovan Glišić, serbischer Schriftsteller und Übersetzer (* 1847)
- 01. Februar: Rafael Guastavino, spanischer Architekt und Baumeister (* 1842)
- 01. Februar: Karl I., König von Portugal (* 1863)
- 02. Februar: Louis Brisson, französischer Priester, Gründer der Oblatinnen und Oblaten des hl. Franz v. Sales (* 1817)
- 04. Februar: Herrmann Bachstein, deutscher Eisenbahnpionier (* 1834)
- 06. Februar: Justus Köberle, deutscher evangelischer Theologe und Hochschullehrer (* 1871)
- 07. Februar: Ernst I., Herzog von Sachsen-Altenburg (* 1826)
- 10. Februar: George A. Jenks, US-amerikanischer Jurist und Politiker (* 1836)
- 11. Februar: Jo Abbott, US-amerikanischer Politiker (* 1840)
- 11. Februar: Elard Hugo Meyer, deutscher Indogermanist (* 1837)
- 19. Februar: Hermann Laurent, französischer Mathematiker (* 1841)
- 20. Februar: Simo Matavulj, serbischer Schriftsteller (* 1852)
- 20. Februar: Ludwig Schwabe, deutscher Altphilologe und Archäologe (* 1835)
- 23. Februar: Friedrich von Esmarch, deutscher Arzt (* 1823)
- 23. Februar: Samuel Plattner, Schweizer Jurist, Journalist und Bühnenautor (* 1838)
- 25. Februar: Marco Aurelio Soto, Präsident von Honduras (* 1846)
- 26. Februar: August Ritter, Professor für Mechanik und Astrophysiker (* 1826)
- 27. Februar: Ernst Hottenroth, deutscher Bildhauer (* 1872)
- 27. Februar: Adolf Kirchhoff, deutscher Altphilologe und Altertumsforscher (* 1826)
- 28. Februar: Pat Garrett, US-amerikanischer Sheriff von Lincoln County (* 1850)
- 03. März: Jakob Geis, bayerischer Volkssänger (* 1840)
- 04. März: Redfield Proctor, US-amerikanischer Politiker (* 1831)
- 05. März: Hans Glauning, deutscher Offizier (* 1868)
- 07. März: Bernhard Howaldt, deutscher Unternehmer und Ingenieur (* 1850)
- 11. März: Josef Hlávka, tschechischer Baumeister, Architekt und Mäzen (* 1831)
- 11. März: Edmondo De Amicis, italienischer Schriftsteller (* 1846)
- 13. März: Raoul Arnauld de la Perière, deutscher Schauspieler (* 1874)
- 16. März: Jean Jacques David, Schweizer Afrikaforscher und Bergbauingenieur (* 1871)
- 16. März: Friedrich von Erckert, deutscher Kolonialoffizier (* 1869)
- 17. März: William Pinkney Whyte, US-amerikanischer Politiker (* 1824)
- 18. März: Julius Scharlach, deutscher Jurist und Unternehmer (* 1842)
- 19. März: Eduard Zeller, deutscher Philosoph (* 1814)
- 22. März: William James Bryan, US-amerikanischer Jurist und Politiker (* 1876)
- 23. März: Luis Felipe Arias, guatemaltekischer Pianist und Komponist (* 1876)
- 30. März: Rudolph Reichmann, deutsch-amerikanischer Zeitungsverleger (* 1821)

### Zweites Quartal
- 11. April: Hermann Baumann, württembergischer Maler und Lithograf (* 1834)
- 11. April: Henry Edward Bird, englischer Schachspieler (* 1829)
- 13. April: Emil Gött, deutscher Schriftsteller (* 1864)
- 14. April: Konrad Furrer, Schweizer evangelischer Geistlicher und Palästinaforscher (* 1838)
- 15. April: Antoine Béchamp, französischer Mediziner, Biologe und Pharmakologe (* 1816)
- 19. April: Simon B. Conover, US-amerikanischer Politiker (* 1840)
- 22. April: Henry Campbell-Bannerman, britischer Politiker und Regierungschef (* 1836)

Poul la Cour

- 24. April: Poul la Cour, dänischer Meteorologe, Windenergieanlagenpionier (* 1846)
- 25. April: Johnson N. Camden, US-amerikanischer Politiker (* 1828)
- 26. April: Karl August Möbius, Zoologe und Ökologe (* 1825)
- 28. April: Joseph Bittner, deutscher Orgelbauer (* 1822)
- 03. Mai: Franz Bücheler, deutscher Altphilologe (* 1837)
- 06. Mai: Albrecht Dieterich, deutscher Altphilologe (* 1866)
- 07. Mai: Ludovic Halévy, französischer Bühnenautor (* 1834)
- 12. Mai: Arthur Koppel, deutscher Kaufmann und Maschinenbau-Unternehmer (* 1851)
- 12. Mai: Melesio Morales, mexikanischer Komponist (* 1838)
- 16. Mai: Johannes Marinus Simon Baljon, niederländischer reformierter Theologe (* 1861)
- 17. Mai: Carl Koldewey, deutscher Polarforscher (* 1837)
- 23. Mai: François Coppée, französischer Schriftsteller (* 1842)
- 26. Mai: Mirza Ghulam Ahmad, Gründer der Ahmadiyya (* 1835)
- 27. Mai: Carl Bruno Tröndlin, Politiker und Oberbürgermeister von Leipzig (* 1835)
- 28. Mai: Alfred Trappen, deutscher Maschinenbauingenieur (* 1828)
- 29. Mai: Alexander Wilhelm Gottschalg, thüringischer Kantor, Organist und Komponist (* 1827)
- 31. Mai: Anton Lux, österreichischer Artillerieleutnant und Afrikareisender (* 1847)
- 01. Juni: James Kimbrough Jones, US-amerikanischer Politiker (* 1839)
- 02. Juni: John DeWitt Clinton Atkins, US-amerikanischer Politiker (* 1825)
- 05. Juni: Luca Fumagalli, italienischer Pianist, Komponist und Musikpädagoge (* 1837)
- 11. Juni: John Vines Wright, US-amerikanischer Politiker (* 1828)
- 13. Juni: Antonio Aguilar y Correa, spanischer Politiker (* 1824)
- 13. Juni: Tom Wiggins, US-amerikanischer Musiker und Komponist (* 1849)
- 15. Juni: Vojtěch Hřímalý, tschechischer Komponist, Dirigent und Geiger (* 1842)
- 17. Juni: Ernesto Tornquist, argentinischer Industrieller (* 1842)
- 18. Juni: Charles Demôle, französischer Politiker (* 1828)
- 21. Juni: Nikolai Rimski-Korsakow, russischer Komponist, Dirigent und Musikpädagoge (* 1844)
- 23. Juni: Kunikida Doppo, japanischer Schriftsteller (* 1871)

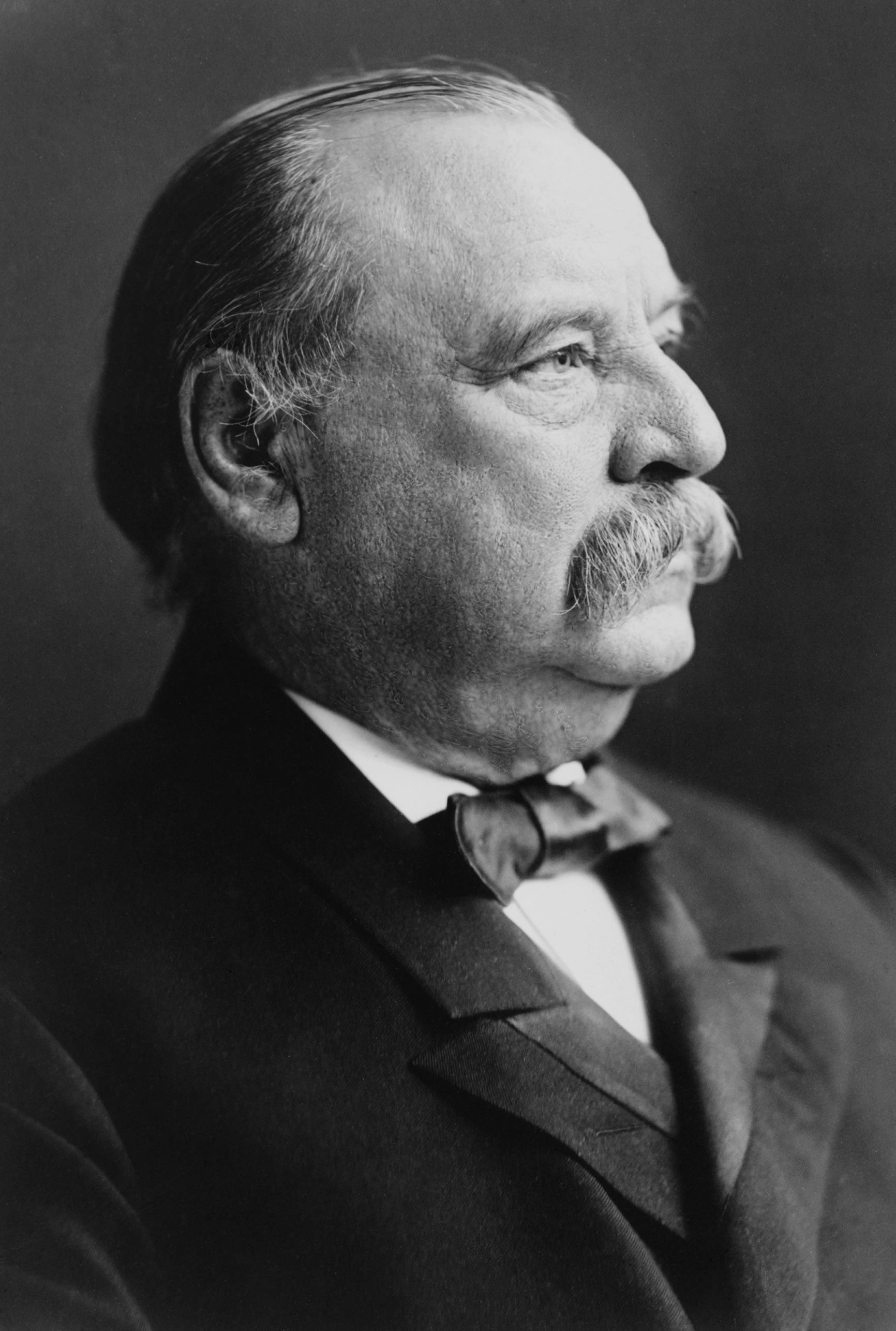
Grover Cleveland, 1903

- 24. Juni: Grover Cleveland, 22. und 24. Präsident der USA (* 1837)
- 28. Juni: Franz Treller, deutscher Schauspieler und Schriftsteller (* 1839)

### Drittes Quartal
- 02. Juli: Wilhelm Grube, deutscher Sinologe (* 1855)
- 03. Juli: Joel Chandler Harris, US-amerikanischer Journalist und Schriftsteller (* 1848)
- 05. Juli: Jonas Lie, norwegischer Erzähler und Dramatiker (* 1833)
- 06. Juli: Gregor Münst, deutscher Verwaltungsbeamter (* 1841)

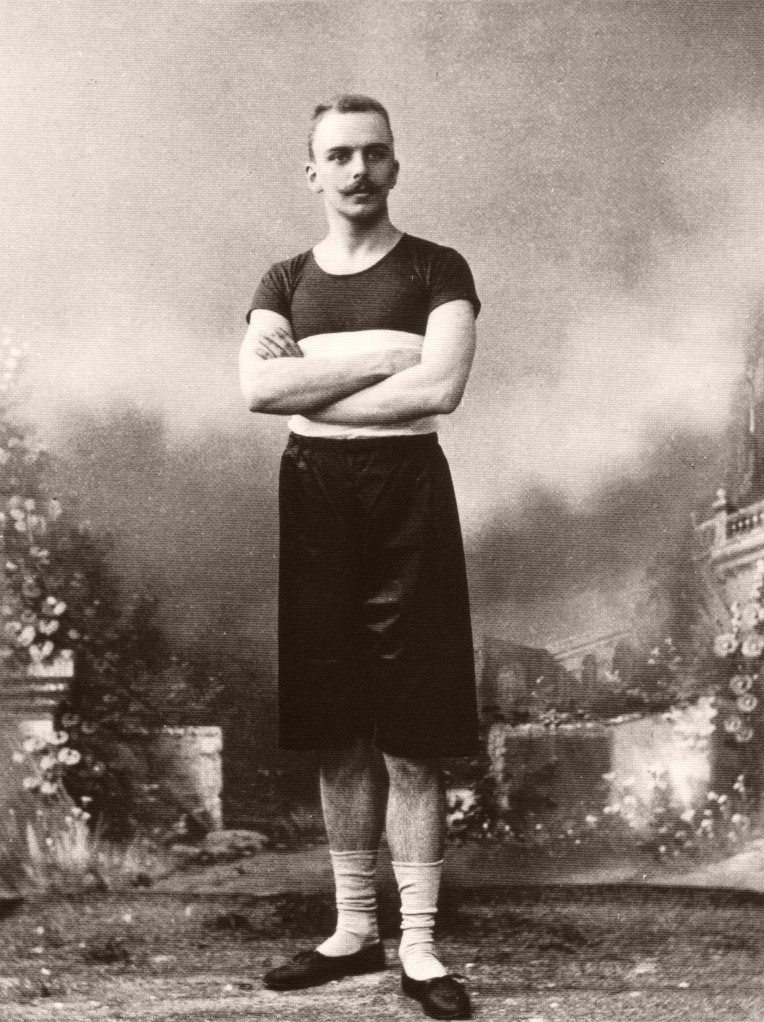
Friedrich Adolf Traun

- 11. Juli: Friedrich Adolf Traun, deutscher Sportler (* 1876)
- 14. Juli: William Mason, US-amerikanischer Komponist (* 1829)
- 18. Juli: Bertha von Brukenthal, österreichische Komponistin (* 1846)
- 18. Juli: Otto Pfleiderer, deutscher protestantischer Theologe (* 1839)
- 20. Juli: Dimitrios Vikelas, griechischer Sportfunktionär und erster Präsident des IOC (* 1835)
- 22. Juli: William Randal Cremer, britischer Politiker und Nobelpreisträger (* 1828)
- 23. Juli: Grete Beier, deutsche Mörderin (* 1885)
- 24. Juli: Walter Leistikow, Berliner Maler (* 1865)
- 27. Juli: Paul Homeyer, deutscher Organist (* 1853)
- 30. Juli: James Budd, US-amerikanischer Politiker (* 1851)
- 07. August: Rudolph Ehlers, deutscher evangelischer Theologe und Pfarrer (* 1834)
- 08. August: Joseph Maria Olbrich, österreichischer Architekt (* 1867)
- 08. August: Christian Schneller, Tiroler Schriftsteller (* 1831)
- 14. August: Friedrich Paulsen, deutscher Pädagoge und Kant-Forscher (* 1846)
- 20. August: Gustav Ipavec, slowenischer Komponist (* 1831)
- 20. August: Albert Kündig, Schweizer Unternehmer und Politiker (* 1838)
- 20. August: Louis Varney, französischer Operettenkomponist (* 1844)
- 23. August: Hermann Speck von Sternburg, deutscher Diplomat und Kunstsammler (* 1852)
- 24. August: Bai Bureh, Herrscher des Königreichs Koya im heutigen Sierra Leone (* 1840)

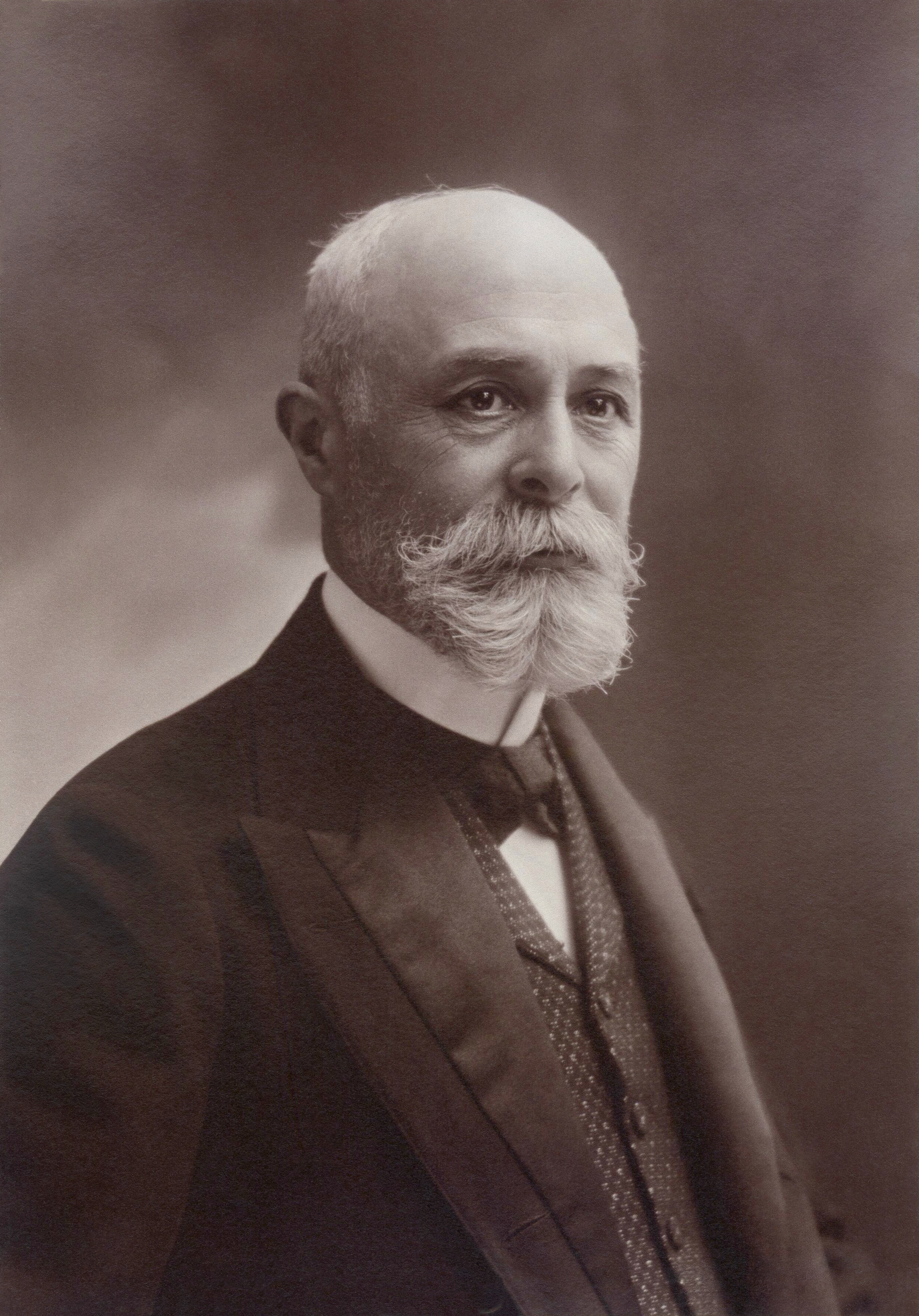
Antoine Henri Becquerel

- 25. August: Antoine Henri Becquerel, französischer Physiker, Nobelpreisträger (* 1852)
- 27. August: William Freeman Vilas, US-amerikanischer Politiker (* 1840)
- 28. August: Knud Sehested, dänischer Politiker (* 1850)
- 02. September: August Manga Ndumbe Bell, König des Duala-Volkes in Kamerun (* 1851)
- 03. September: Cornelis Pijnacker Hordijk, Gouverneur von Niederländisch-Indien (* 1847)
- 11. September: Otto Lob, deutsch-amerikanischer Dirigent und Komponist (* 1834)
- 13. September: Edmund Kretschmer, deutscher Komponist (* 1830)
- 15. September: Friedrich Adler, Baumeister, Architekt und Bauforscher (* 1827)
- 15. September: Georg Adler, deutscher Nationalökonom (* 1863)
- 15. September: Hugo Steuer, deutscher Architekt und Militärbaumeister (* 1829)
- 20. September: Pablo de Sarasate, spanischer Geiger und Komponist (* 1844)
- 27. September: Friedrich Reindel, deutscher Scharfrichter (* 1824)
- 29. September: Joaquim Maria Machado de Assis, brasilianischer Autor (* 1839)
- 29. September: Wilhelm Reiß, deutscher Forschungsreisender und Vulkanologe (* 1838)
- 30. September: Alfred Thompson Bricher, US-amerikanischer Landschaftsmaler (* 1837)
- 30. September: Anton von Scholz, deutscher Theologe (* 1829)

### Viertes Quartal
- 13. Oktober: Antoinette Charlotte Marie Josephine Karoline Frida von Sachsen-Altenburg, Herzogin von Anhalt (* 1838)
- 17. Oktober: William Harris Ashmead, US-amerikanischer Entomologe (* 1855)
- 26. Oktober: Enomoto Takeaki, japanischer Admiral (* 1836)
- 02. November: Josef Mayburger, österreichischer Maler (* 1814)
- 04. November: Tomás Estrada Palma, erster Präsident von Kuba (* 1835)
- 05. November: Antonio Gabrini, italienisch-schweizerischer Politiker (* 1814)
- 05. November: Andrew Graham, irischer Astronom (* 1815)
- 08. November: Edward W. Carmack, US-amerikanischer Politiker (* 1858)
- 08. November: Victorien Sardou, französischer Dramatiker (* 1831)
- 08. November: Eduard Wölfflin, Schweizer Altphilologe (* 1831)
- 14. November: Guangxu, der vorletzte chinesische Kaiser der Qing-Dynastie (* 1871)
- 15. November: Kaiserinwitwe Cixi, Nebenfrau des Mandschu-Kaisers Xianfeng (* 1835)
- 20. November: Albert Dietrich, Komponist (* 1829)
- 20. November: Georgi Woronoi, russischer Mathematiker (* 1868)
- 22. November: Claude Paul Taffanel, französischer Flötist und Komponist (* 1844)
- 25. November: Matthäus Risch, Schweizer Landwirt und Politiker (* 1831)
- 27. November: Knud Bergslien, norwegischer Maler (* 1827)
- 02. Dezember: Ilse Frapan, deutsche Schriftstellerin (* 1849)
- 04. Dezember: Max Arnhold, deutscher Bankier und Freimaurer (* 1845)
- 08. Dezember: Josef Zemp, Schweizer Politiker (* 1834)
- 10. Dezember: Julius Dammann, deutscher Geistlicher und Schriftsteller (* 1840)
- 16. Dezember: American Horse II, indianischer Häuptling (* 1840)
- 19. Dezember: Georg Kruse, deutscher Schauspieler und Schriftsteller (* 1830)
- 20. Dezember: Benjamin Ipavec, slowenischer Komponist (* 1829)
- 22. Dezember: Georg Christian von Lobkowitz, böhmischer Adeliger und Politiker (* 1835)
- 28. Dezember: Charles Marley Anderson, US-amerikanischer Politiker (* 1845)

### Genaues Todesdatum unbekannt
- Qasim Amin, ägyptischer Jurist (* 1863)